# ショップハウス

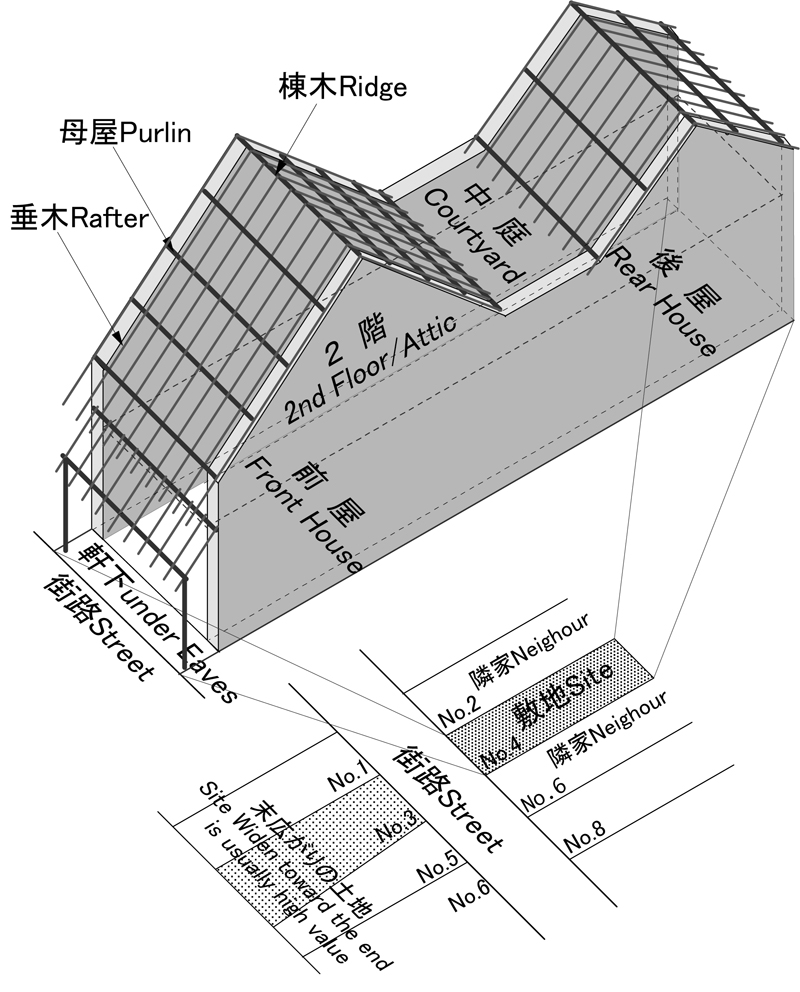
ショップハウスの原型

ショップハウス（英語: Shophouse、中国語: 店屋）は、華南および東南アジアに見られる土着建築。多くは2〜3階建てで、1階を店舖として、2、3階を住居として使用する。香港では下舖上居（英語意譯：living above store）、台湾では街屋（英語: Townhouse）と呼ばれる 。店舖全面には騎楼が設けられ、風通しを良くするとともに雨や直射日光を遮る効果がある。
東南アジアの多くのショップハウスは税制や構造上の規制により細長い設計となっている。また当地の騎楼は法例により幅員を5フィート (1.5 m)と定められており、それゆえに「五脚基」と呼ばれる。

## 設計と特徵

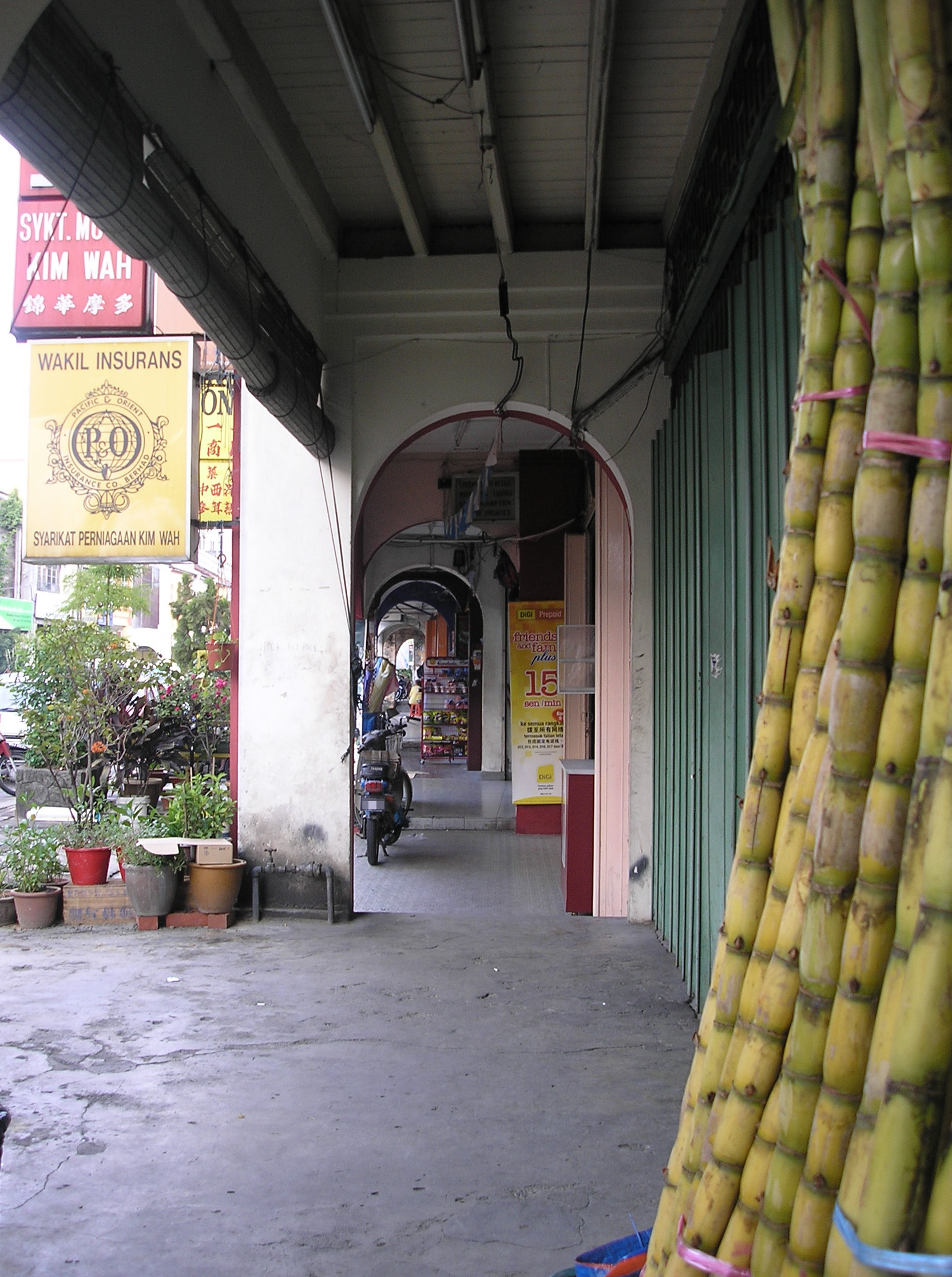
ショップハウスのポルチコ

### 騎楼

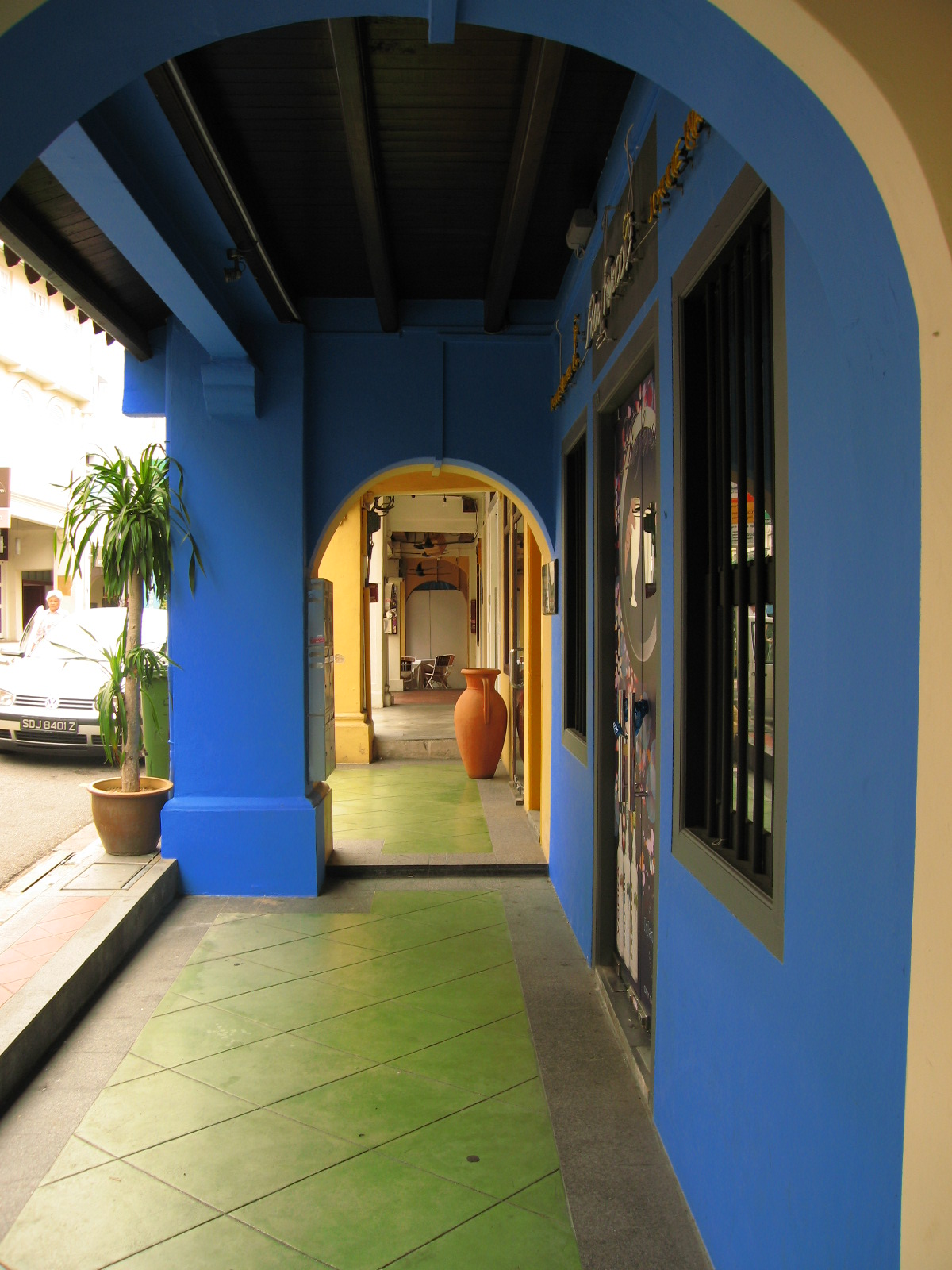
シンガポールの五脚基

1822年、シンガポールの都市計画に関する指示がベンクレーン副総督トーマス・スタンフォード・ラッフルズによって出された。その中で、各住宅は「一定の深さのベランダを設け、常に開放されていること。また、通りの両側に連続した屋根付きの通路（a continued and covered passage）を形成すること」と規定された。この指示により、シンガポールではアーケードやコロネードが連続的な公共通路を形成する、規則的で統一された街並みが生まれた。その後、他の海峡植民地でも「連続した屋根付き通路」として知られる「五脚基（英語: five-foot way）」が義務付けられ、「海峡植民地様式」の建築物の特徴的な要素となった。この特徴は19世紀半ば以降、タイやフィリピンなどの東南アジア諸国、さらには一部東アジア諸国にも広がった。

こうした覆い付きの歩道は、華南、台湾、香港で見られる「騎楼」と呼ばれる建物にも見られるが、これはシンガポールのショップハウスの影響を受けて発展した建築様式である。清末の台北、日本統治下の台湾、そして中華民国期の華南では同様の規則が適用され、より広いスペースが義務付けられた。1876年には、香港政庁が賃借人に対して、ベランダ（香港植民地の公道）上に張り出しを建てることを許可した。これにより居住空間を拡張することが可能になったが 、規則的で統一された街並みを作る意図はなかった。

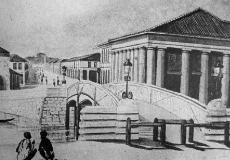
シンガポールのコロネードのある歩道、1840年頃
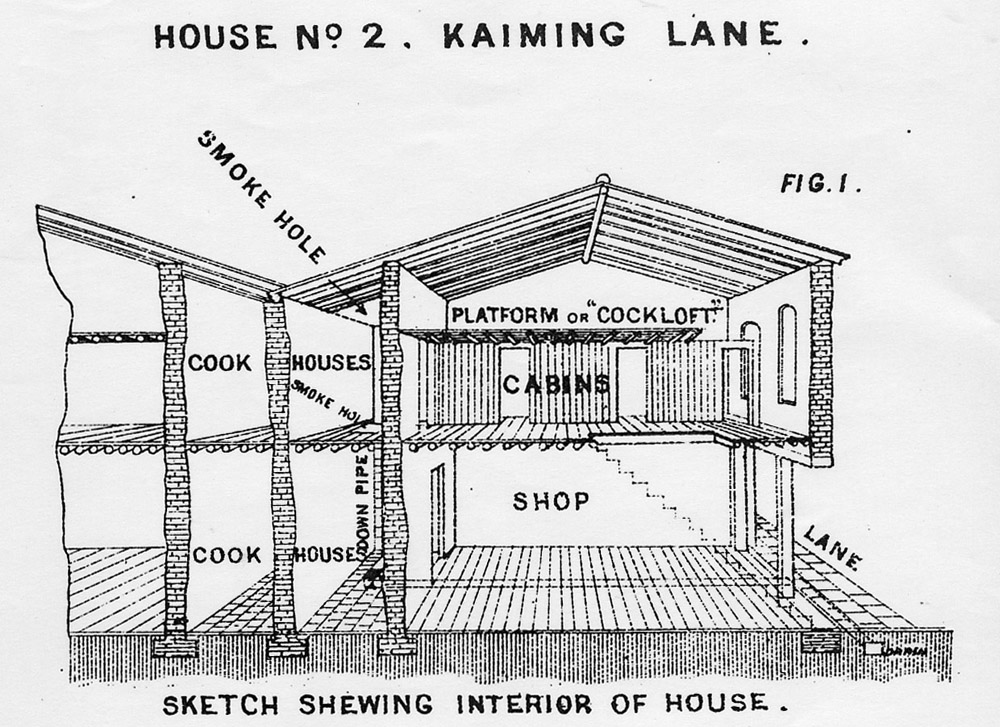
ベランダ規定以前の香港のショップハウス。1882年のO. Chadwick's Reportによる
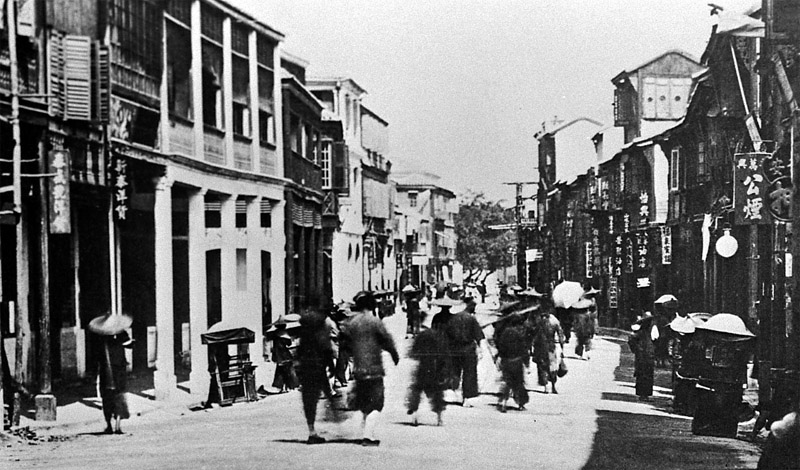
ベランダ規定後の香港のショップハウス、1905年頃
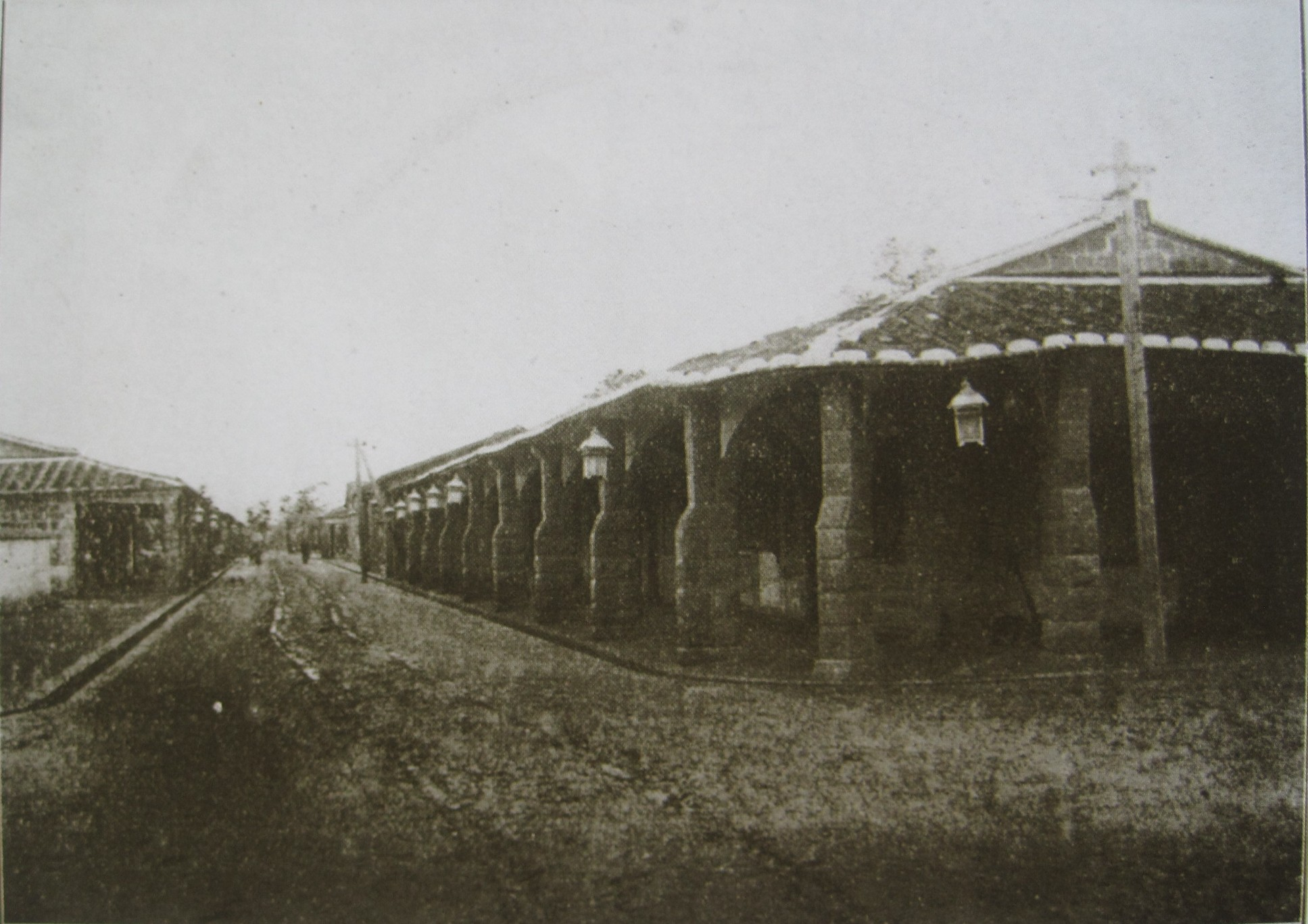
高雄・旗山区のショップハウス
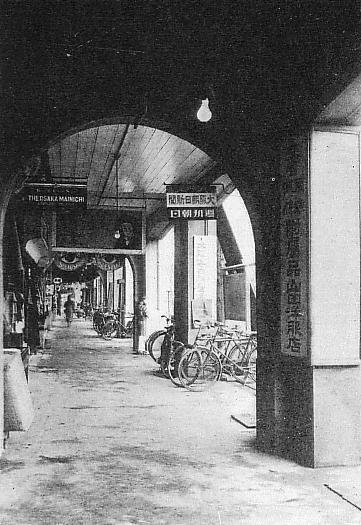
台北のショップハウス、1930年頃
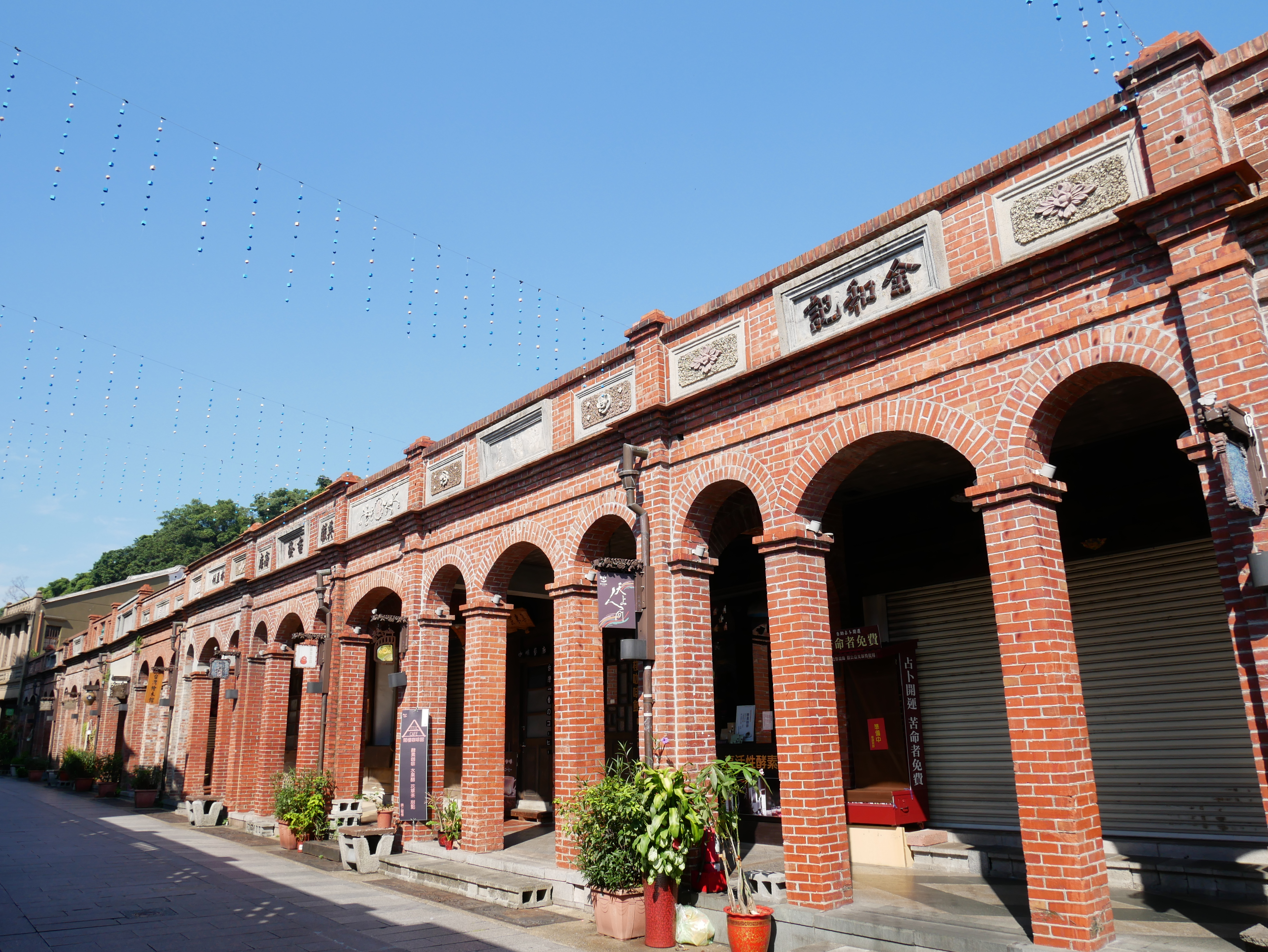
新北・三峡区
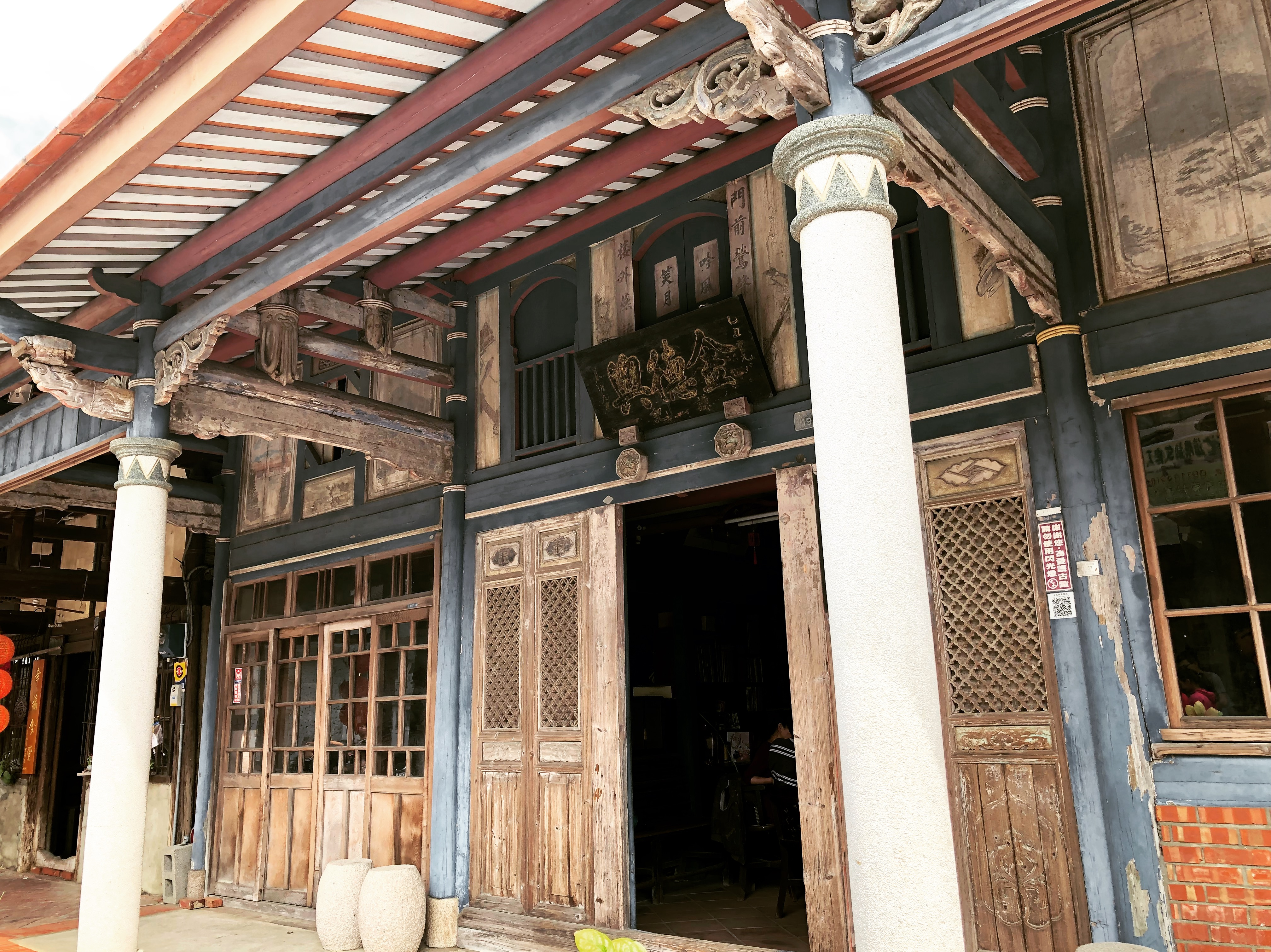
台南・菁寮

### ファサード
建物のファサードや柱には装飾が施されることがある。ファサードの装飾は中国、ヨーロッパ、マレーの伝統から影響を受けているが、ヨーロッパの要素が支配的である。ヨーロッパの新古典主義的なモチーフには、エッグ・アンド・ダートや、柱に施されたイオニア式やコリント式の柱頭などがある。ショップハウスの装飾の度合いは、所有者の繁栄やその地域の発展状況に依存し、都市部やかつての新興市街地にあるショップハウスのファサードは、一般的に田舎の質素なショップハウスよりも凝ったものになっている。

1930年代から1950年代にかけては、石造を多用したアール・デコやストリームライン・モダンが主流となった。1950年代から1980年代にかけてのモダンなバリエーションでは装飾が一切なく、国際様式やブルータリズムに触発された、堂々とした幾何学的かつ実用的な形状で設計される傾向があった。1990年代以降、建物はポストモダンや復興主義を採用し始めた。

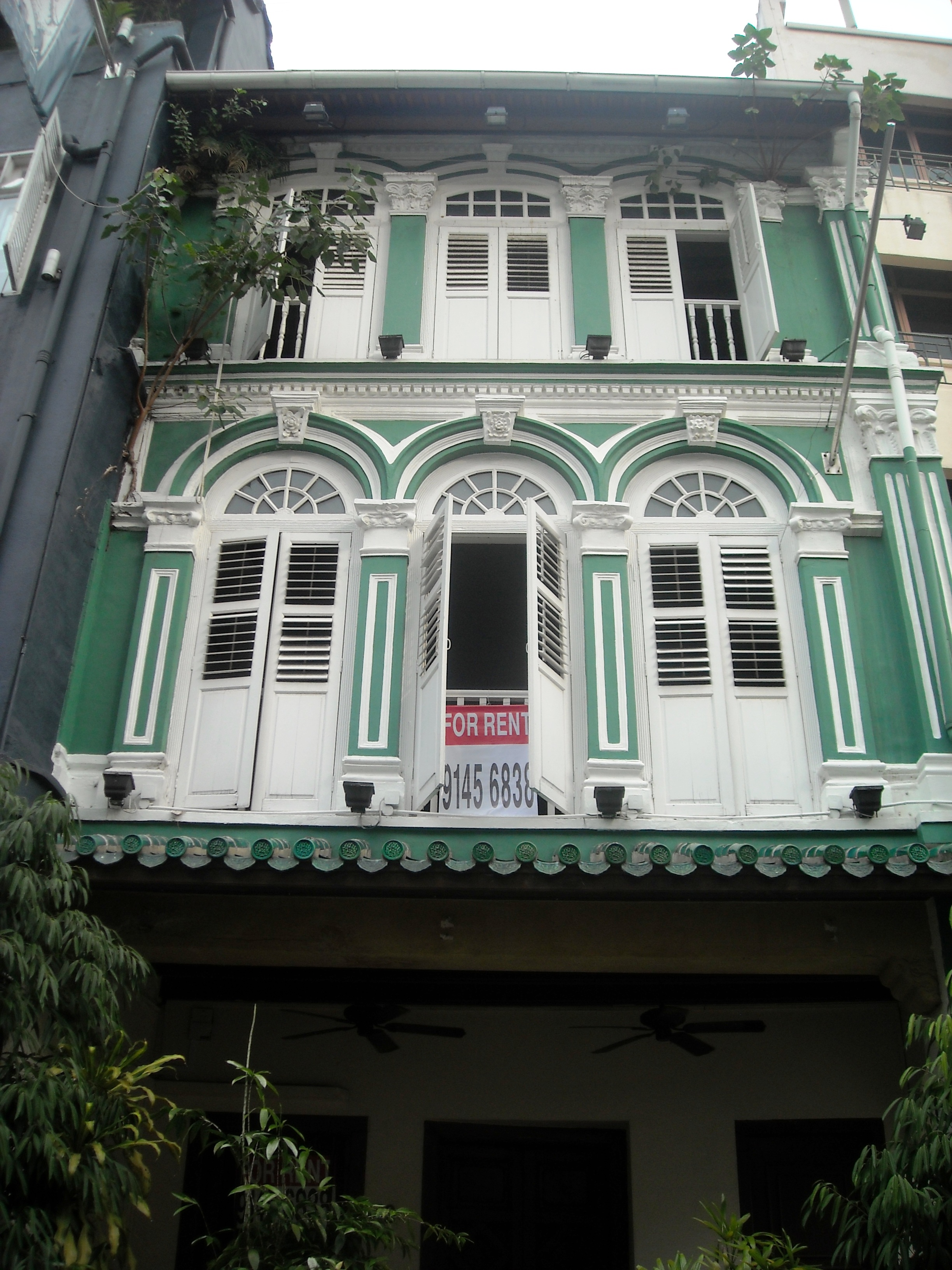
シンガポール
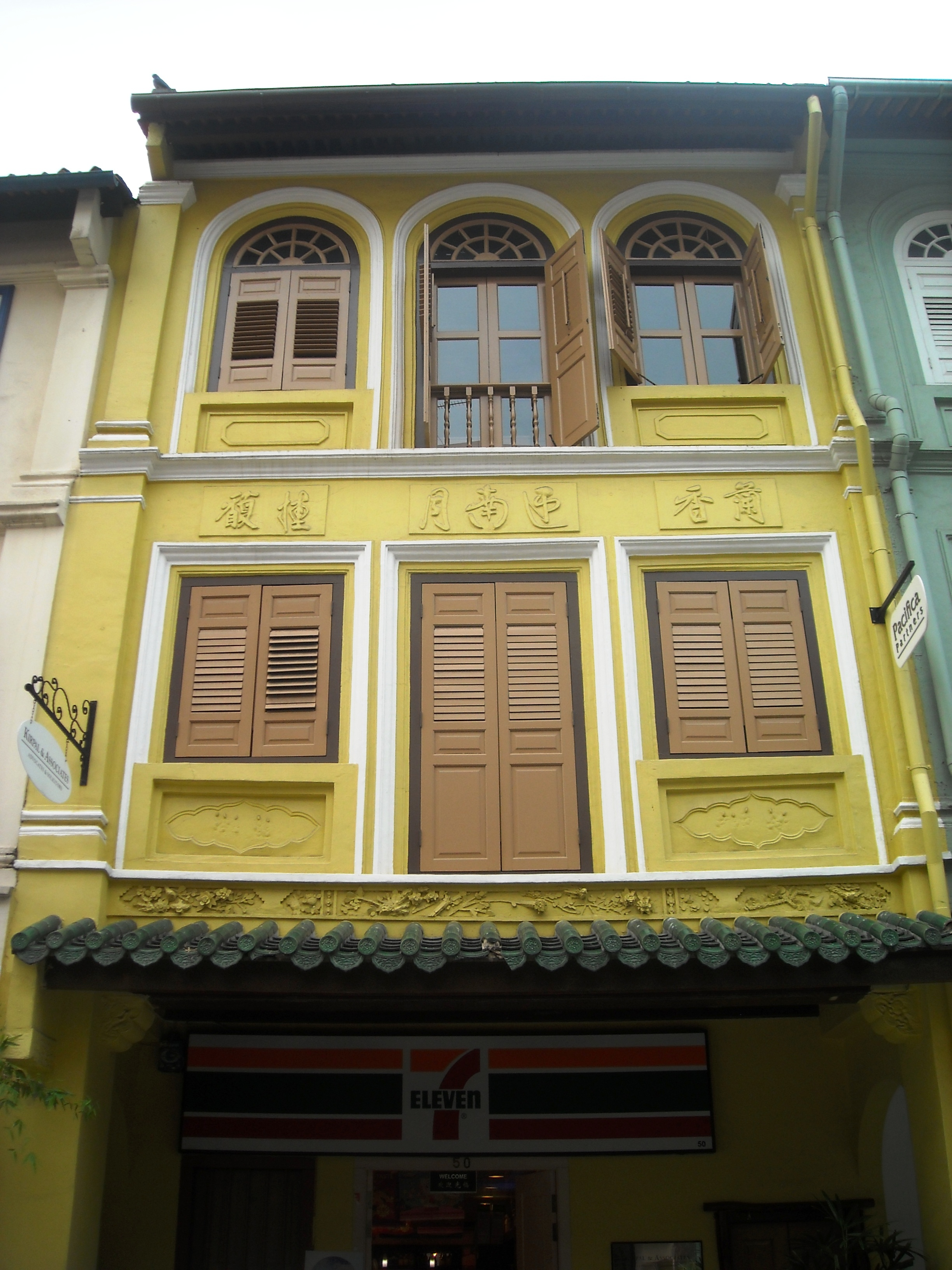
シンガポール
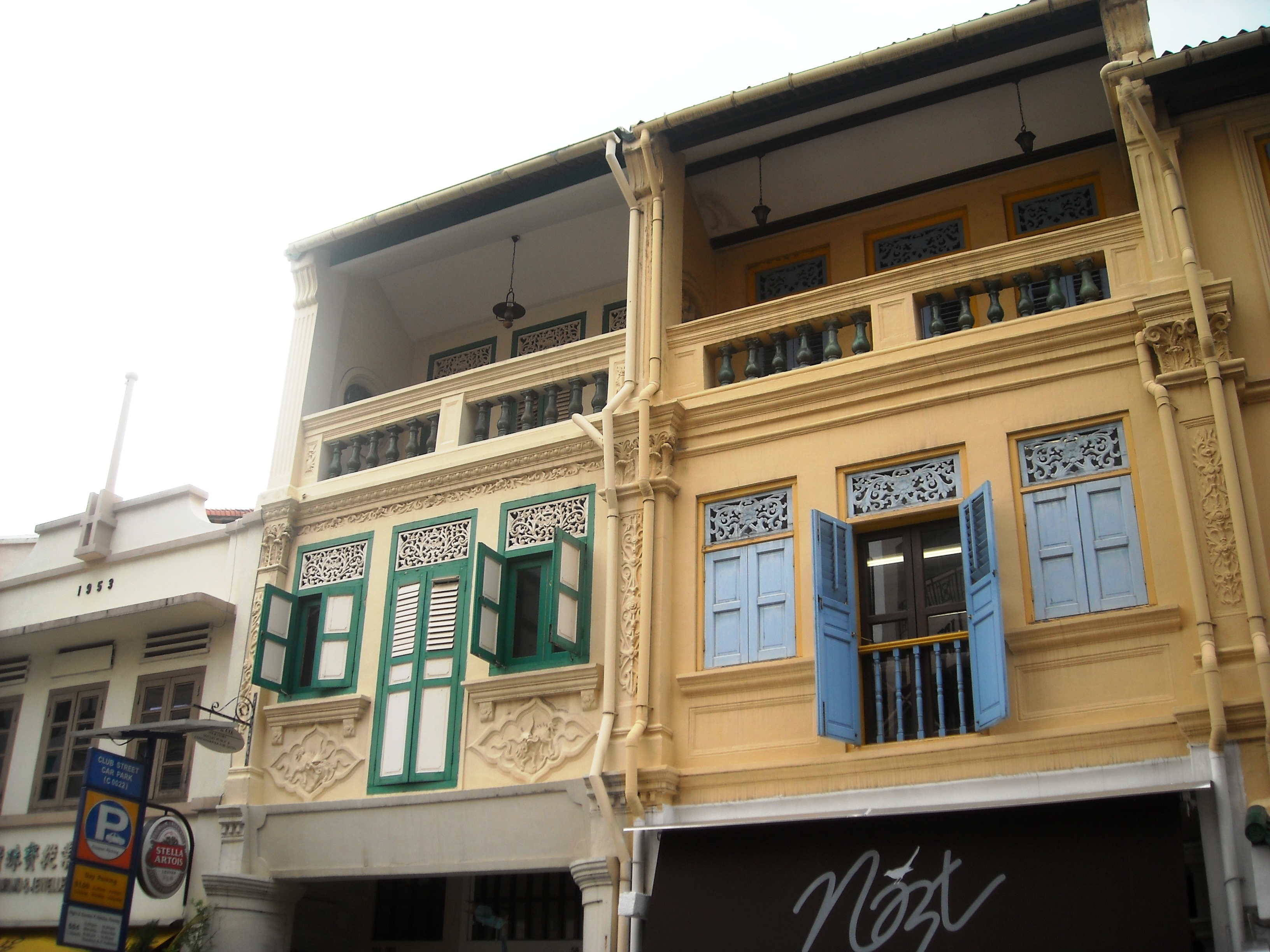
シンガポール
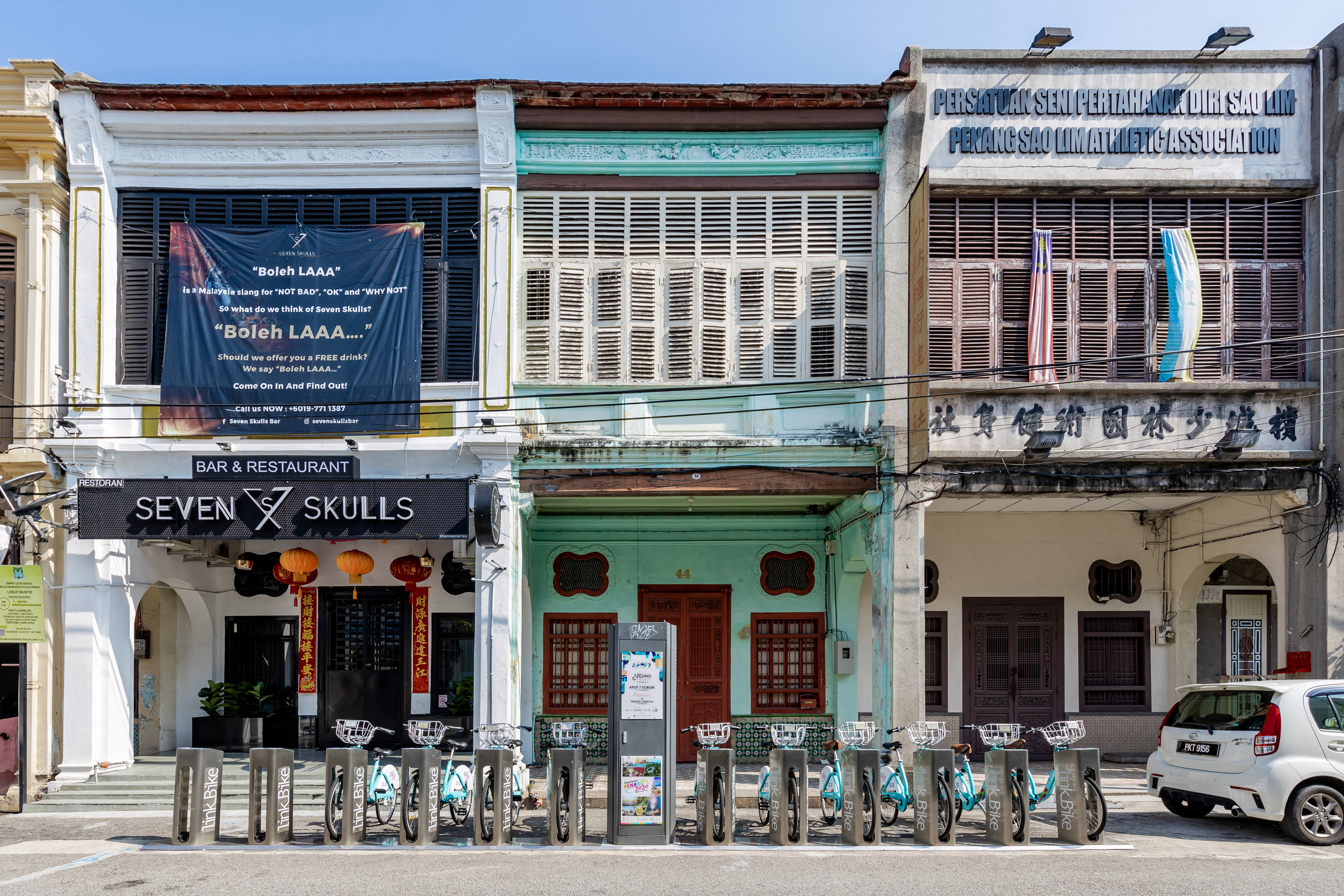
マレーシア・ペナン
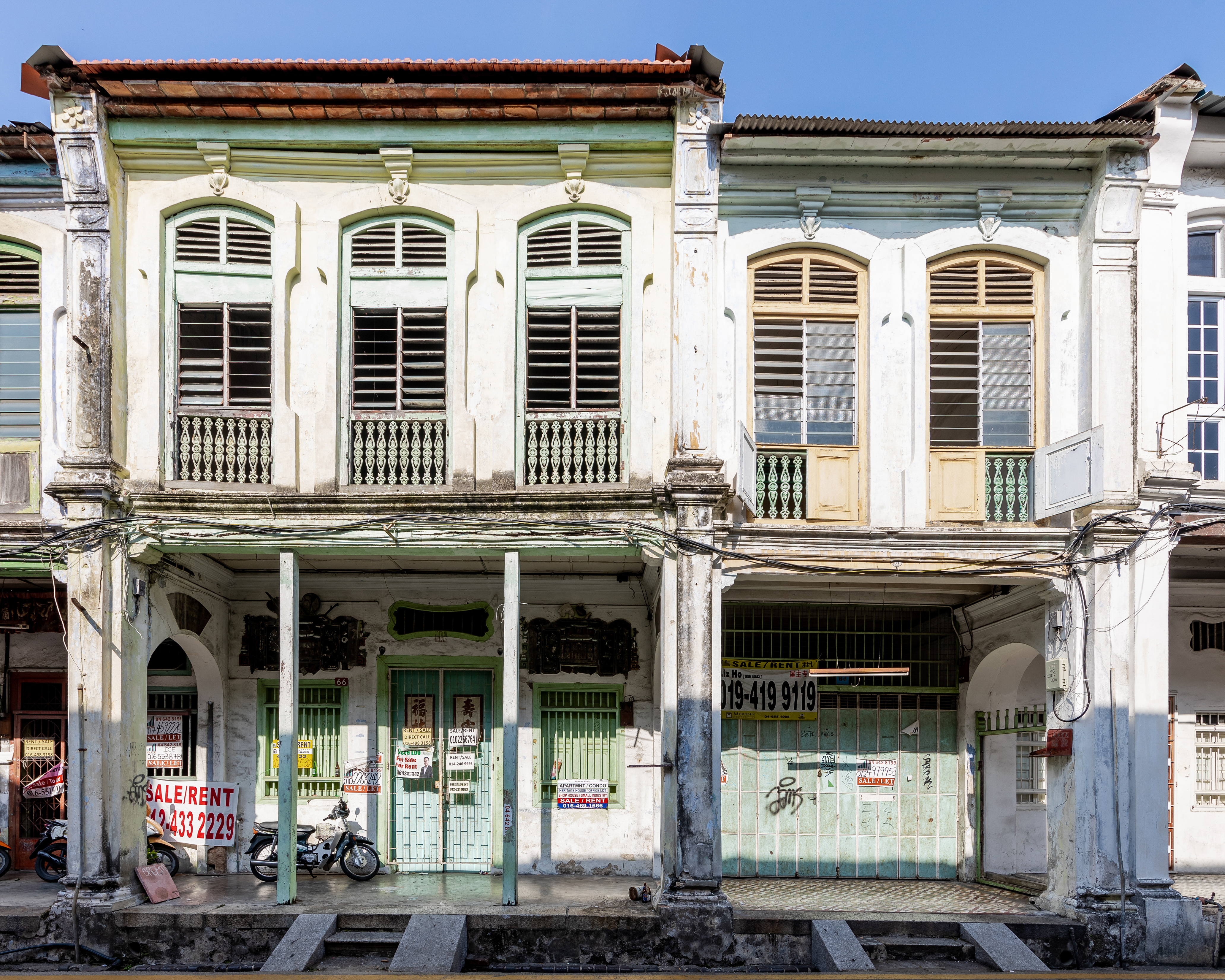
マレーシア・ペナン
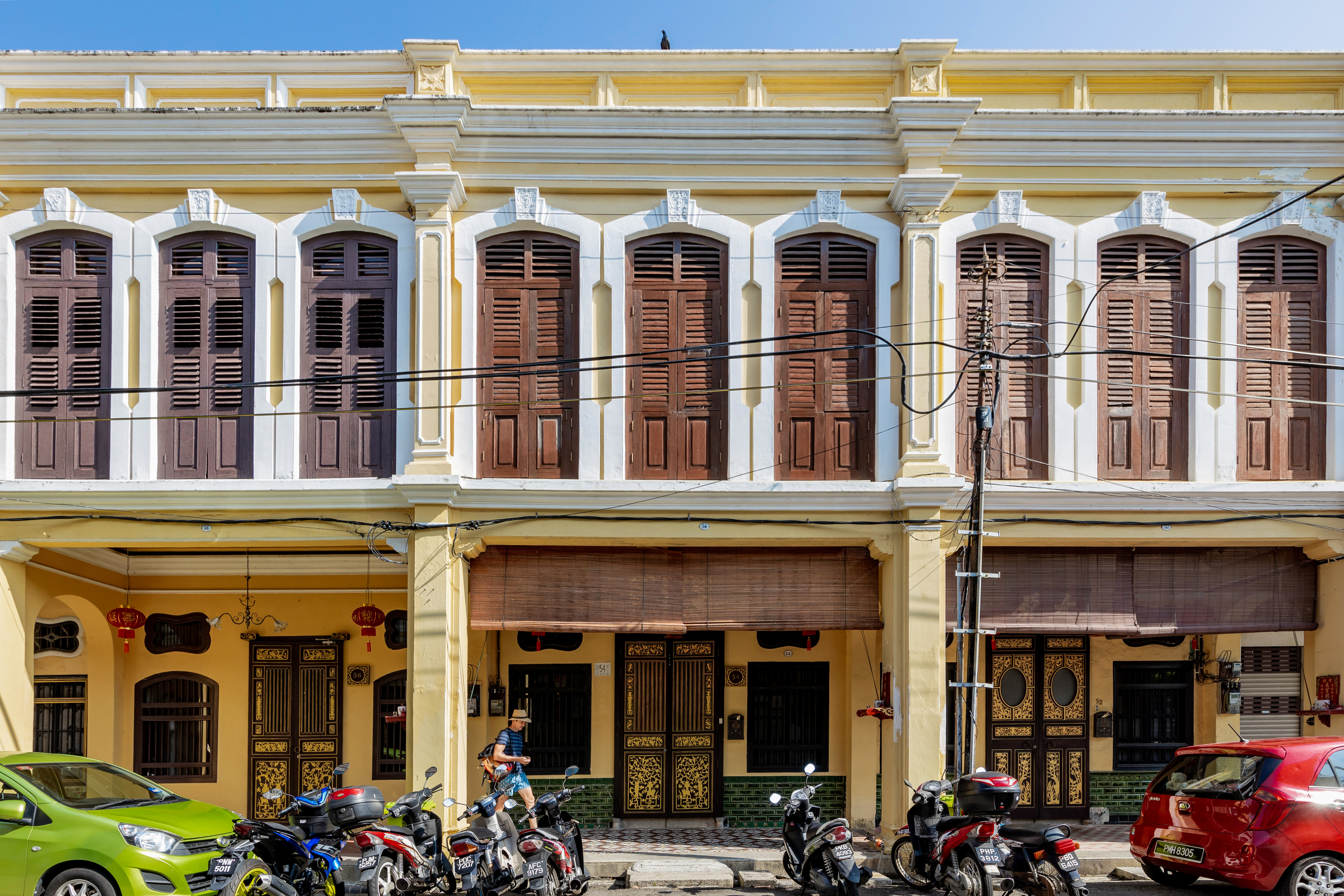
マレーシア・ペナン
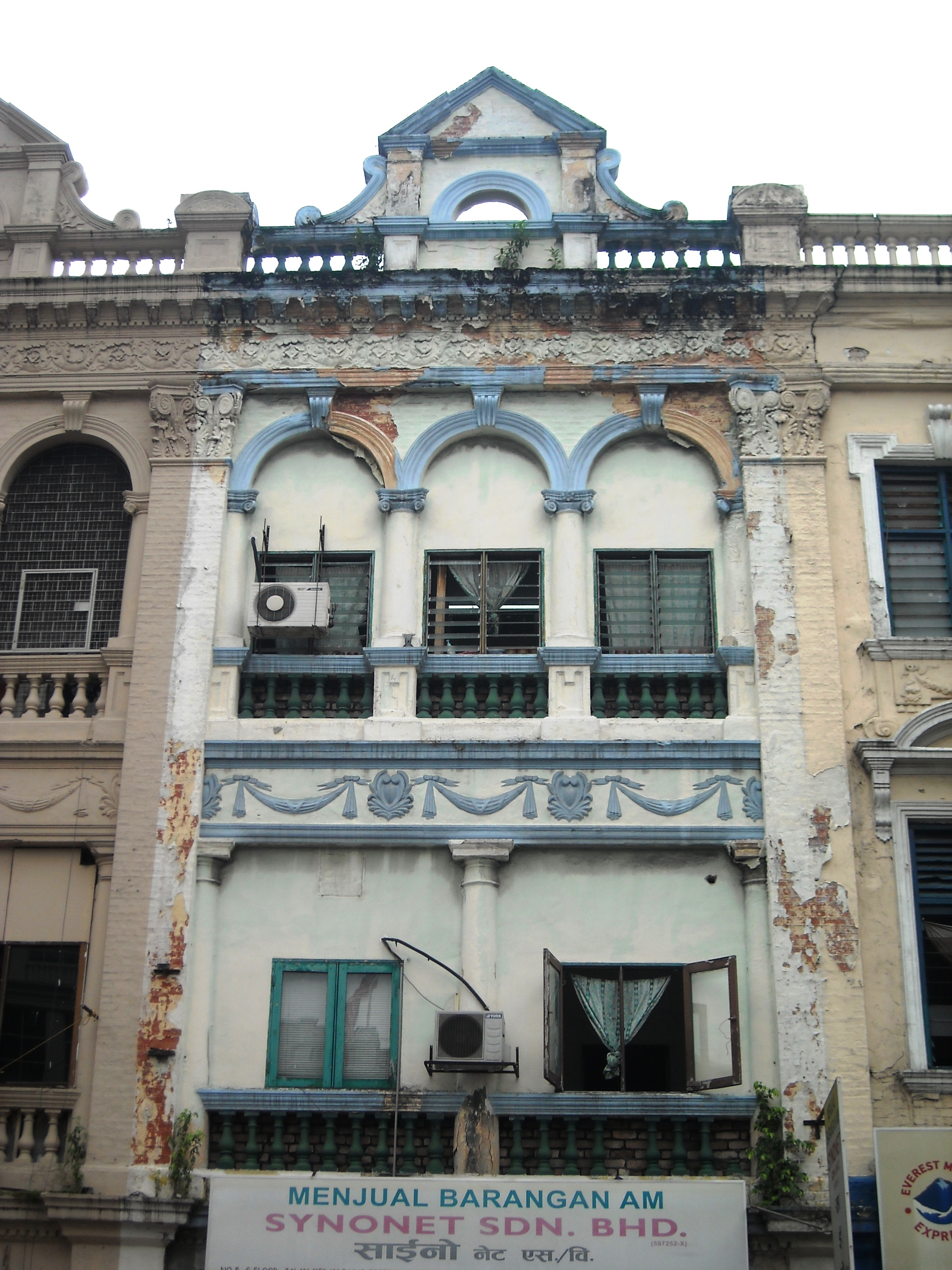
マレーシア・クアラルンプール
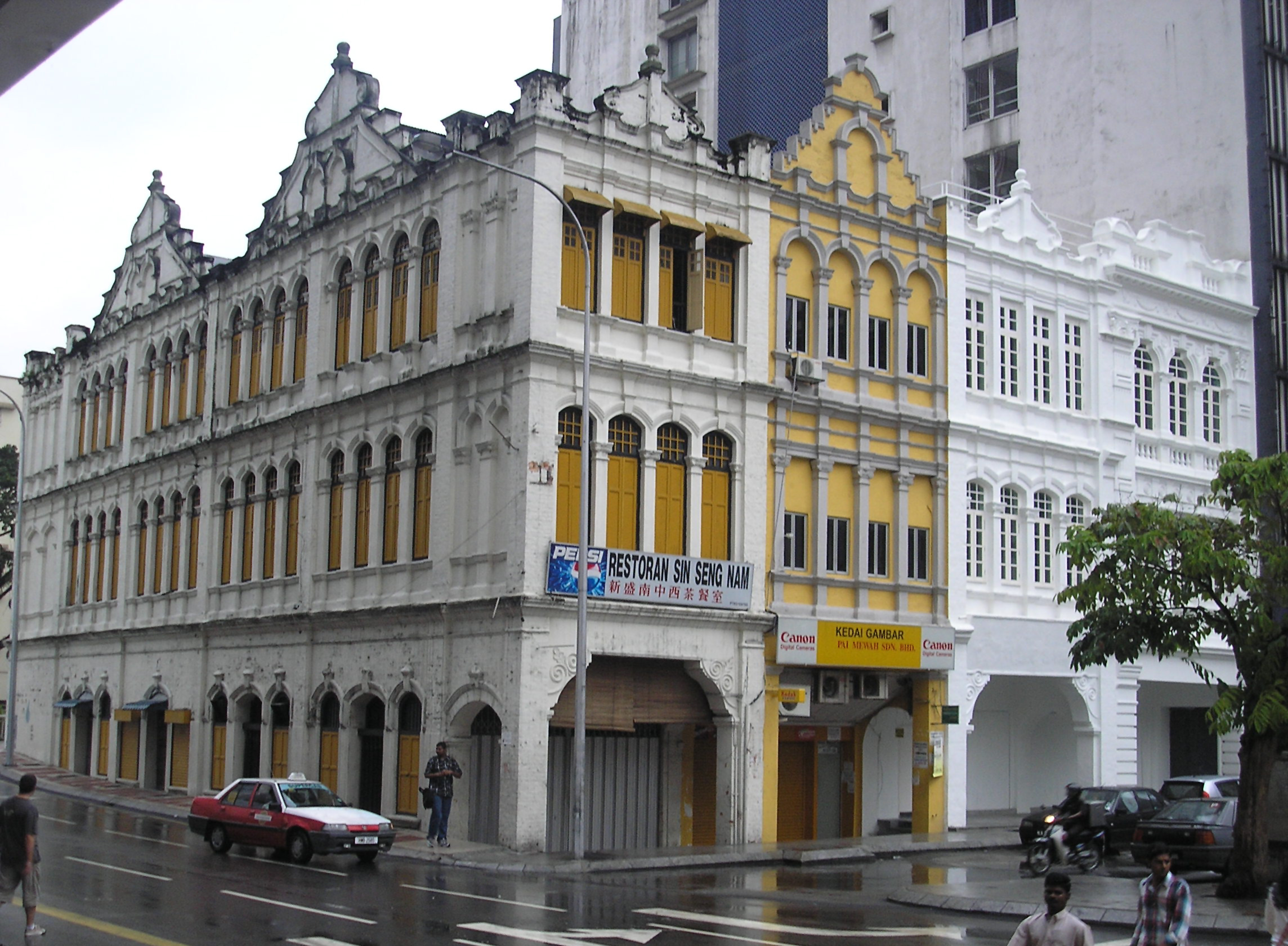
マレーシア・クアラルンプール
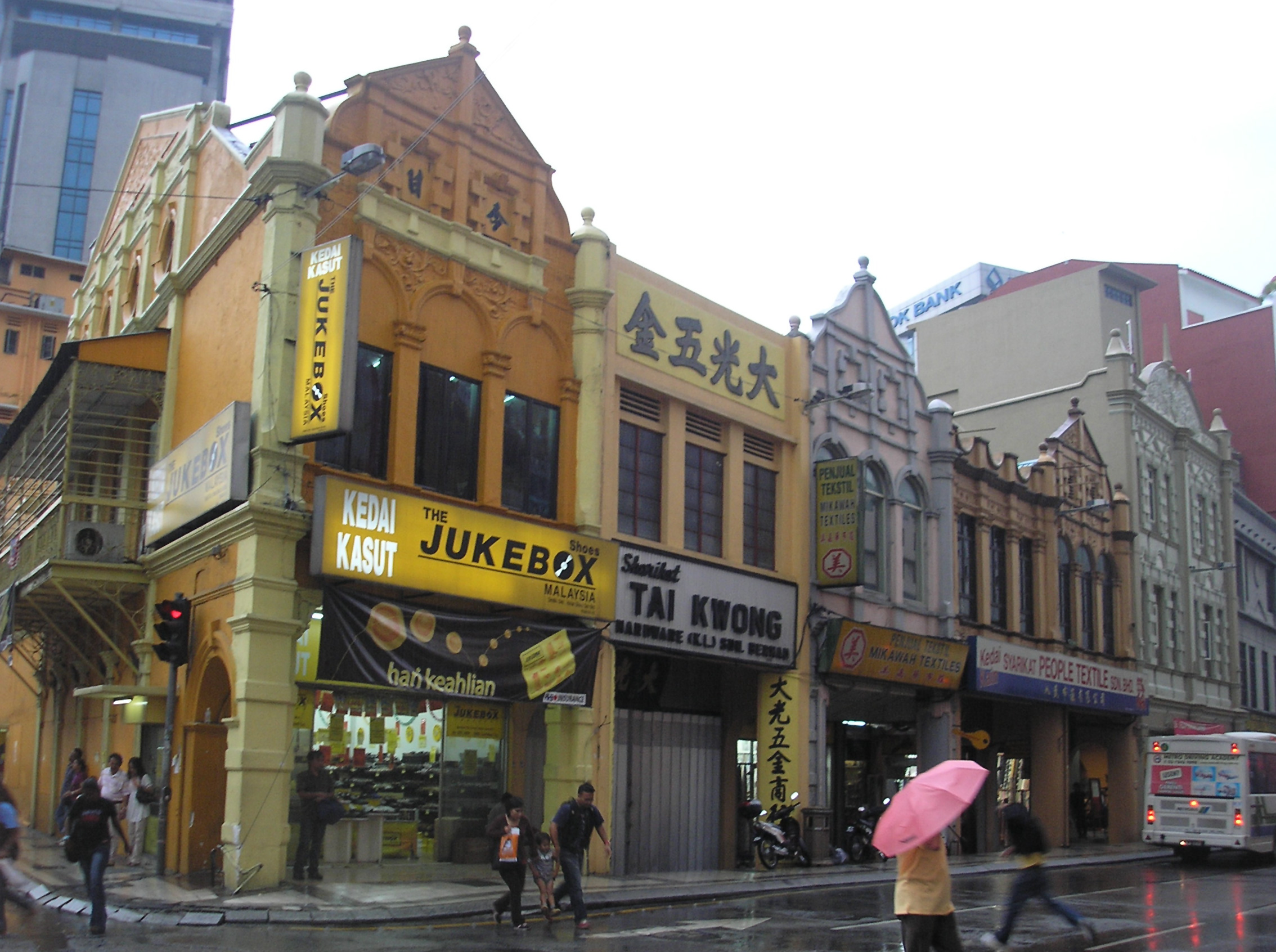
マレーシア・クアラルンプール
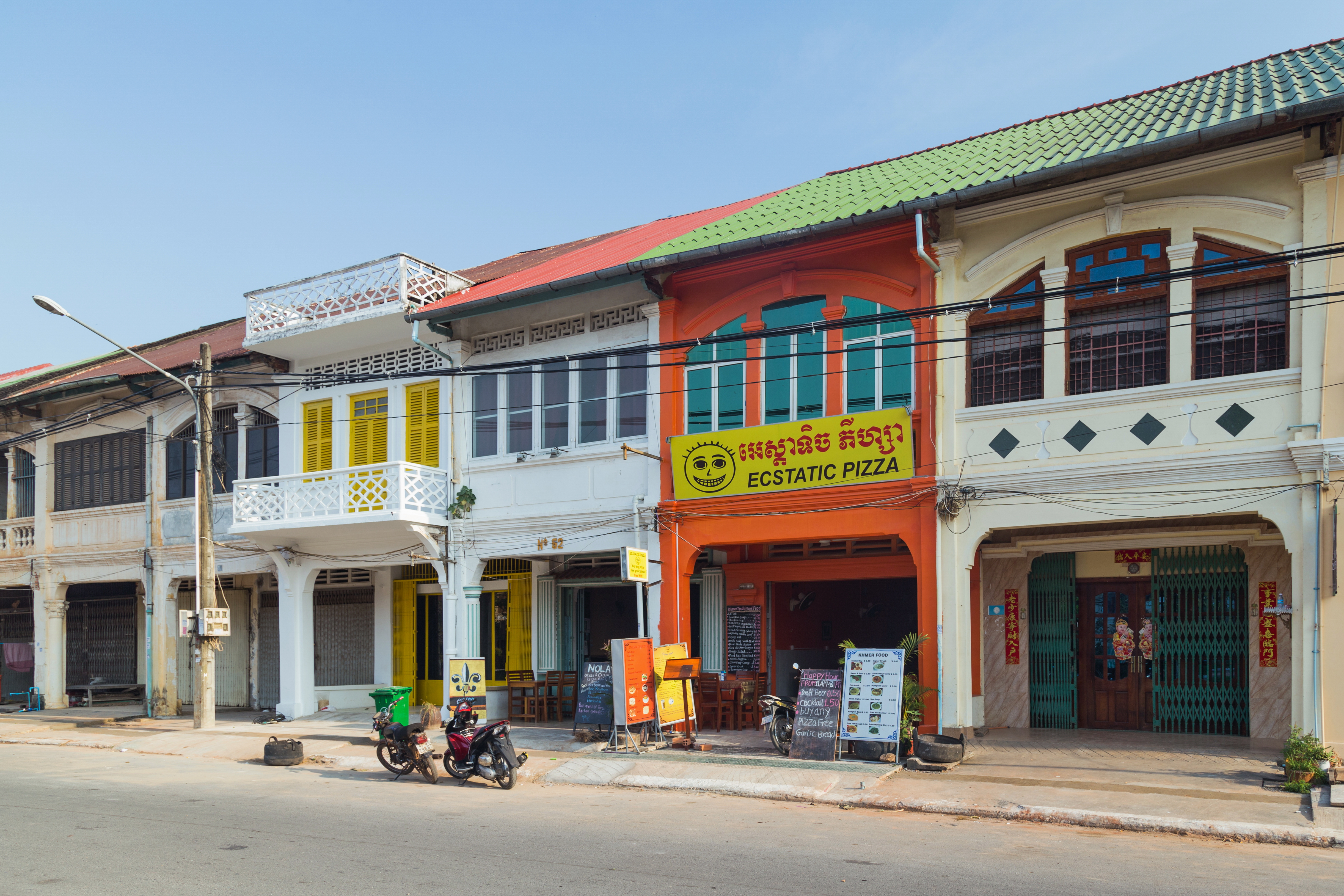
カンボジア・カンポット
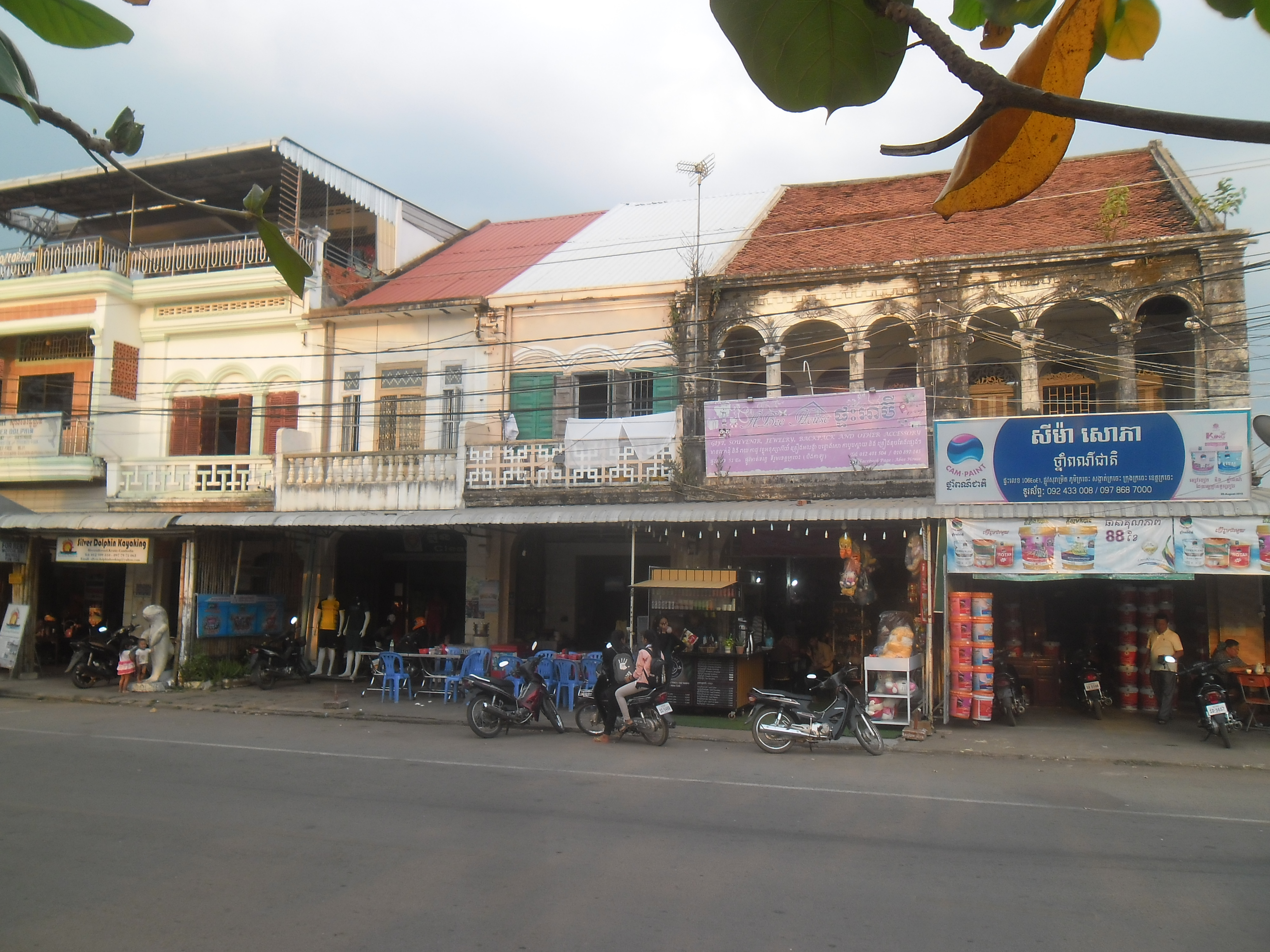
カンボジア・クラチエ
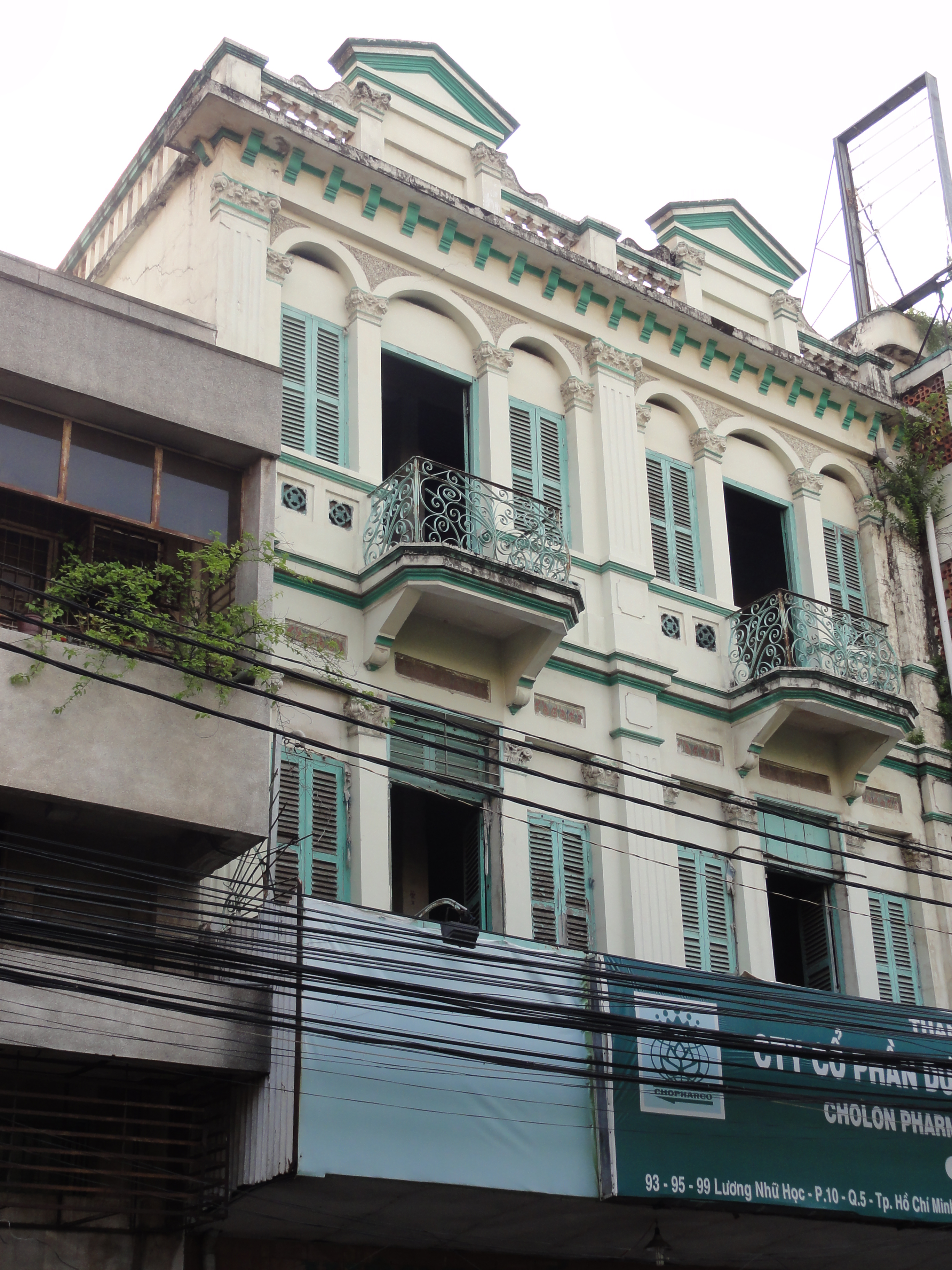
ベトナム・チョロン
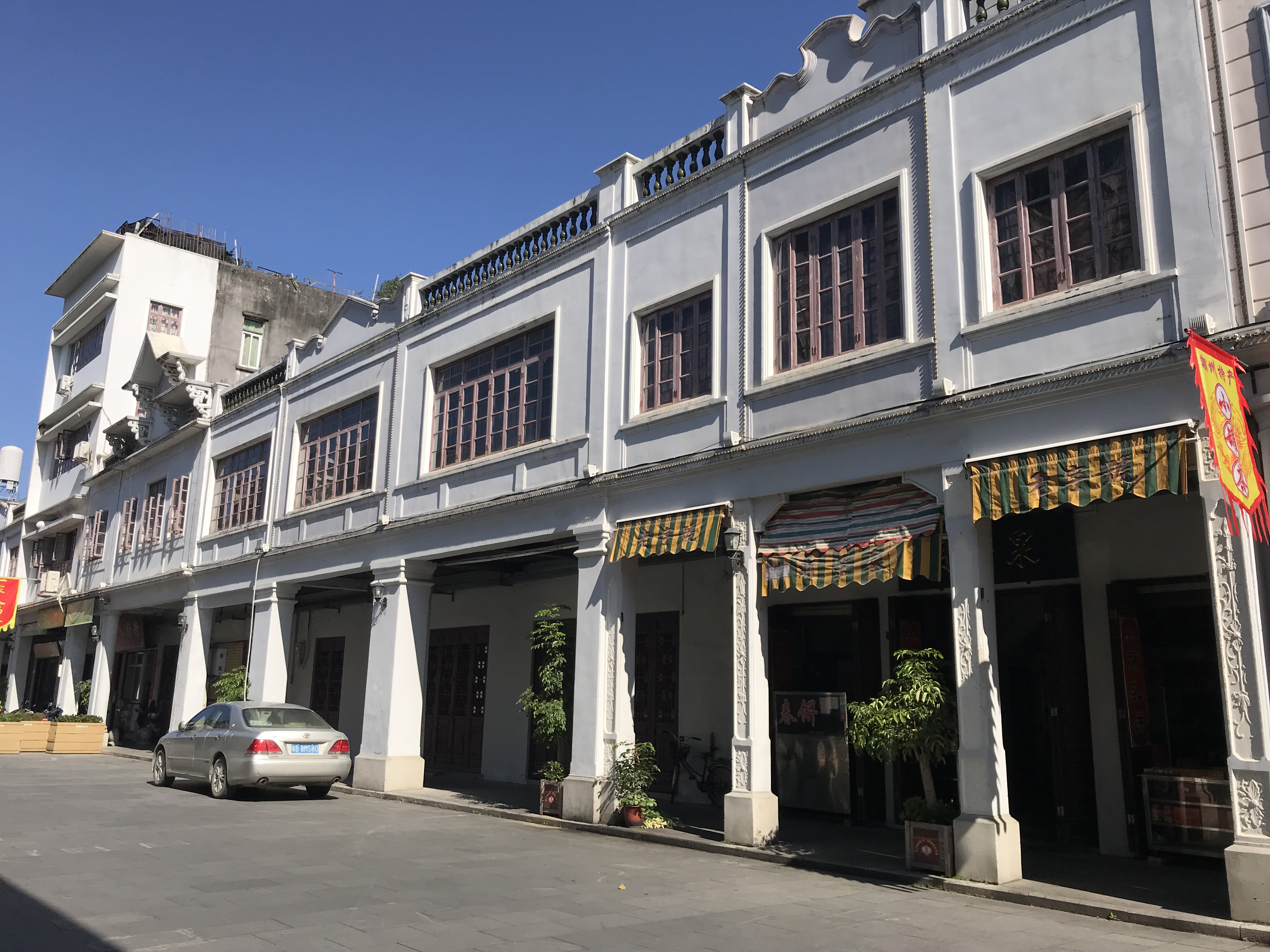
潮州・牌坊街
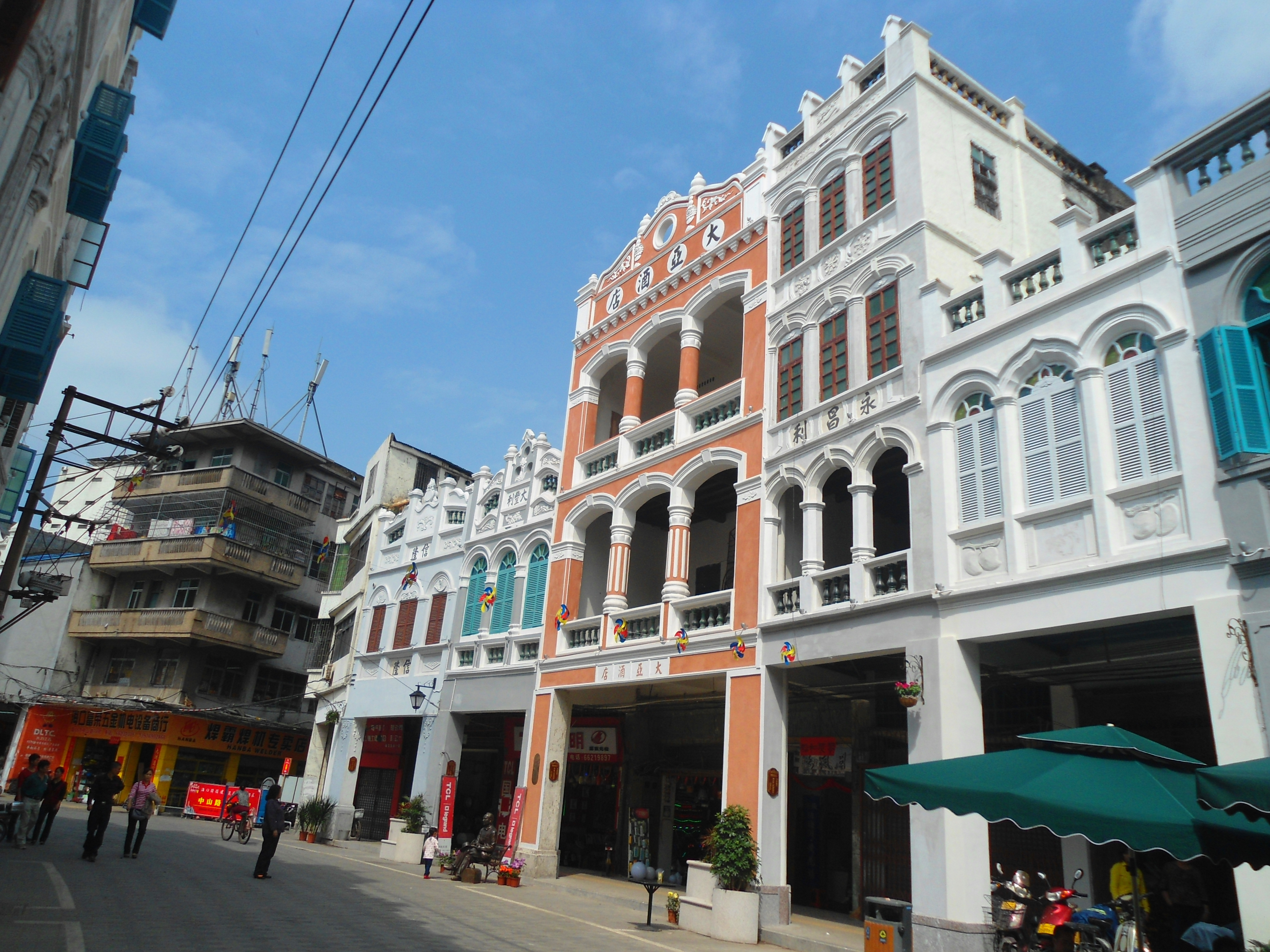
海口・中山路
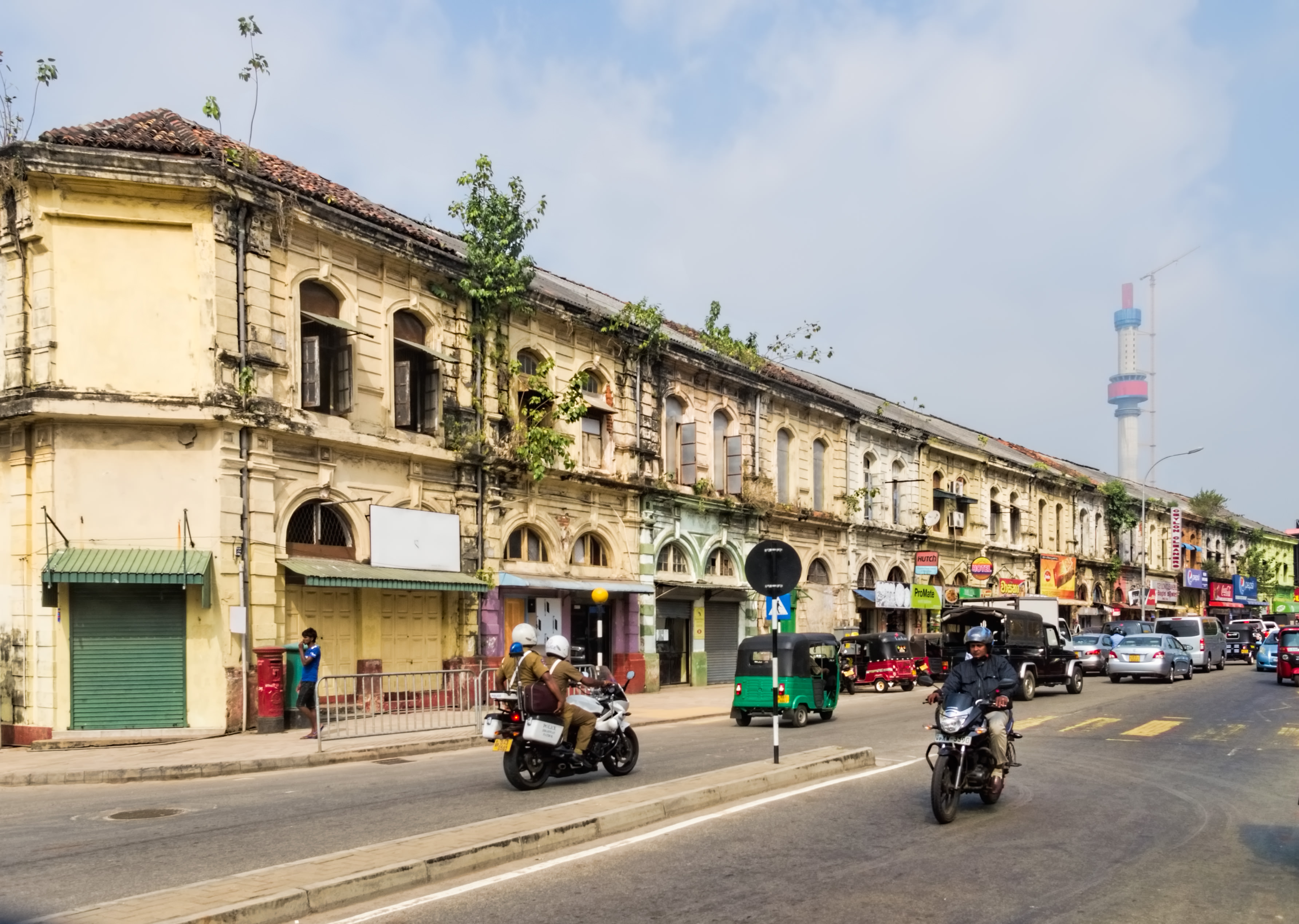
スリランカ・コロンボ
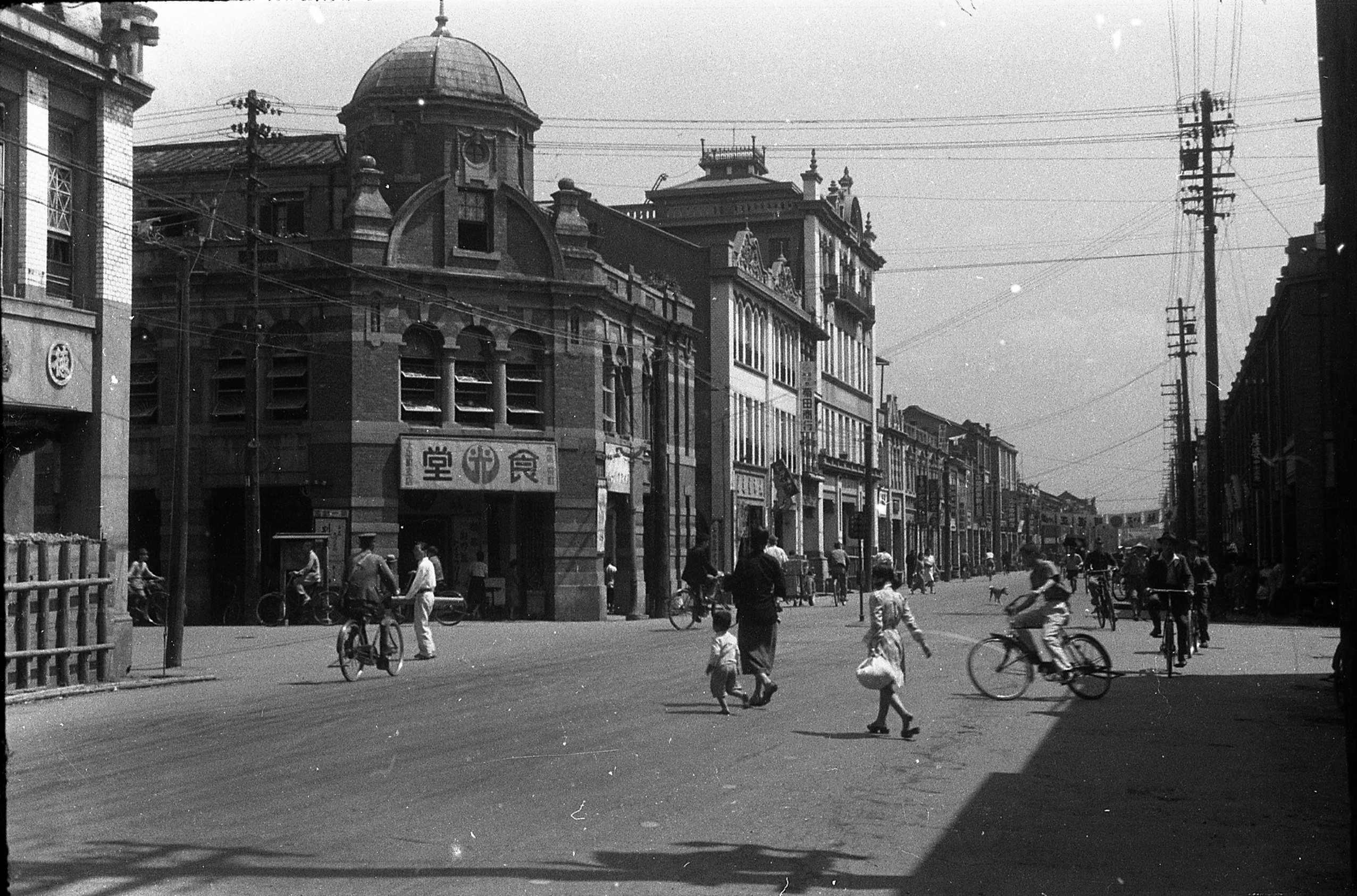
台北・大稲埕、1940年頃
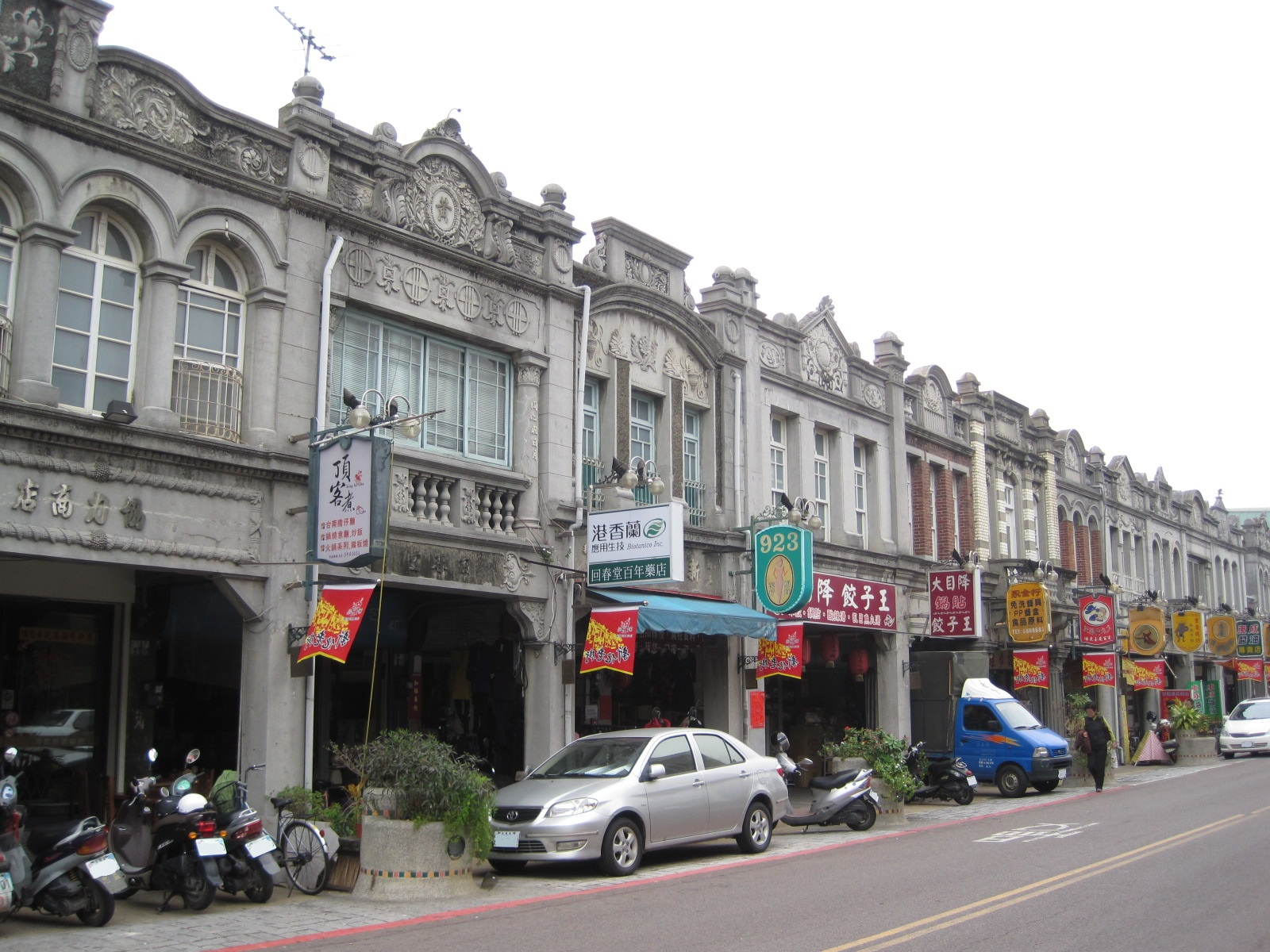
台南・新化老街
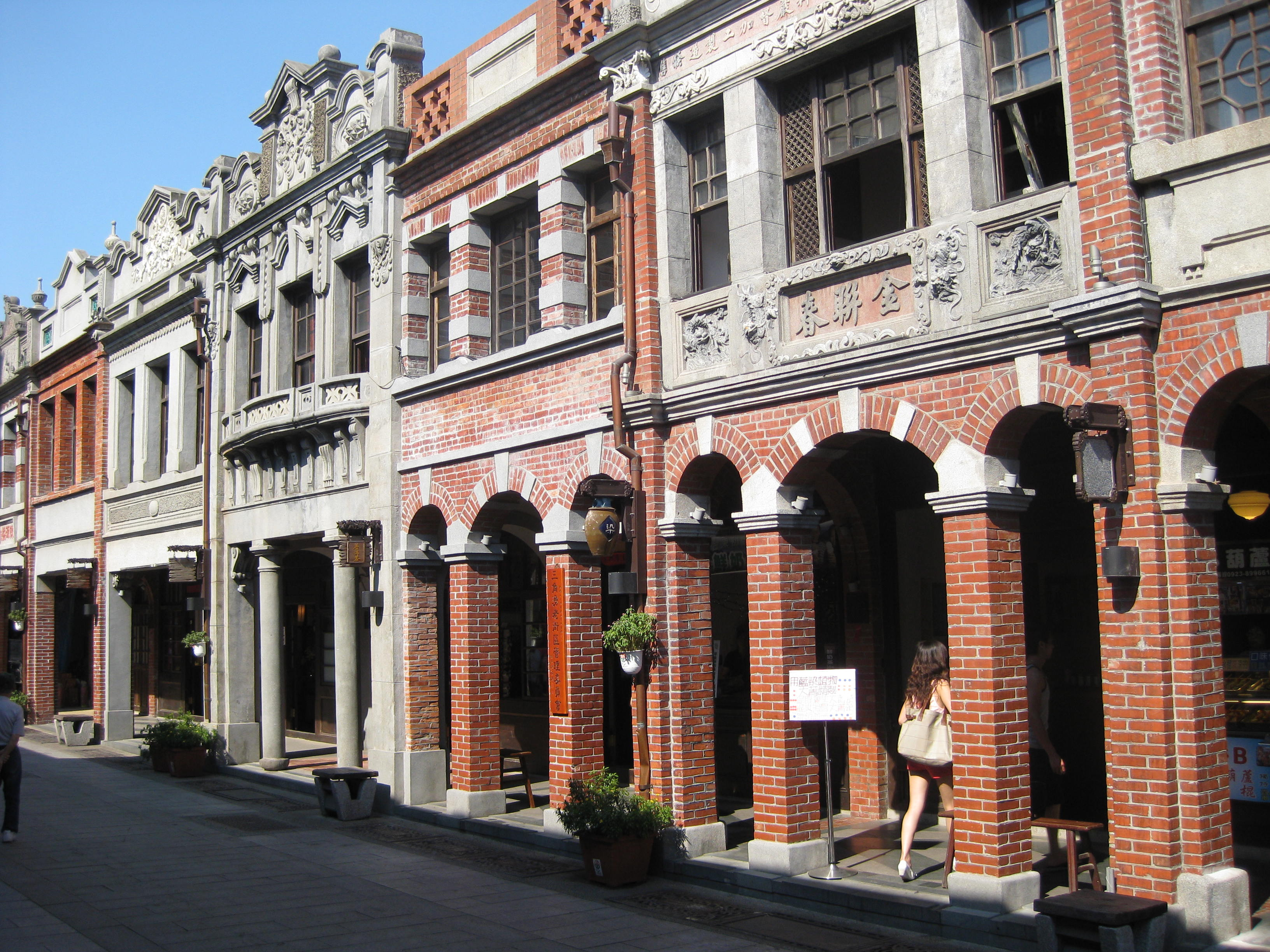
新北・三峡区
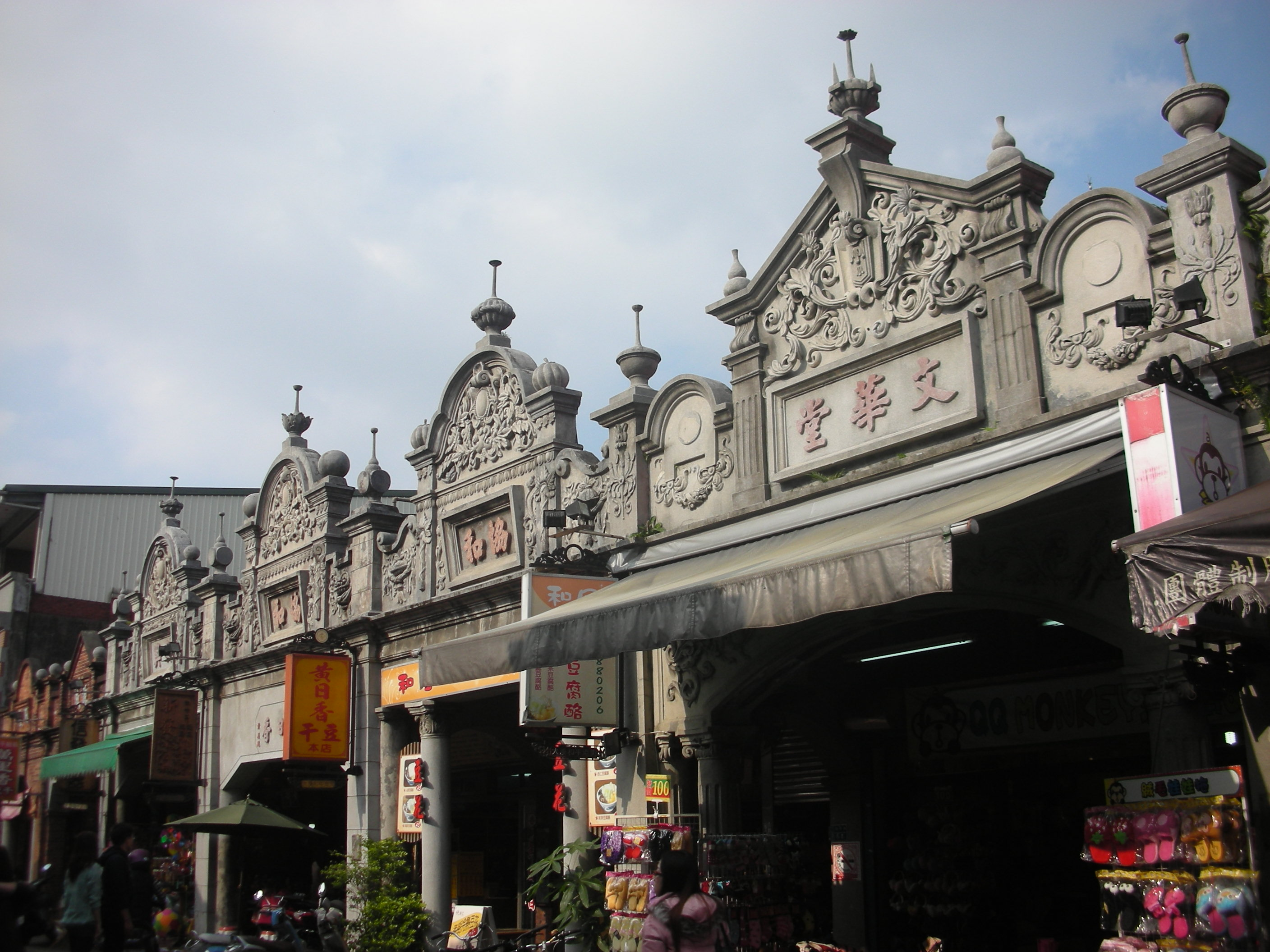
桃園・大渓区
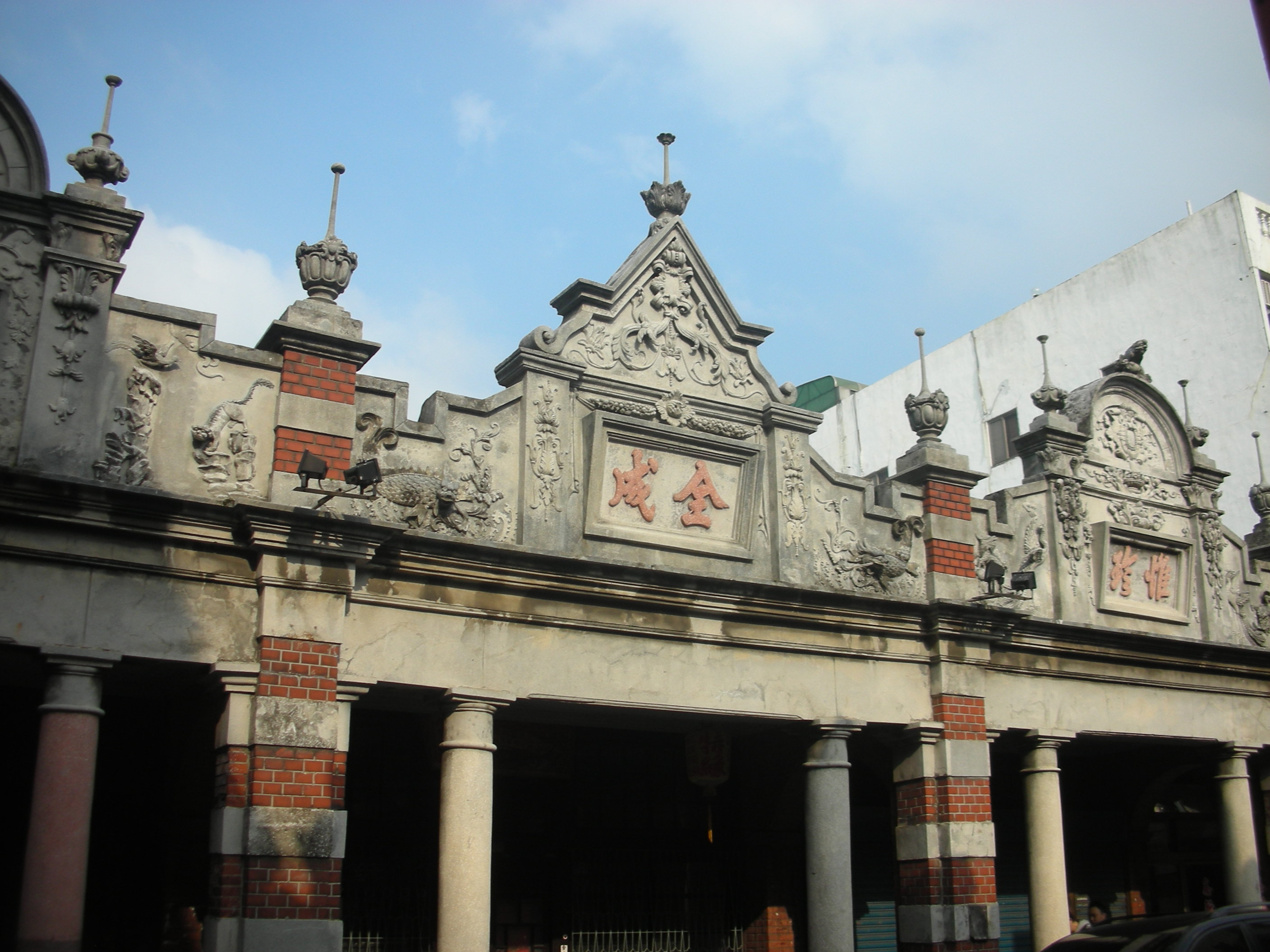
桃園・大渓区
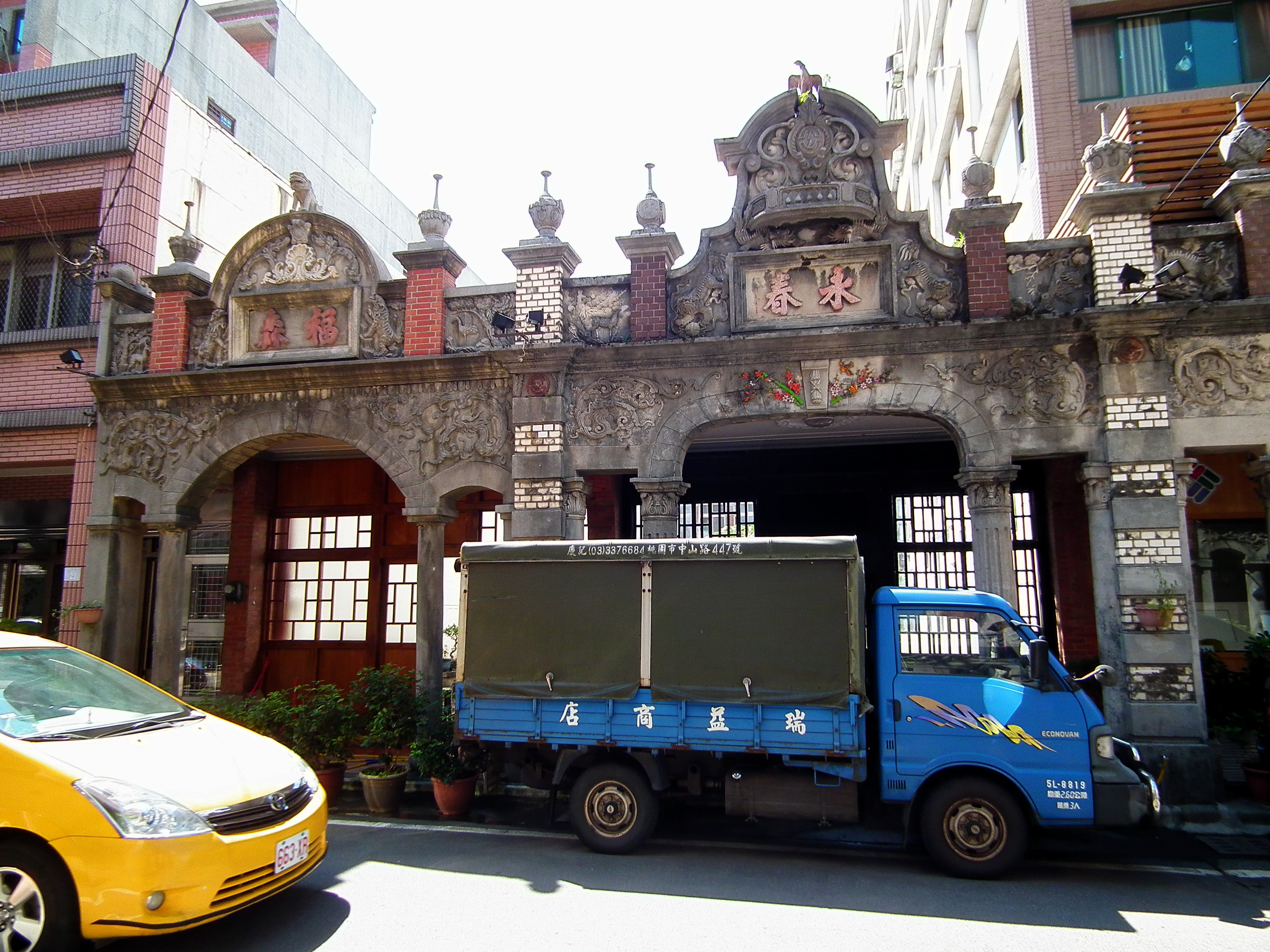
桃園・大渓区
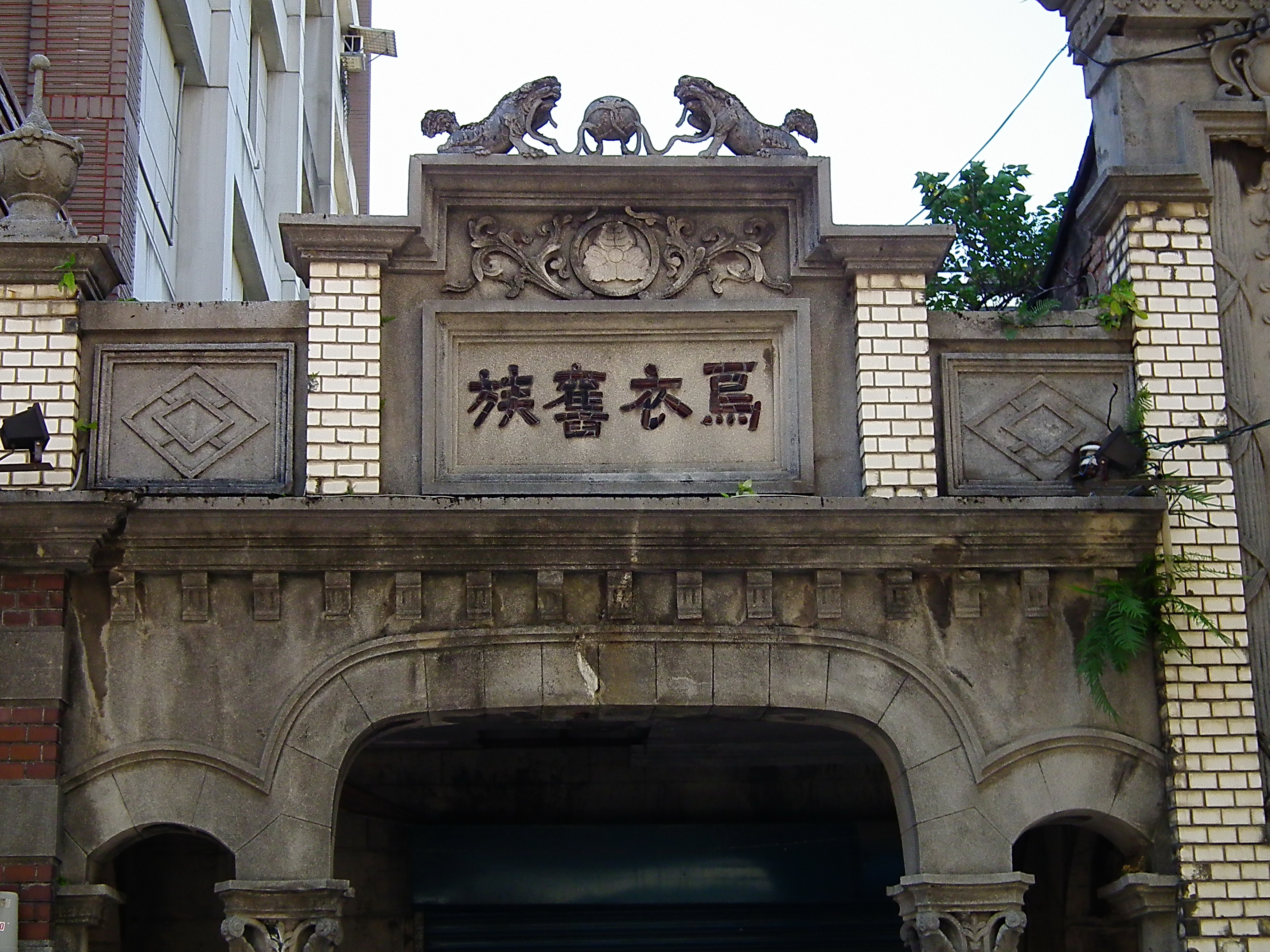
桃園・大渓区
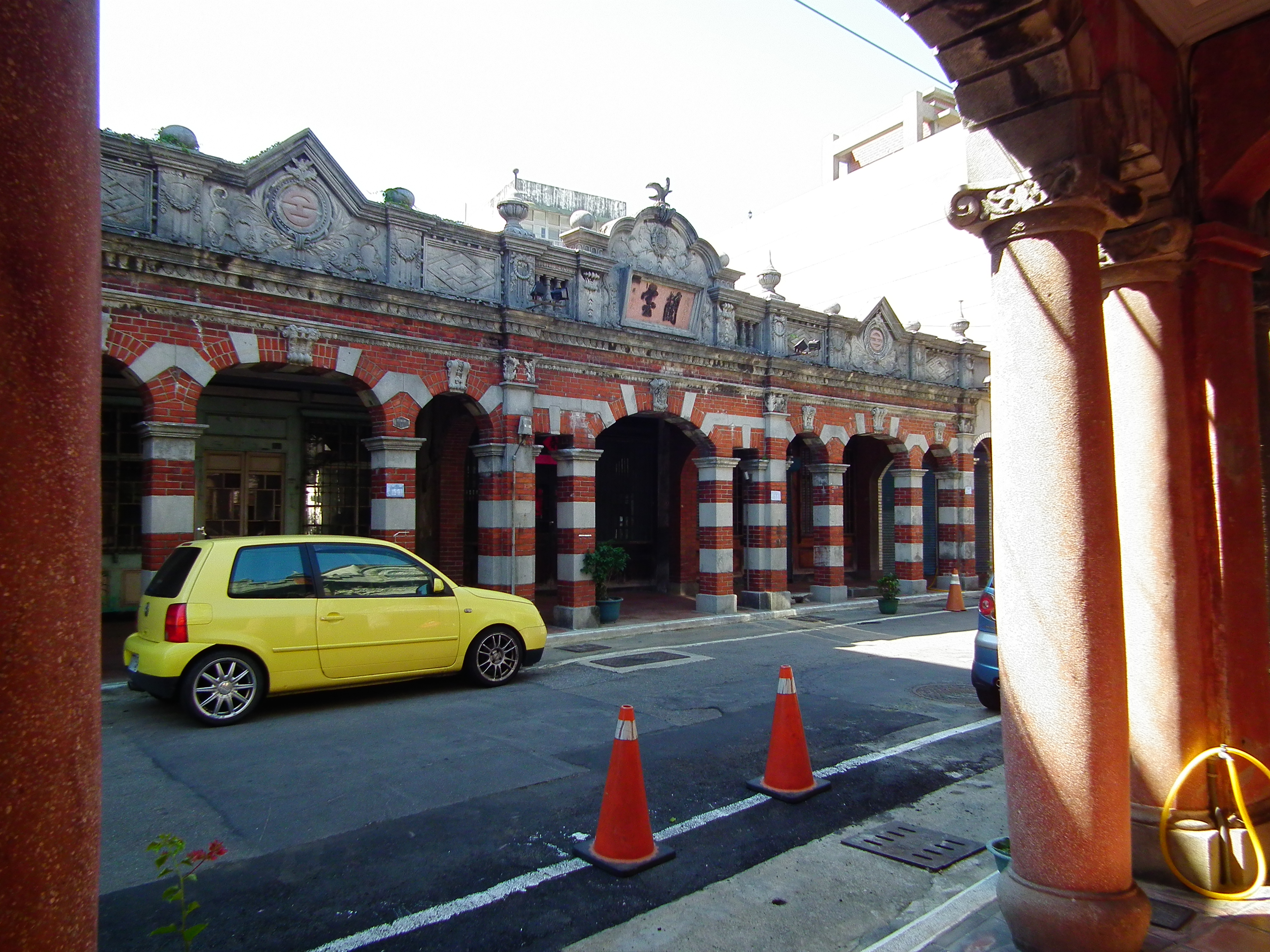
桃園・大渓区
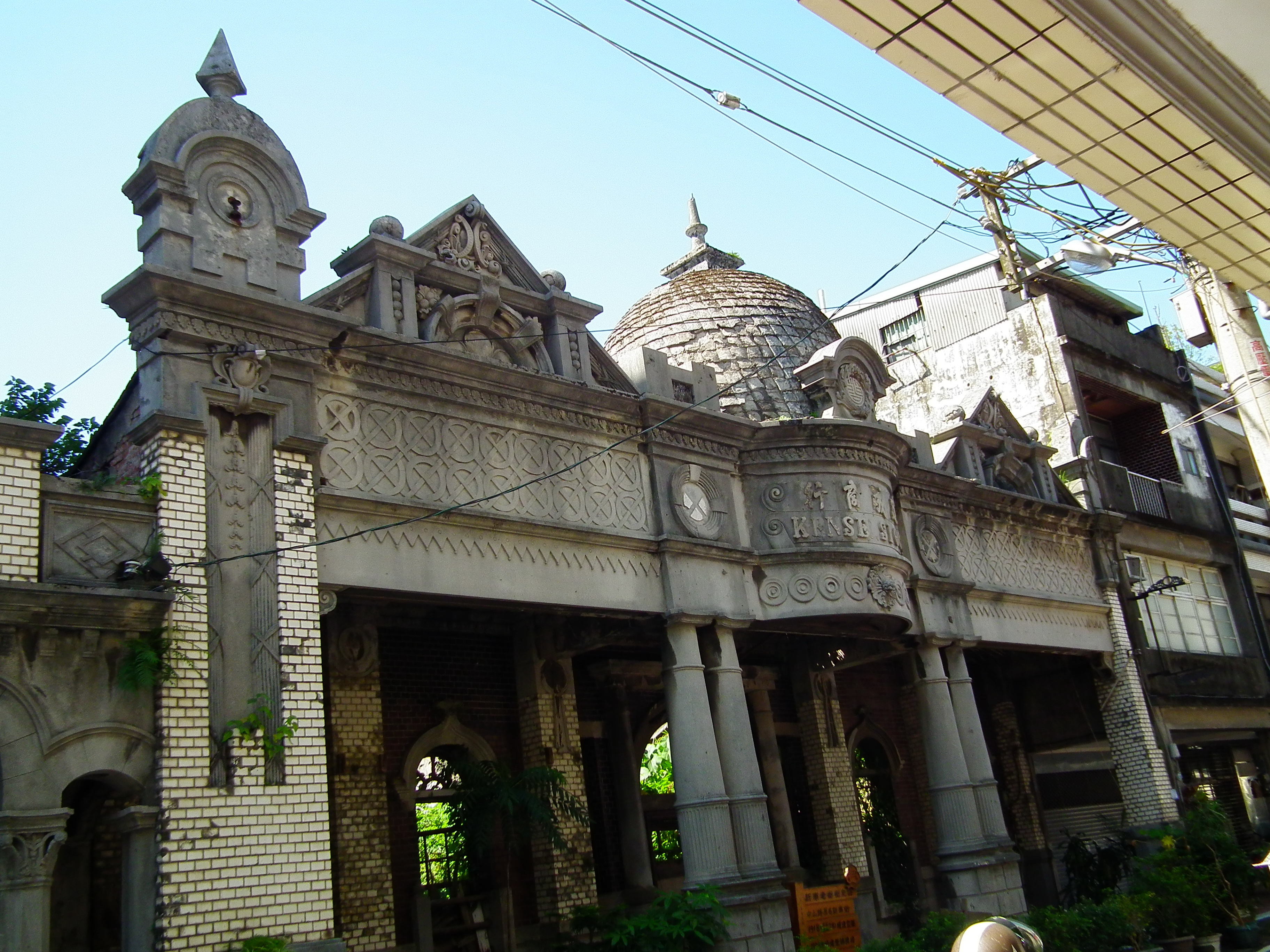
桃園・大渓区
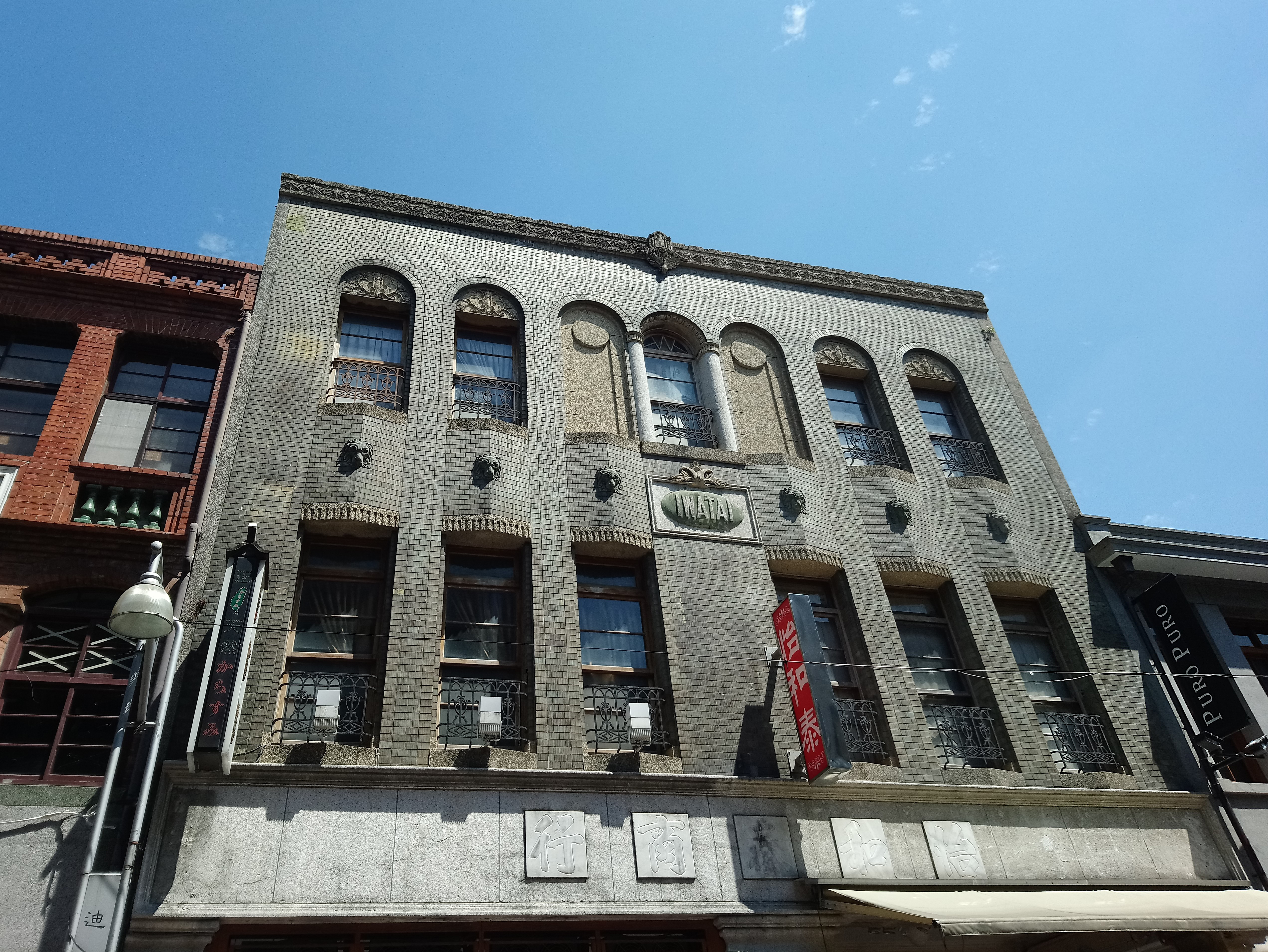
台北・大稲埕
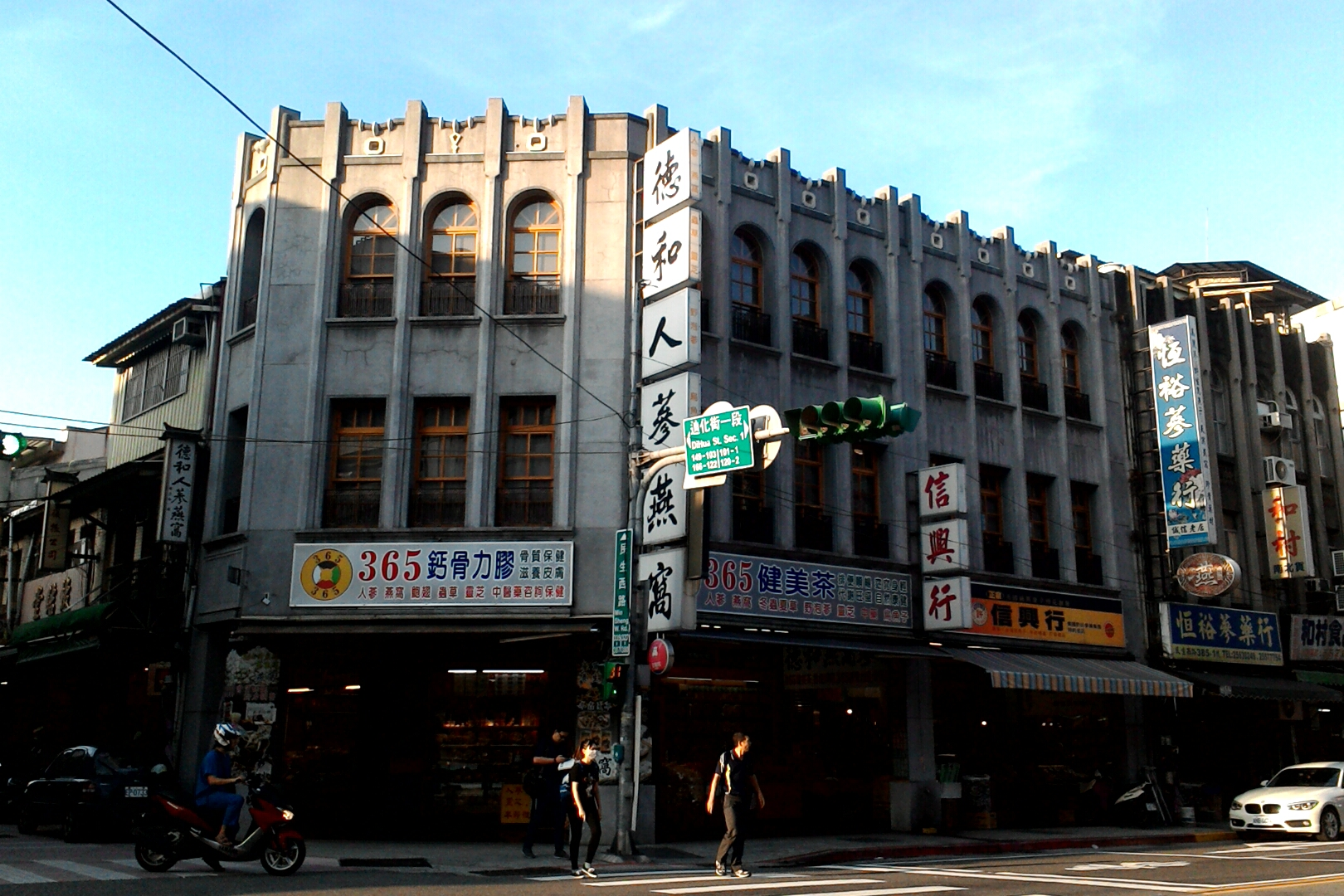
台北・大稲埕
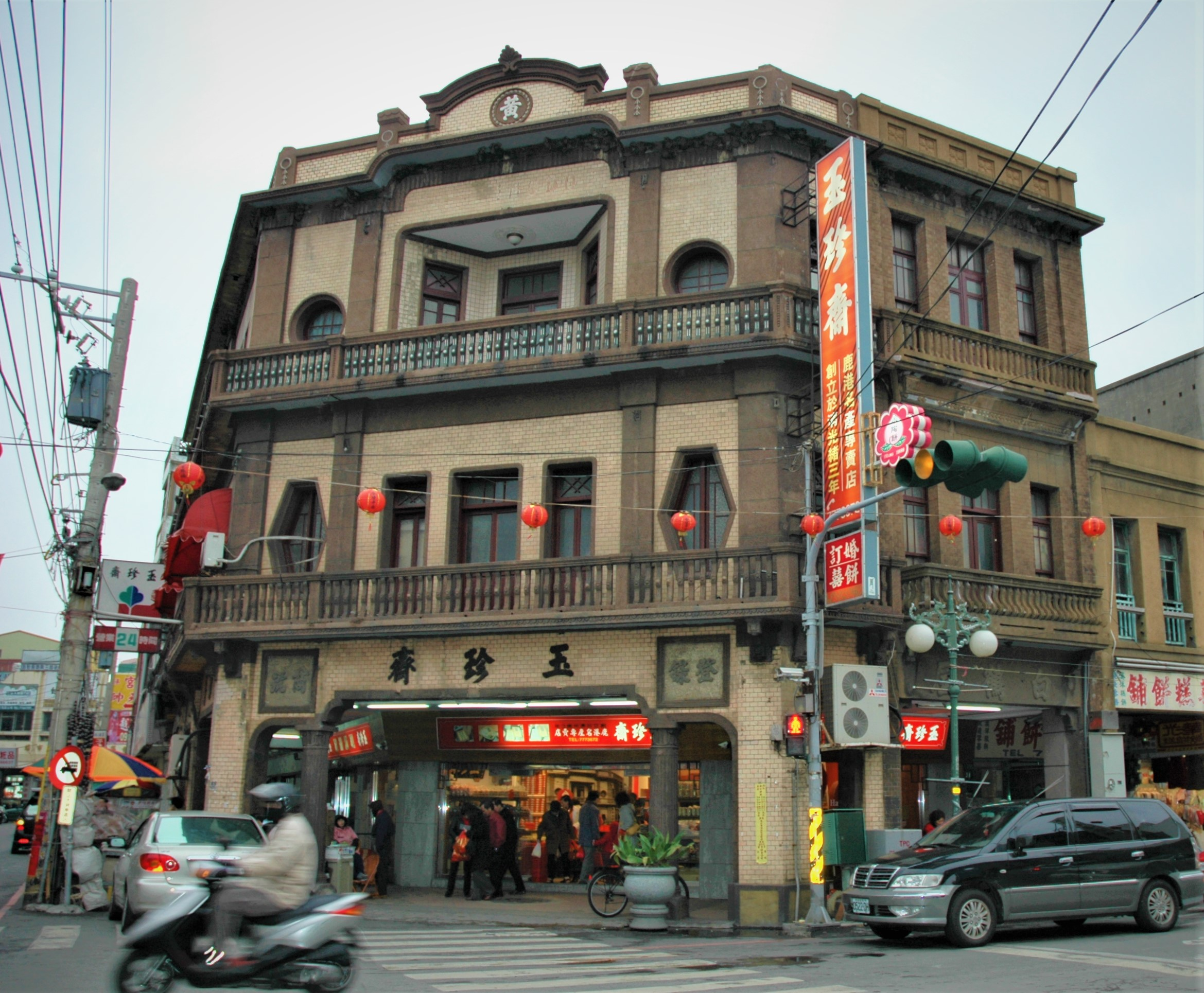
彰化県・鹿港鎮

### 用途

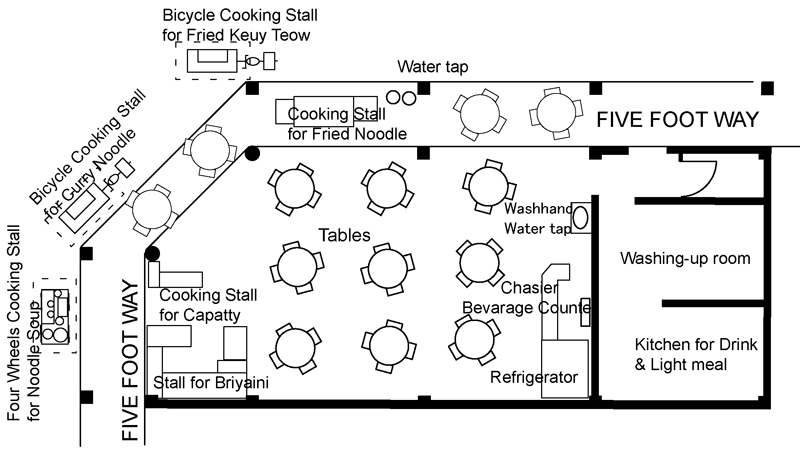
ペナン・ジョージタウンの街角、1990年

1階部分はほとんどの場合、商業目的に使用され、上層階は住宅として利用される。1階は飲食店、オフィス、商店、または作業場として使用されるが、もし1階に生活空間が含まれる場合（通常は後屋に位置する）、応接室、客室、または先祖の祭壇を備えたフォーマルな居間として使用されることがある。定住地が繁栄し、人口が増加するにつれて、一部店舗は診療所、薬局、法律事務所、質屋、旅行代理店などの専門的な用途に使用されるようになった。飲食店は通常、リーズナブルな価格で提供される中華風、パダン風（ハラール）、またはシャム風の料理など、さまざまなメニューが扱われる。屋台は店舗のスペースの一部を賃借し、焼きそば、チャーハン、インド風パンケーキ、麺スープなど特定の料理を提供していた。飲み物は別の屋台や時にはショップハウスのオーナー自身が提供した。シンガポールにおいては、このような屋台はホーカーセンターに取って代わられている。
通りに面した角地は、飲食店にとって最良の立地として重宝された。

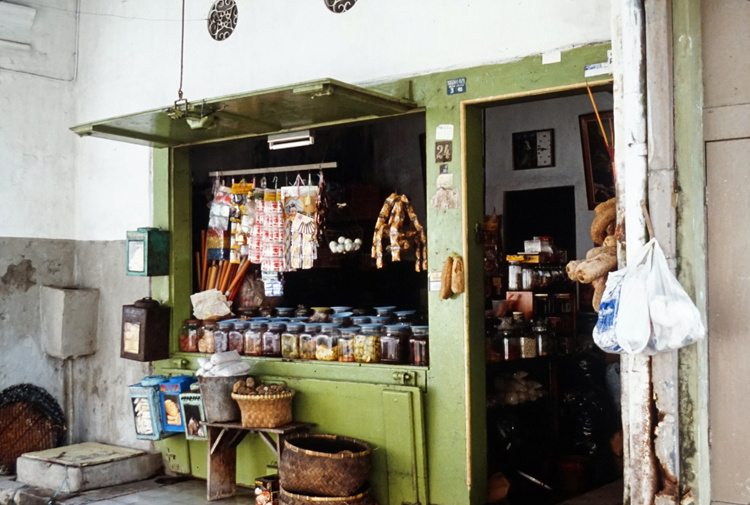
スマランの唐人街（Pecinan）にあるショップハウス、1991年
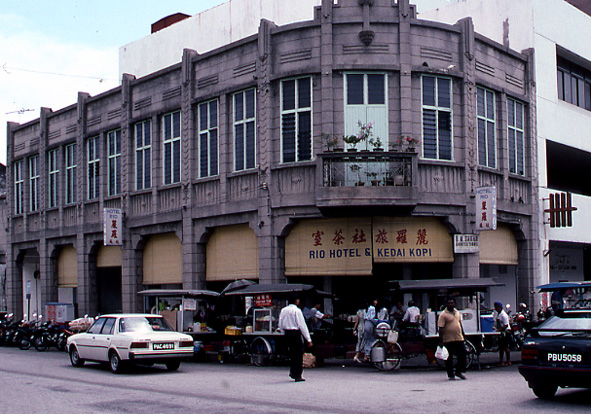
ペナンのジョージタウンにあるショップハウス、1995年
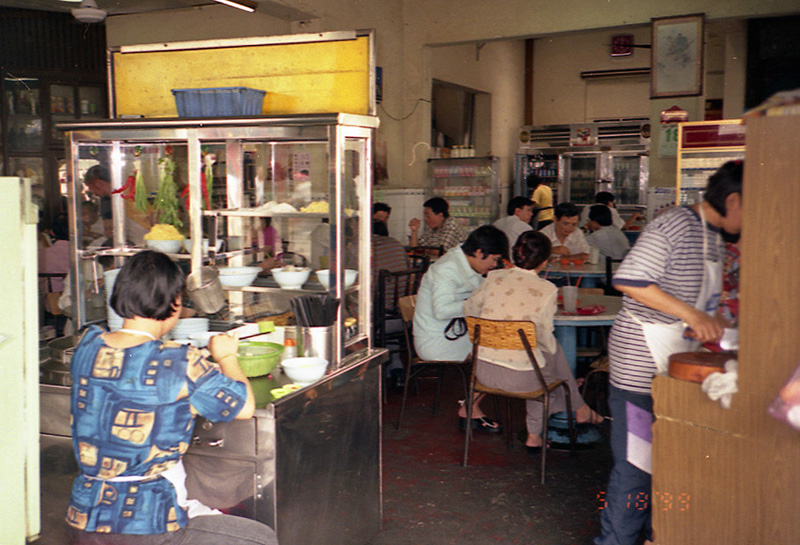
ペナン・ジョージタウンの街角、1999年
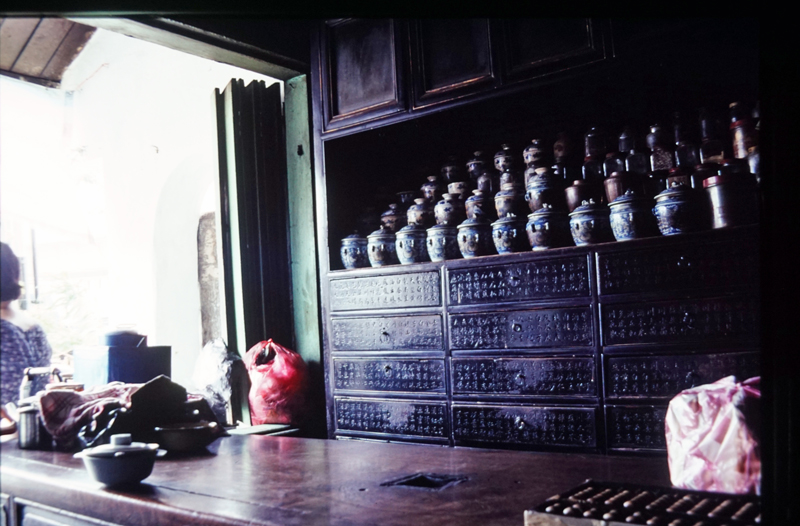
ジャカルタ・草埔（Glodok）の薬局、1991年

## 分布

### シンガポール

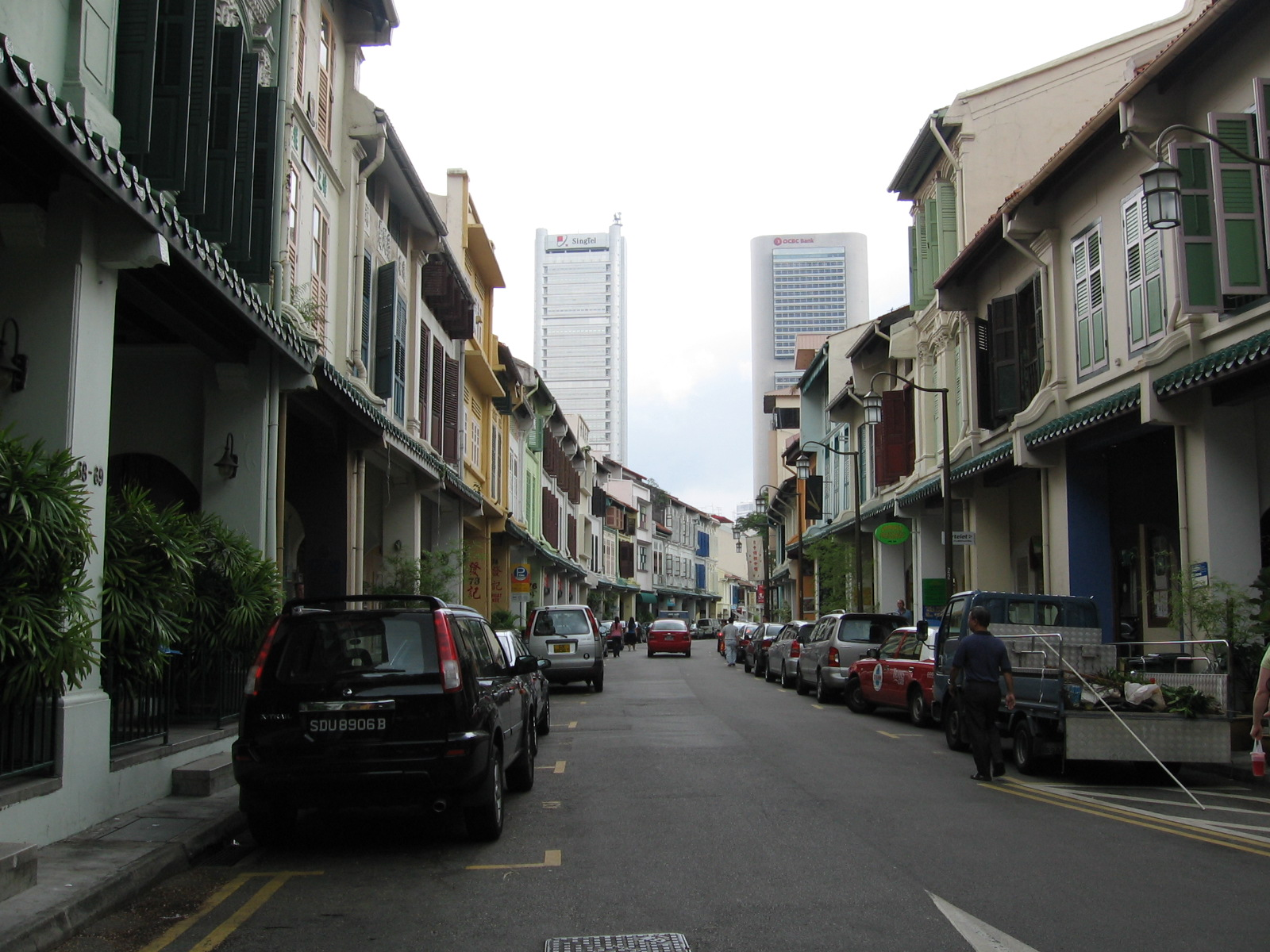
シンガポール・廈門街のショップハウス

シンガポールのショップハウスは、植民地時代の19世紀初頭に発展した。その起源は、トーマス・スタンフォード・ラッフルズがシンガポールの都市計画において建物の統一性と規則性、使用される材料、さらに屋根付き通路といった建物の特徴を明確に規定したことにある。植民地時代の終了後、ショップハウスは老朽化し、一部は放棄されるか、解体作業や、時には火災によって取り壊された。
シンガポールでは、1960年代初頭に制定され、1973年に改正された都市開発のための土地収用法（Land Acquisition Act）がショップハウスの所有者に影響を与え、再開発のためにそのショップハウスが収用される際に重大な補償の不公平をもたらした。数十年にわたり、中心部の歴史的ショップハウスの一画が高密度開発や政府施設の建設のために取り壊された。
マレーシアの植民地時代のショップハウスの所有者と居住者は、1956年から1966年にかけて制定された一連の家賃統制法（Control of Rent Act）に関わる様々な経験を経た。最も最近の1966年の「家賃統制法」の下では、1948年以前に建設された民間所有の建物（多数のショップハウスを含む）が、住宅不足を緩和するために家賃価格統制の対象とされた。この法律は、急速に都市化する人口に十分な手頃な価格の住宅を提供することを目的としていた。1966年の法律導入後の数十年間、ショップハウスが建つ土地の開発は、低い家賃収入のためにしばしば採算が取れず、歴史的な都市地区が停滞する一方で、効果的に保存される結果となった。もっとも、経済成長期には、政府の収用や火災による破壊など、さまざまな理由でショップハウスの一画が取り壊されることもあった。1997年の法律廃止により、土地所有者は家賃を設定する権限を与えられ、1948年以前のショップハウスを開発したり売却したりする動機付けがなされ、その結果、低所得の借主が追い出され、多くの建物が大規模に改築されるか、2000年代から2010年代にかけて再開発のために取り壊された。また、ショップハウスが違法に密閉され、燕の巣の採集用に使用されている事例も記録されており、それによって建物内部に長期的な損傷が生じている。

シンガポールで土地収用法の影響を免れた多くのショップハウスは、現在ある種の復活を遂げており、その中には修復されてバジェットホテル、茶屋、映画館として改装されたものもある。現在では、いくつかのショップハウスは建築的なランドマークと見なされ、その価値は大きく増加している。2011年、シンガポールでは、ショップハウスの3軒に2軒が170万～550万シンガポール・ドル（140万～440万米ドル）の価格で売却され、より大きなユニットは1000万～1250万シンガポール・ドル（800万～1000万米ドル）で売却された。これは2010年からの急激な増加であり、平方フィートあたりの平均価格は2010年から21％上昇した。2011年のシンガポールnおける価格中央値は2007年と比べて74％高くなっている。

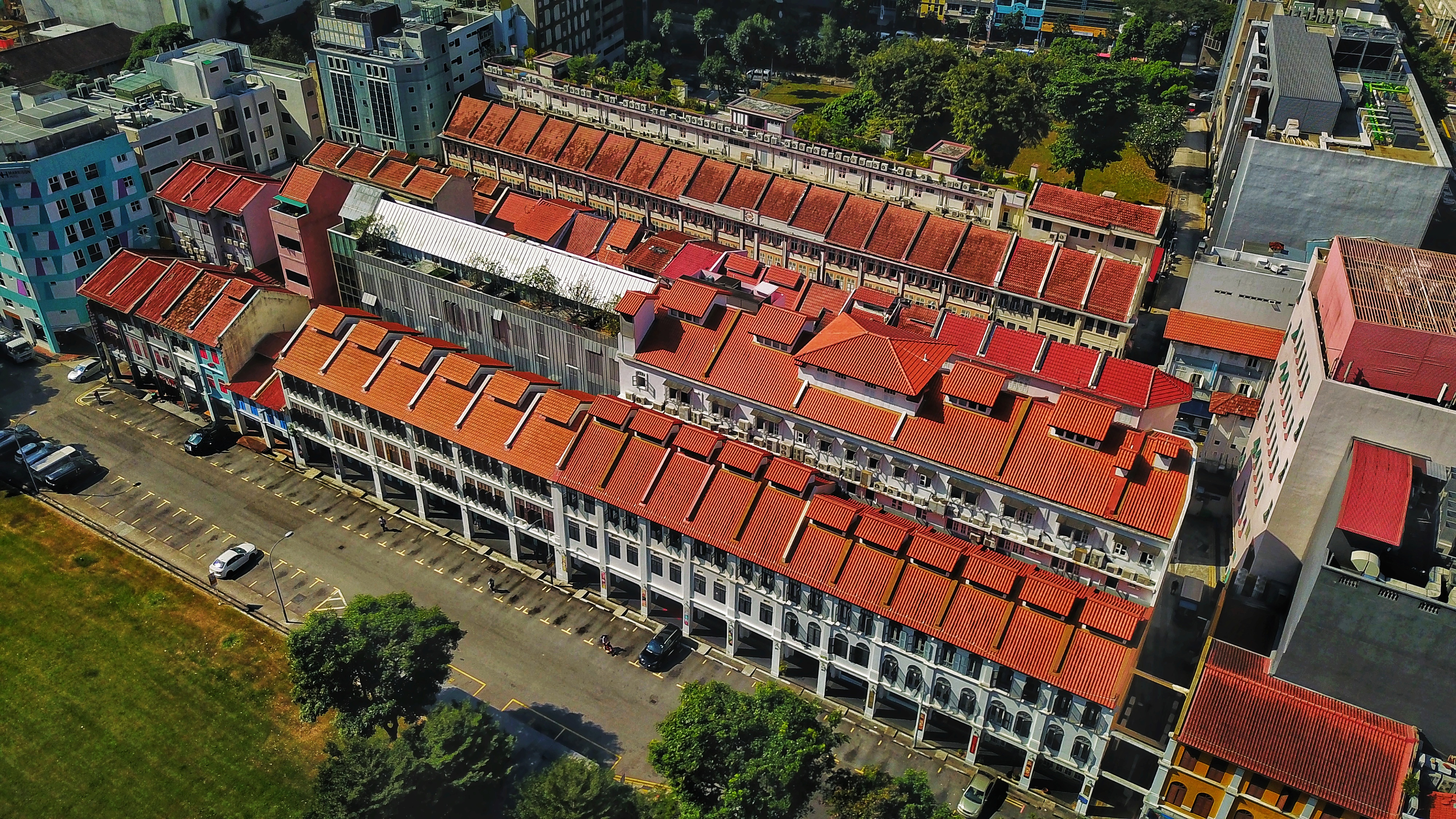
ブギスの陳桂蘭街（Tan Quee Lan Street）にある戦前期のショップハウス
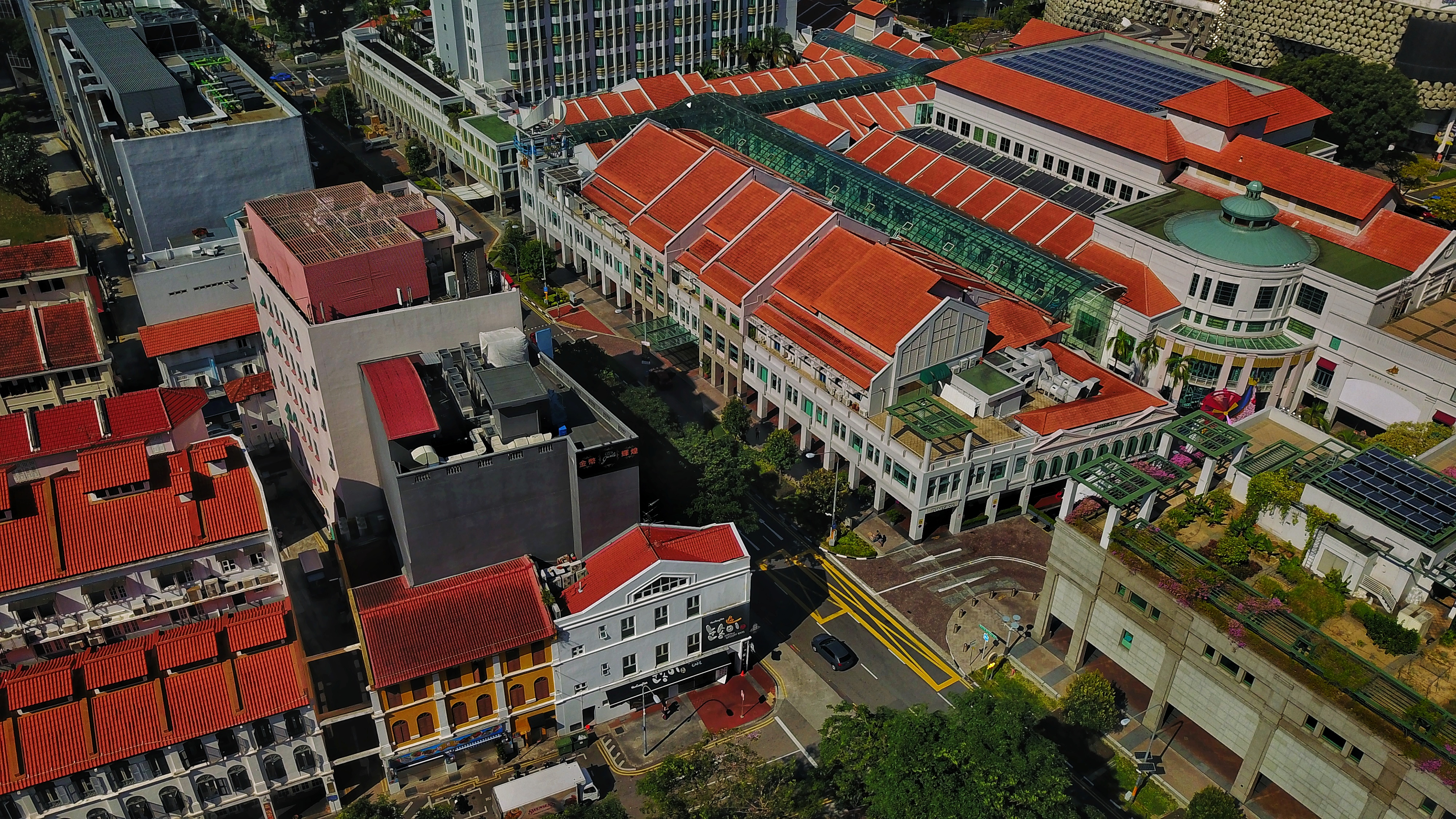
ブギス・ジャンクションにある戦前期のショップハウスに設置されたガラスの屋根。2019年2月撮影
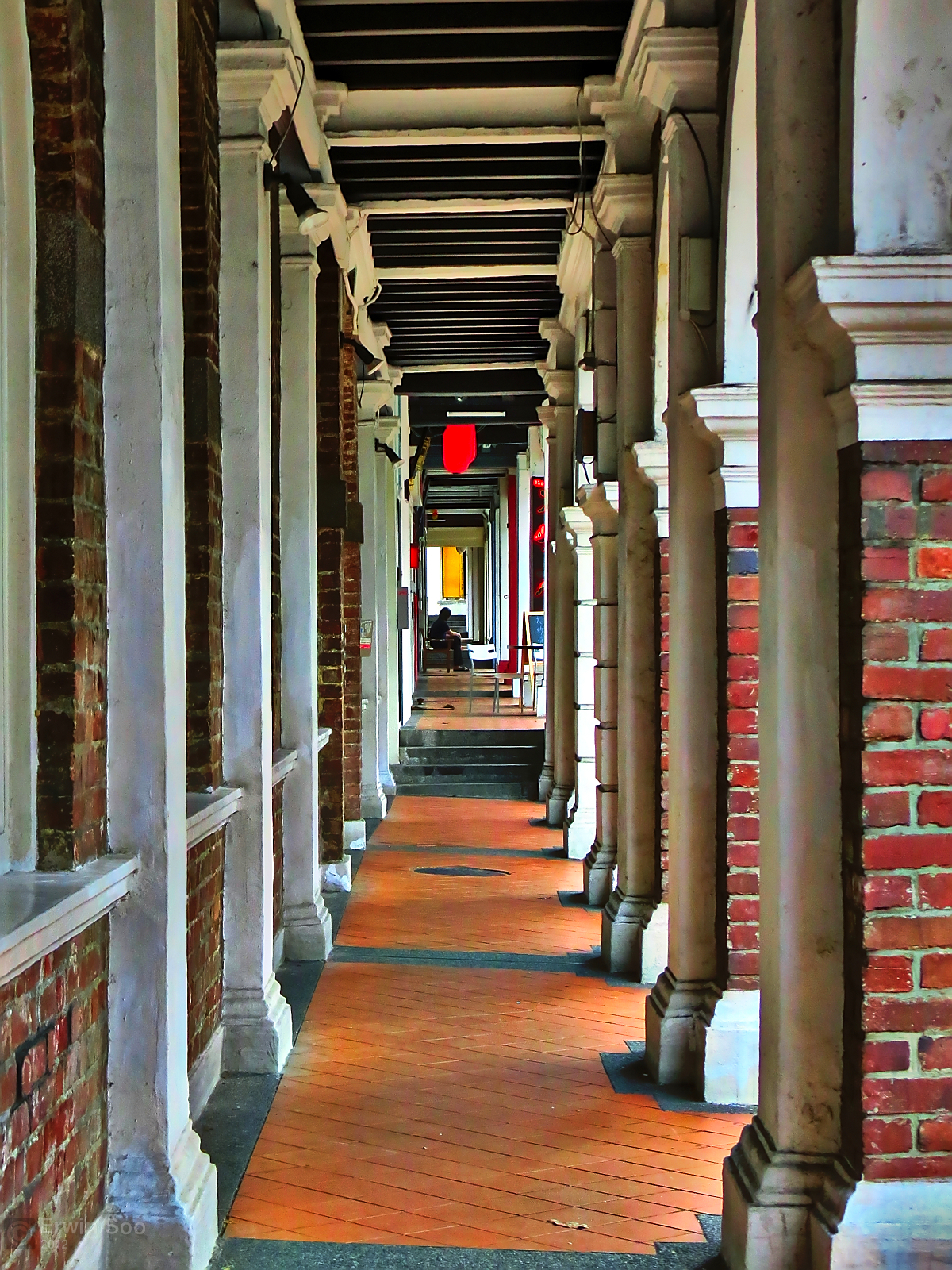
シンガポールの五脚基

### マレーシア
ジョホール州、クアラルンプール、ヌグリ・スンビラン州、ペラ州、セランゴール州などの開発が進んだ地域では歴史的なショップハウスの保存が大きく損なわれているが、ムラカ州とペナン州のショップハウスでは、両州の歴史的建造物保存運動の影響で、シンガポールと同様の再生が進み、より多くの配慮と注目を受けている（マラッカ市とジョージタウンは2008年にユネスコの世界遺産に登録されている）。しかし、両都市ではジェントリフィケーションが生じており、歴史地区内での賃貸料や不動産購入の高騰のために古くからのショップハウスの借主が追い出されている。2012年には、ジョージタウンで第二次世界大戦前のショップハウスの購入価格が1平方フィートあたり2,000リンギット（660米ドル）に達し、これはクアラルンプール市中心部の最も高価なコンドミニアムユニットと同じ価格に相当する。

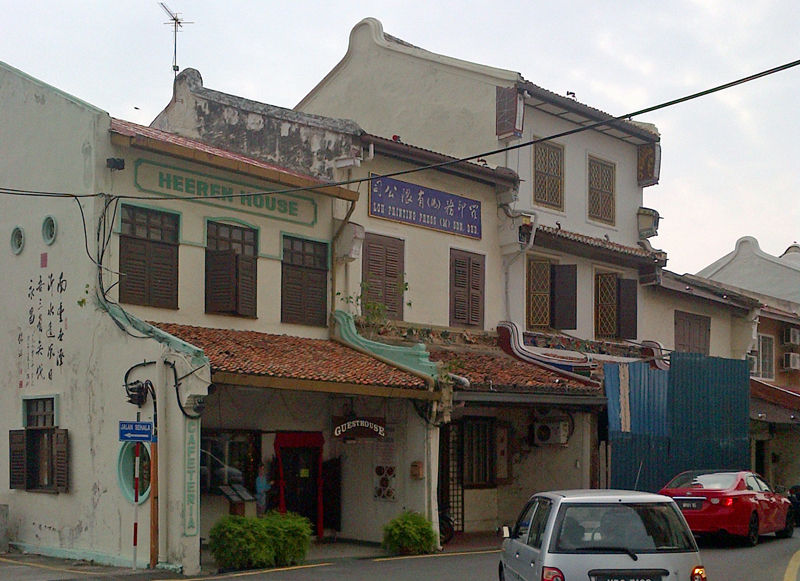
ゲストハウスに改装されたマラッカの文化財ショップハウス、2008年
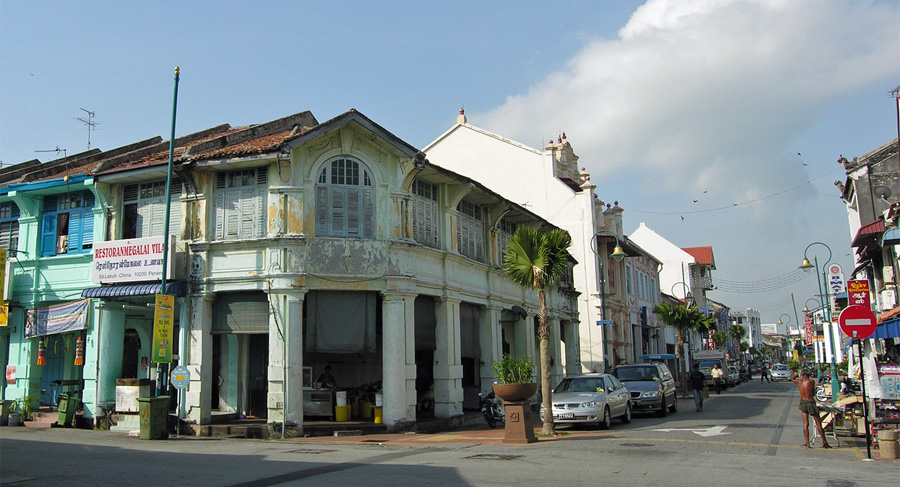
ペナン・ジョージタウンの文化財ショップハウス、2008年
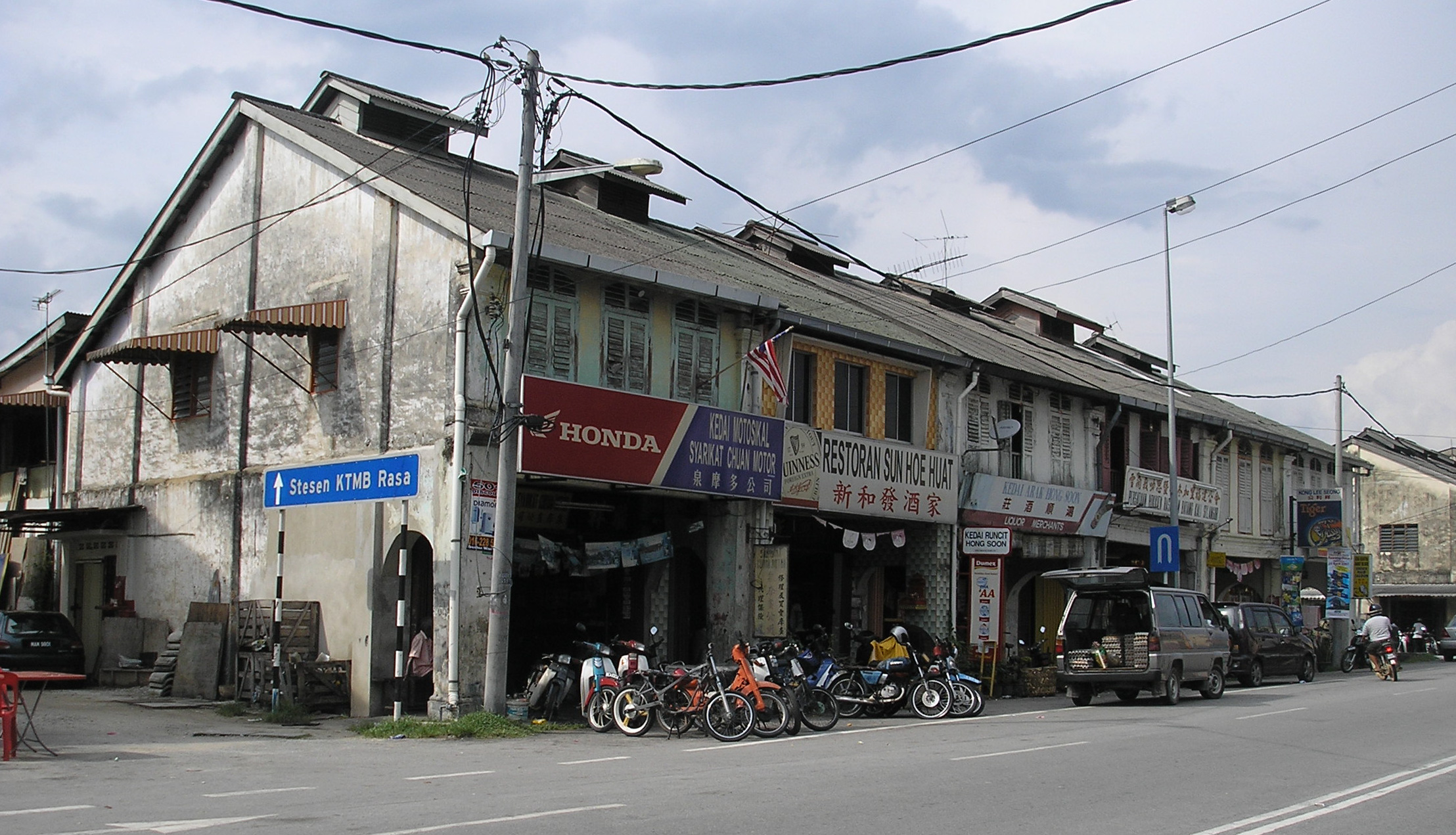
セランゴールのショップハウス

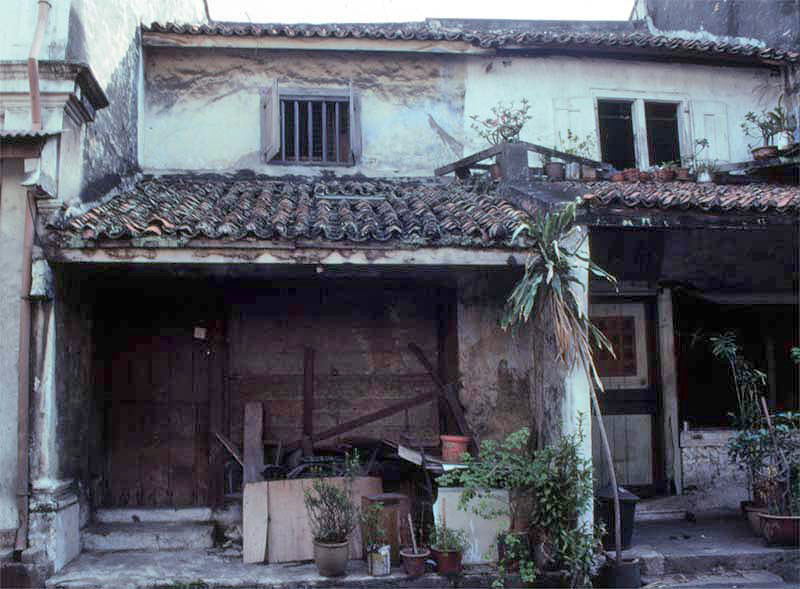
馬六甲的店屋
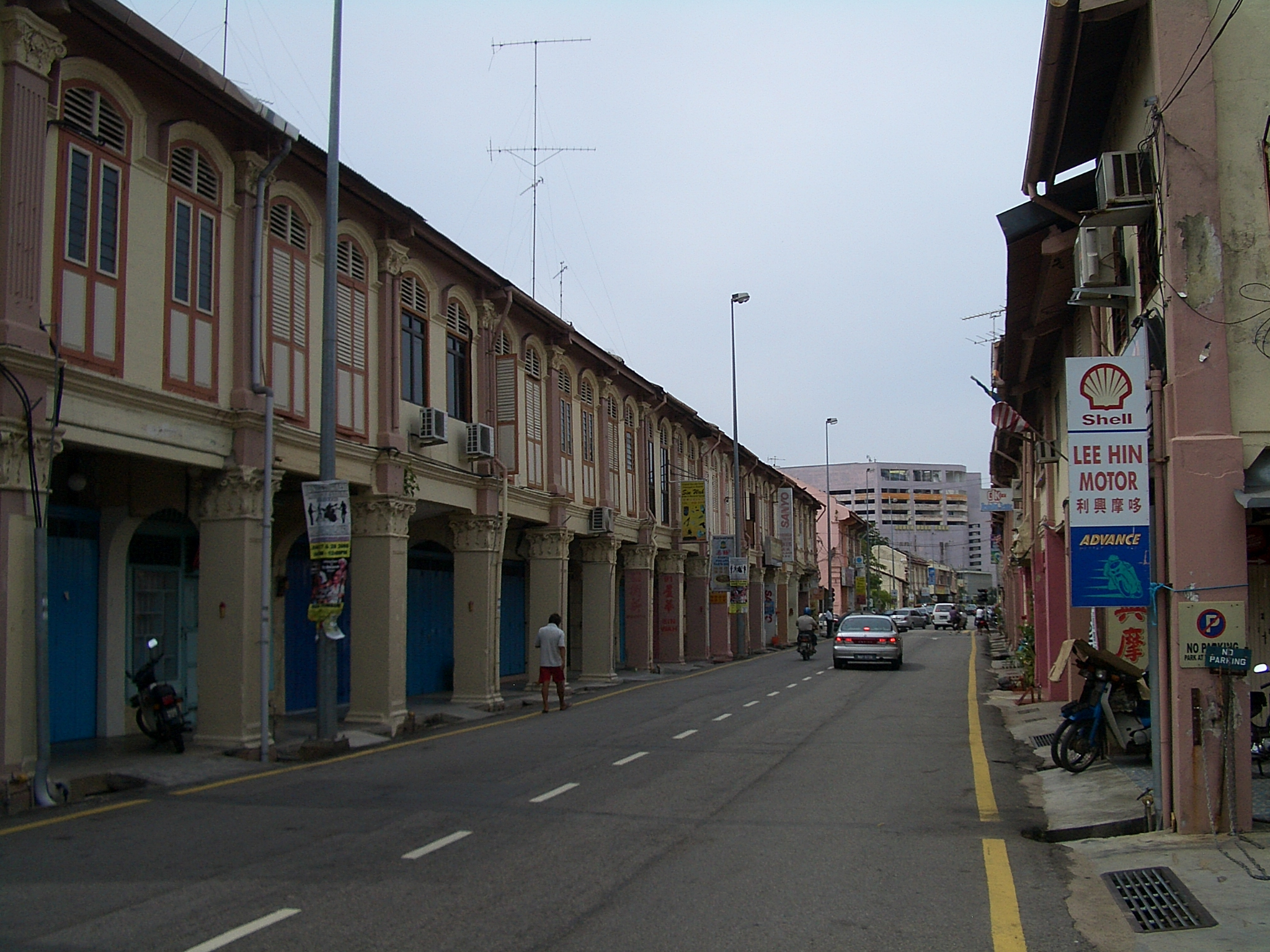
馬六甲的店屋
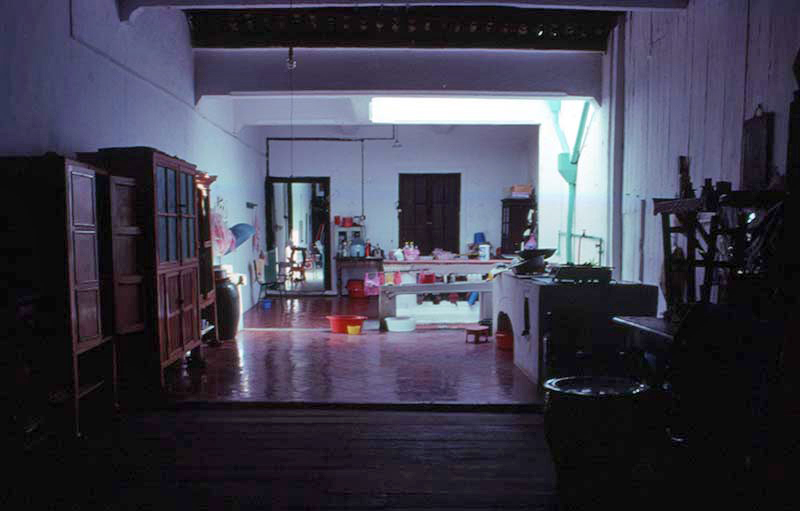
馬六甲的店屋
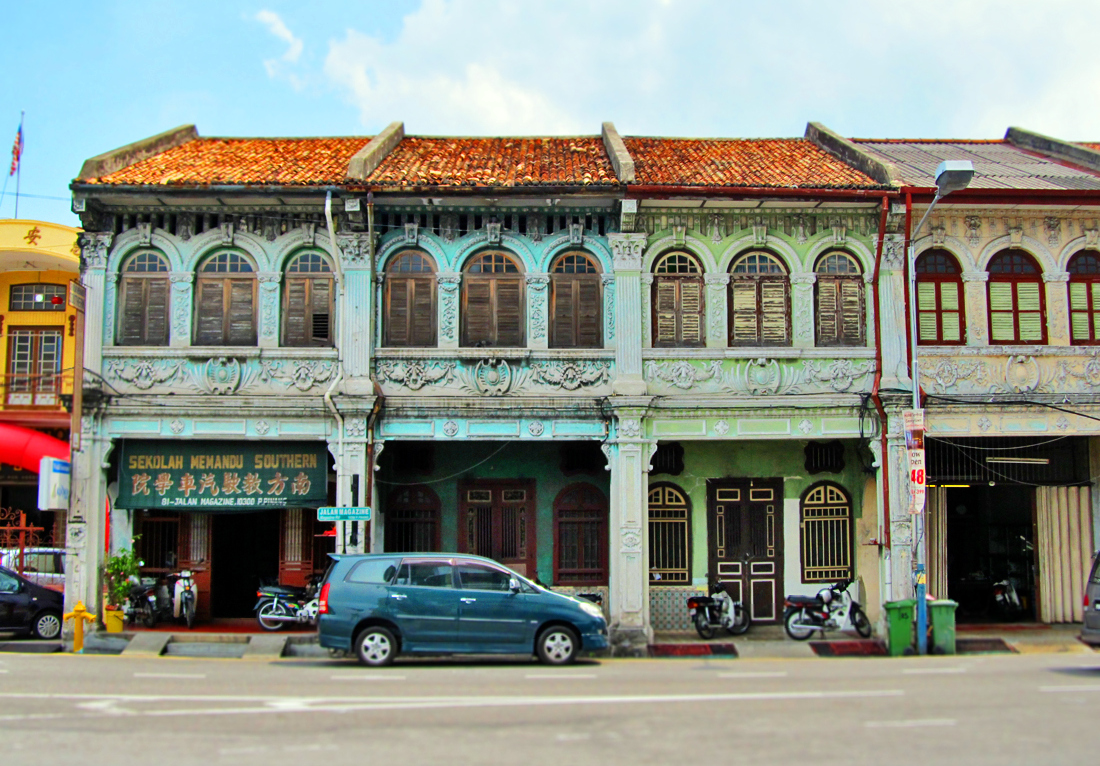
檳城的店屋
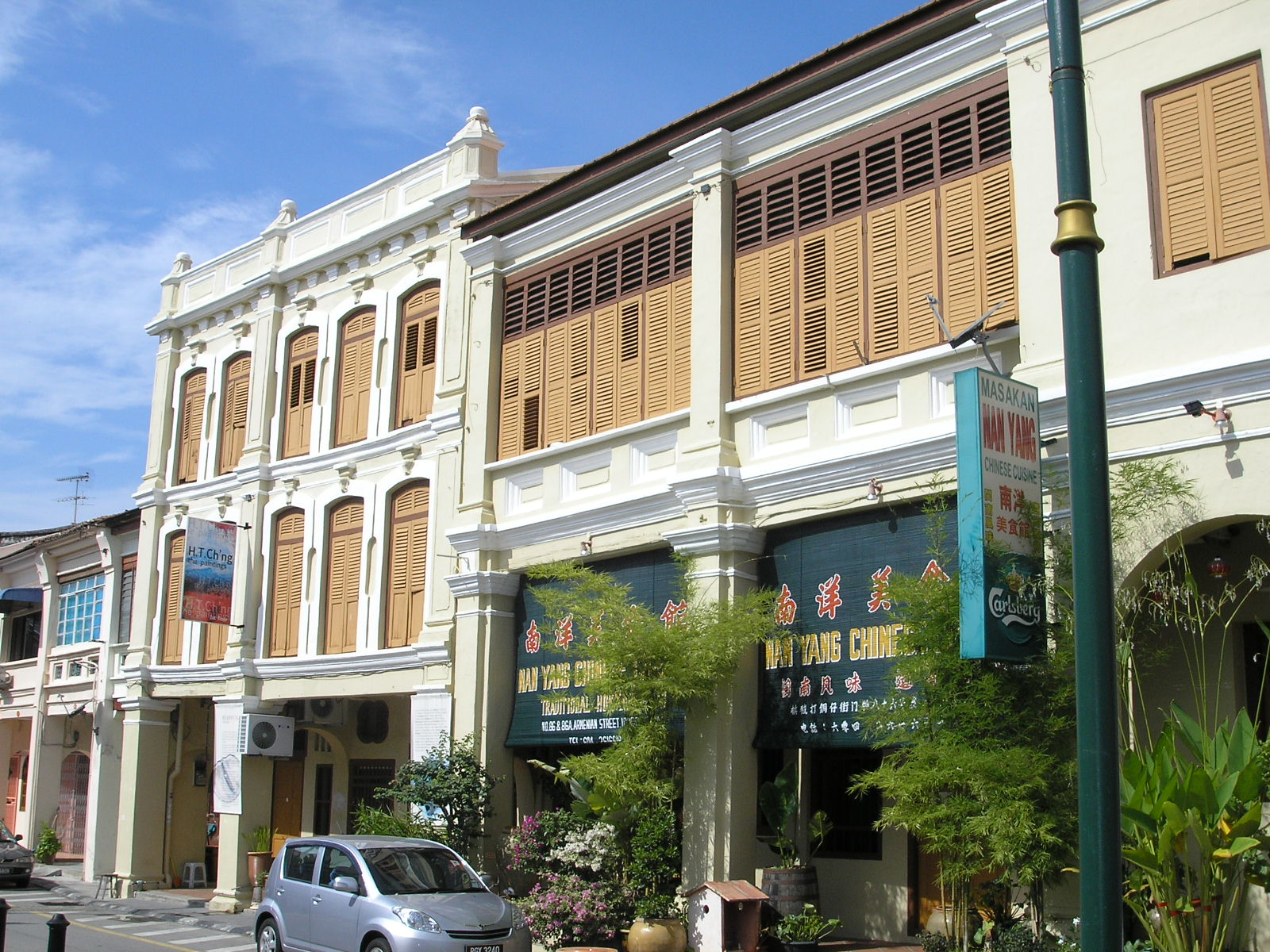
檳城的店屋
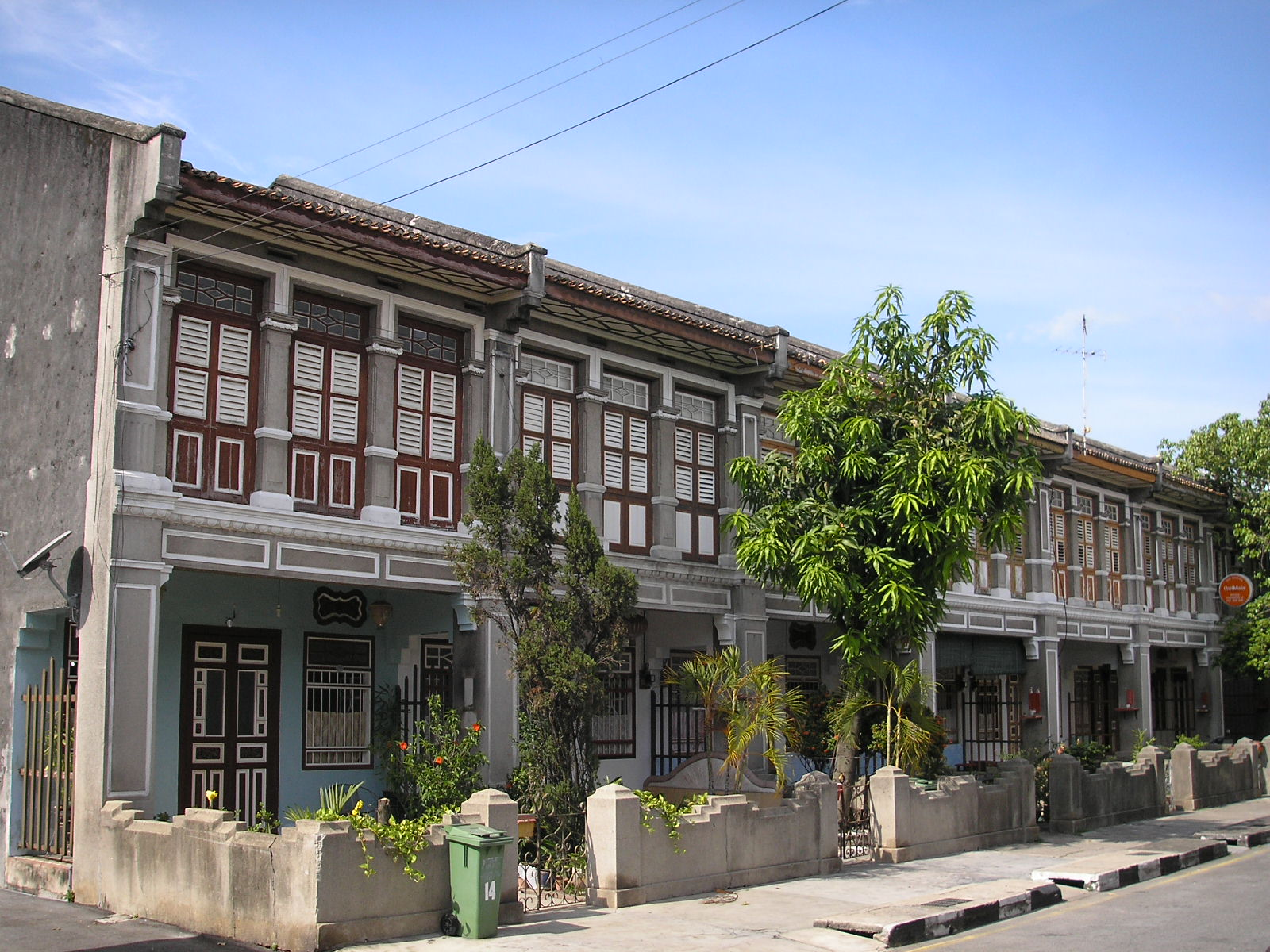
檳城的店屋
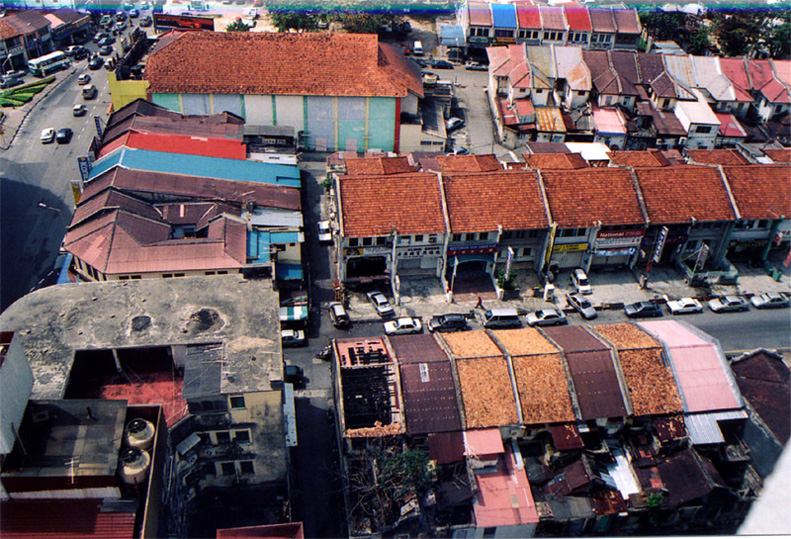
檳城的店屋

### インドネシア
ショップハウスは、オランダ植民地時代から非常に人気があり、特に唐人街（Pecinan）で見られた。伝統的なショップハウスは現在、現代的なものに取って代わられ、これらは「ruko（rumah toko）」と呼ばれている。

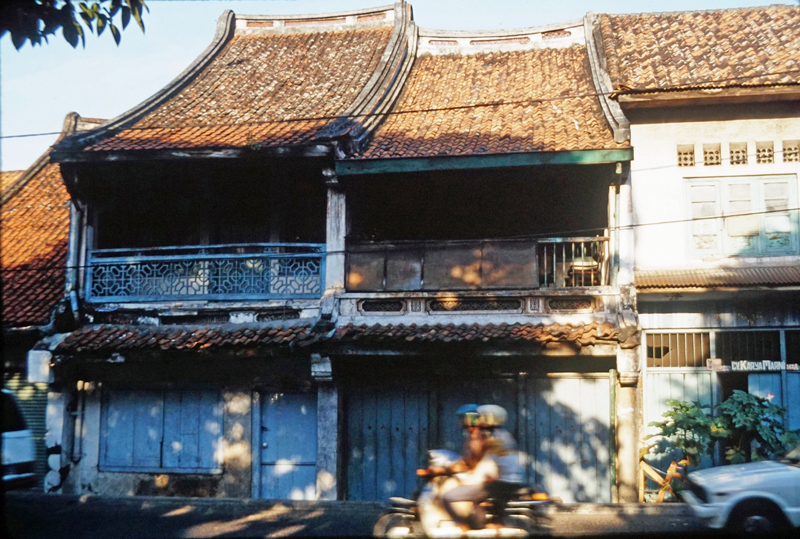
ジャカルタ・スネンのJalan Kramat Raya、1991年
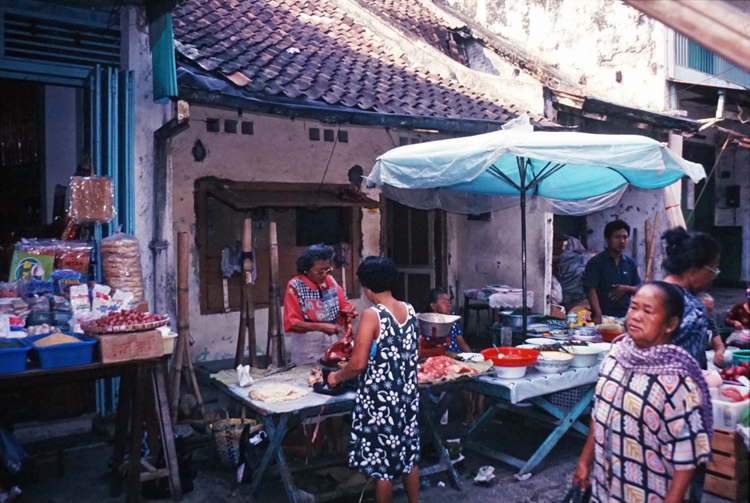
スマランの唐人街（Pecinan）にあるショップハウス、1991年
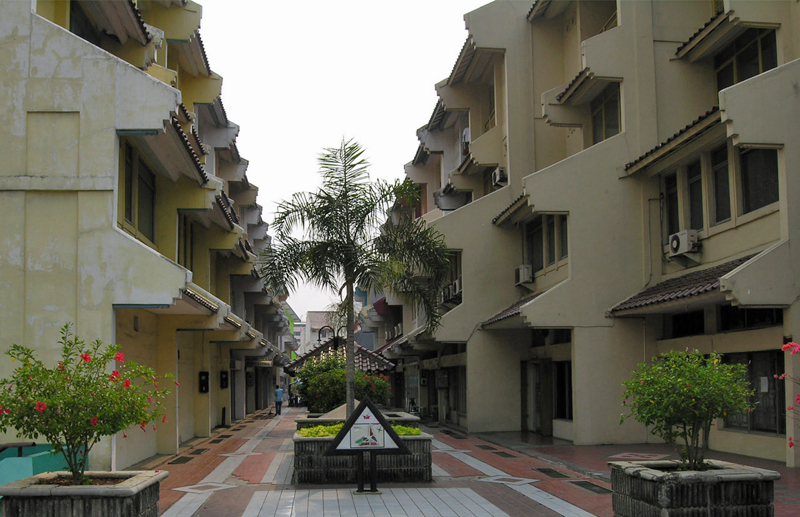
ジャカルタ・スネンの現代的ショップハウス・Ruko、2010年

### 香港

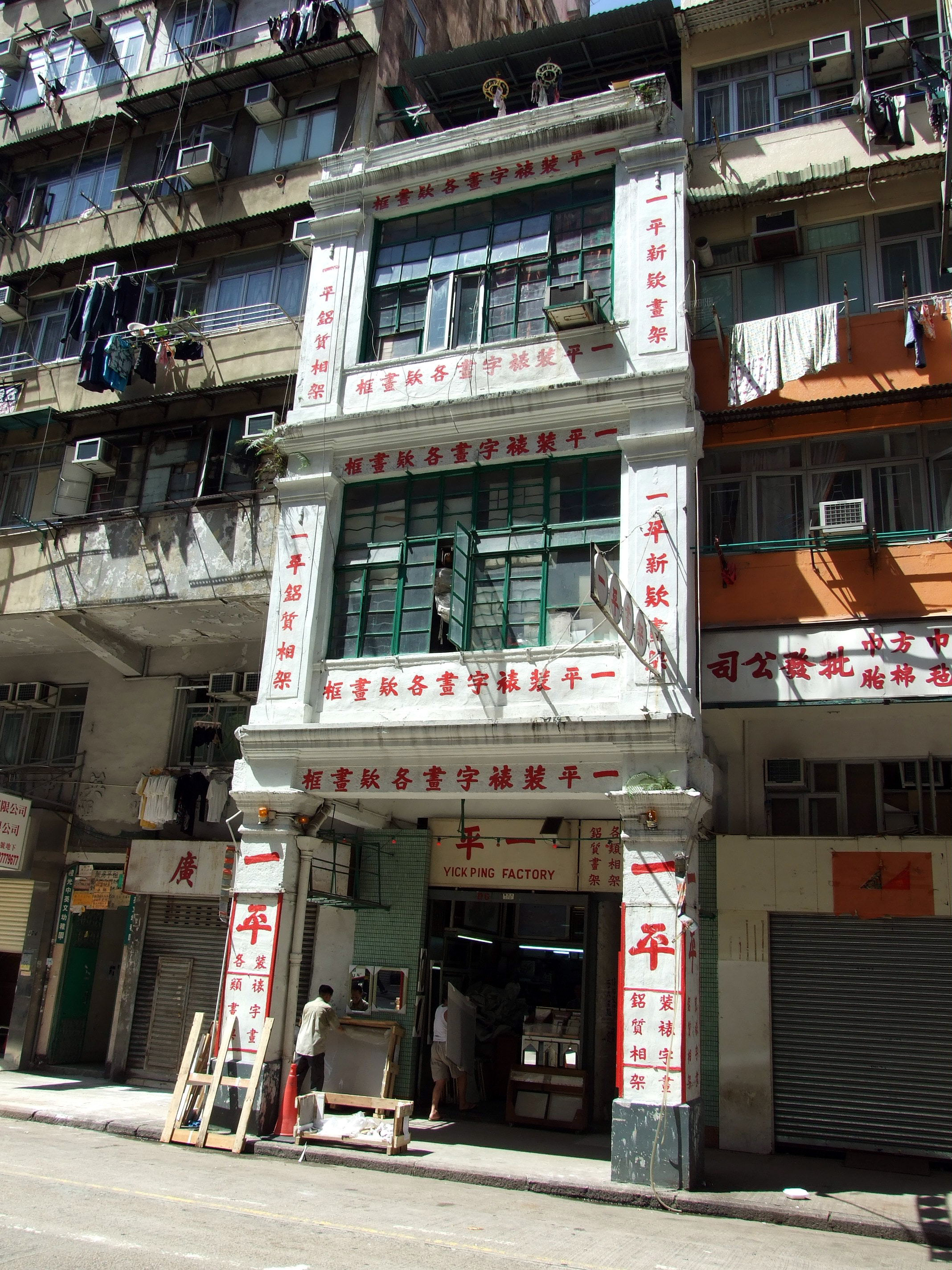
香港深水埗醫局街170號的下舖上居

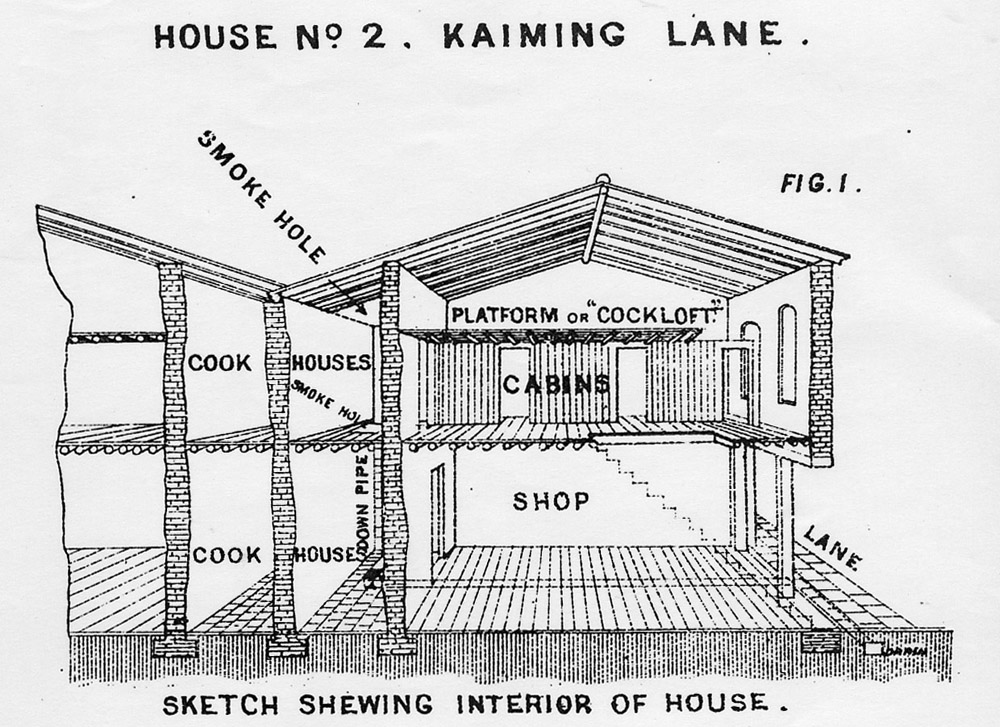
1882年的香港店屋
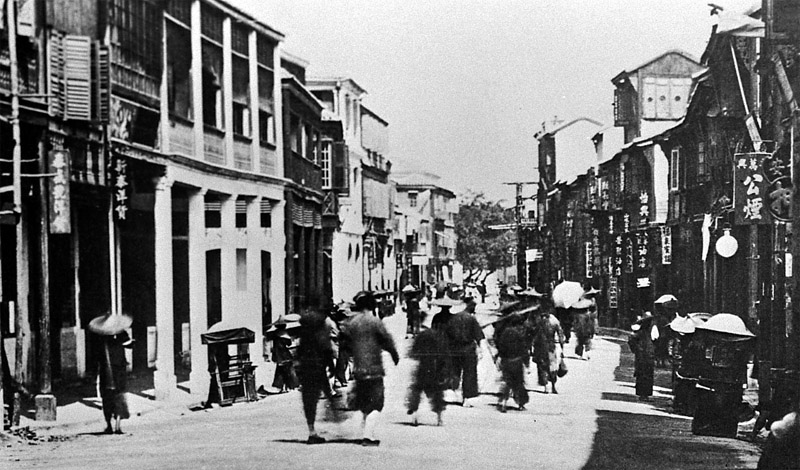
1905年的香港店屋

### 台湾

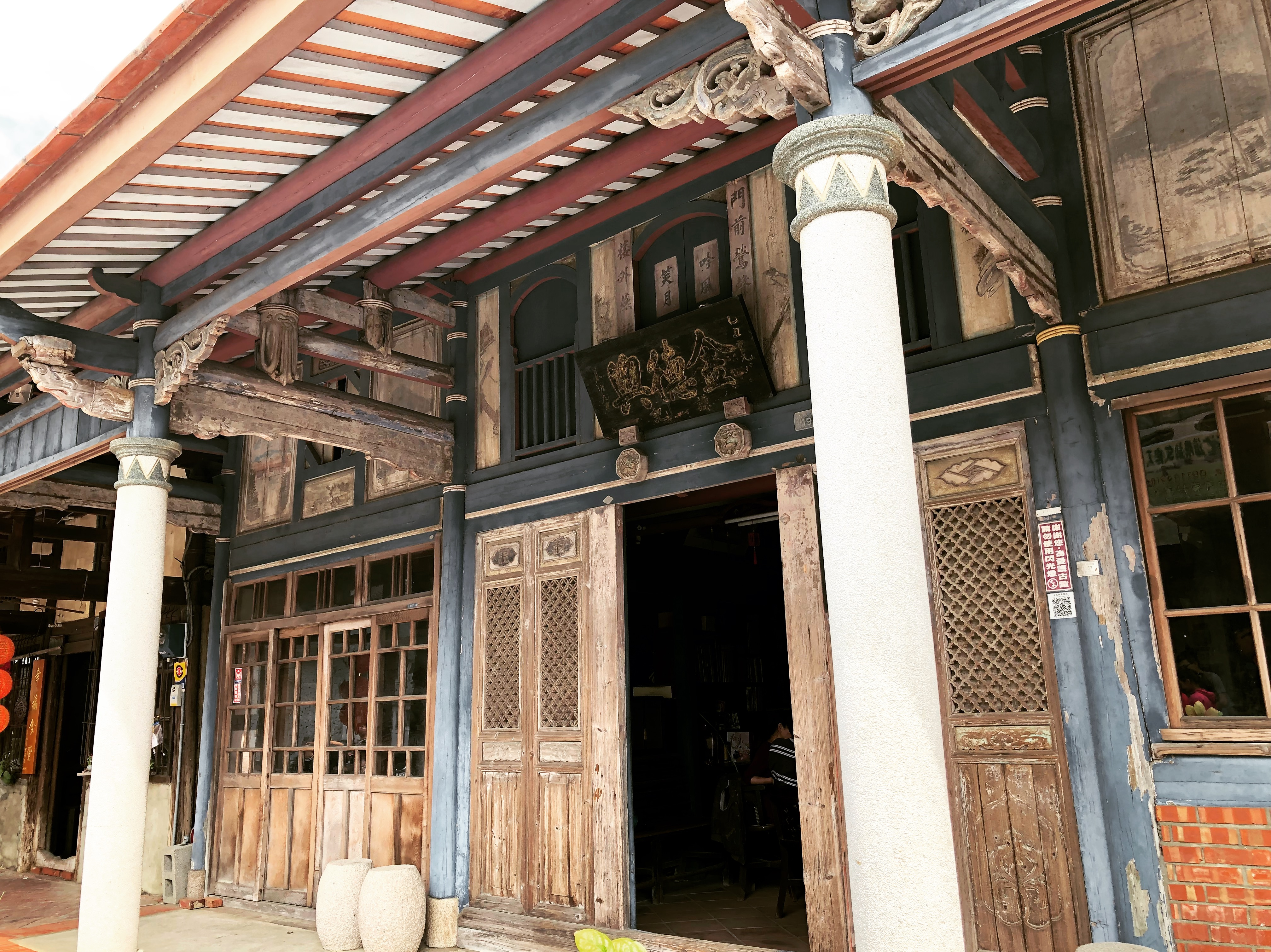
台南菁寮的街屋
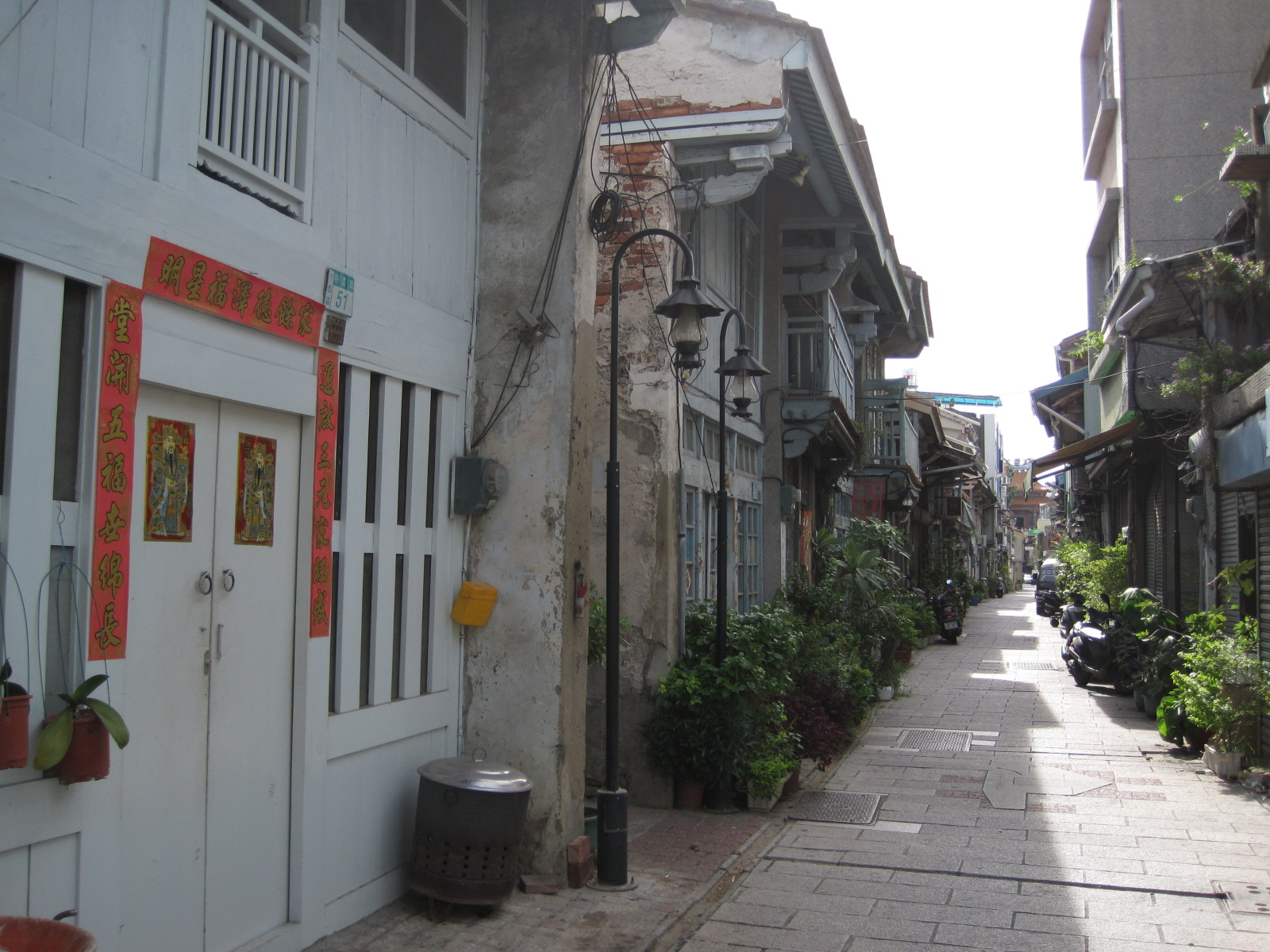
台南北勢街的街屋
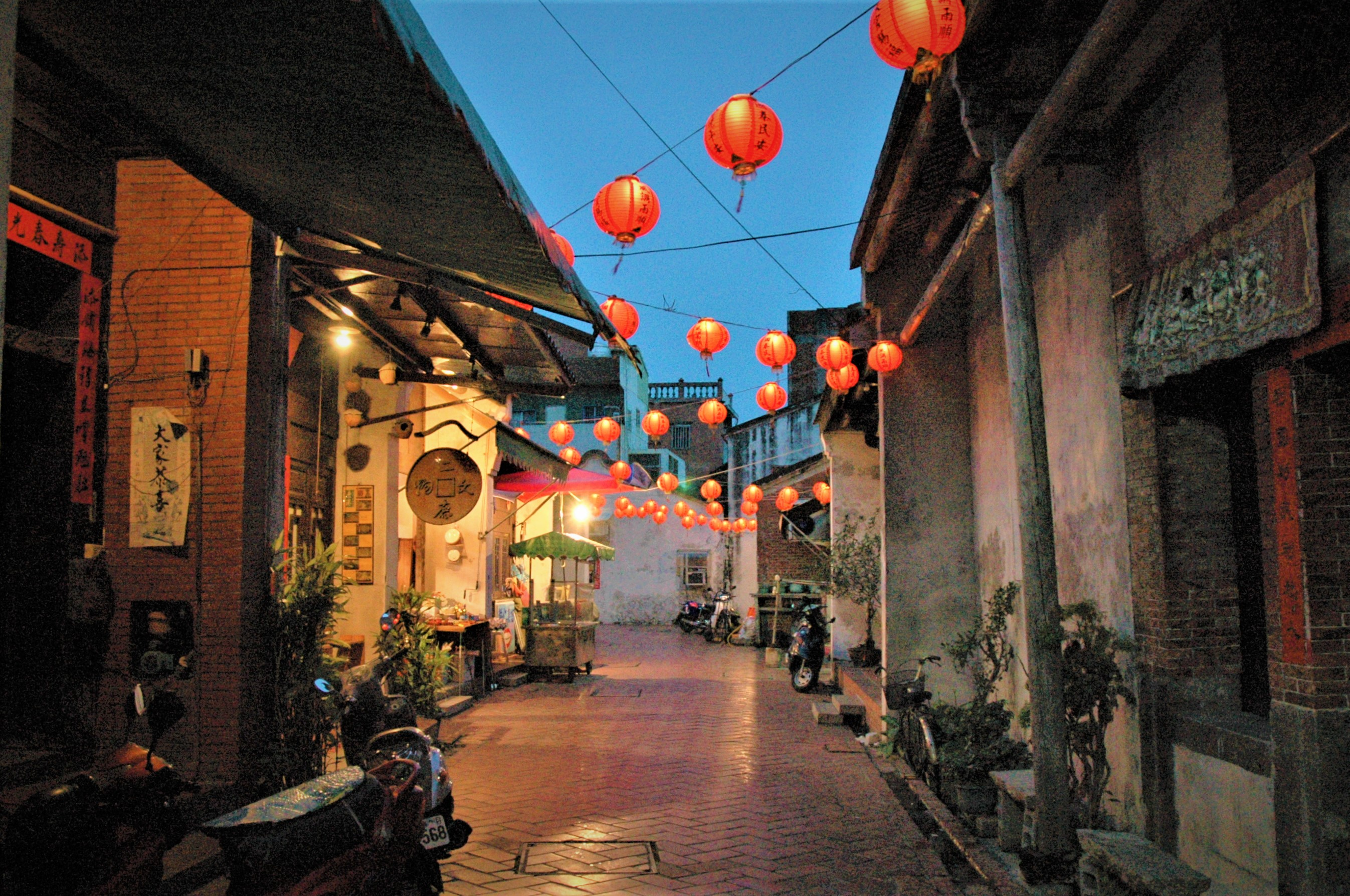
鹿港的街屋
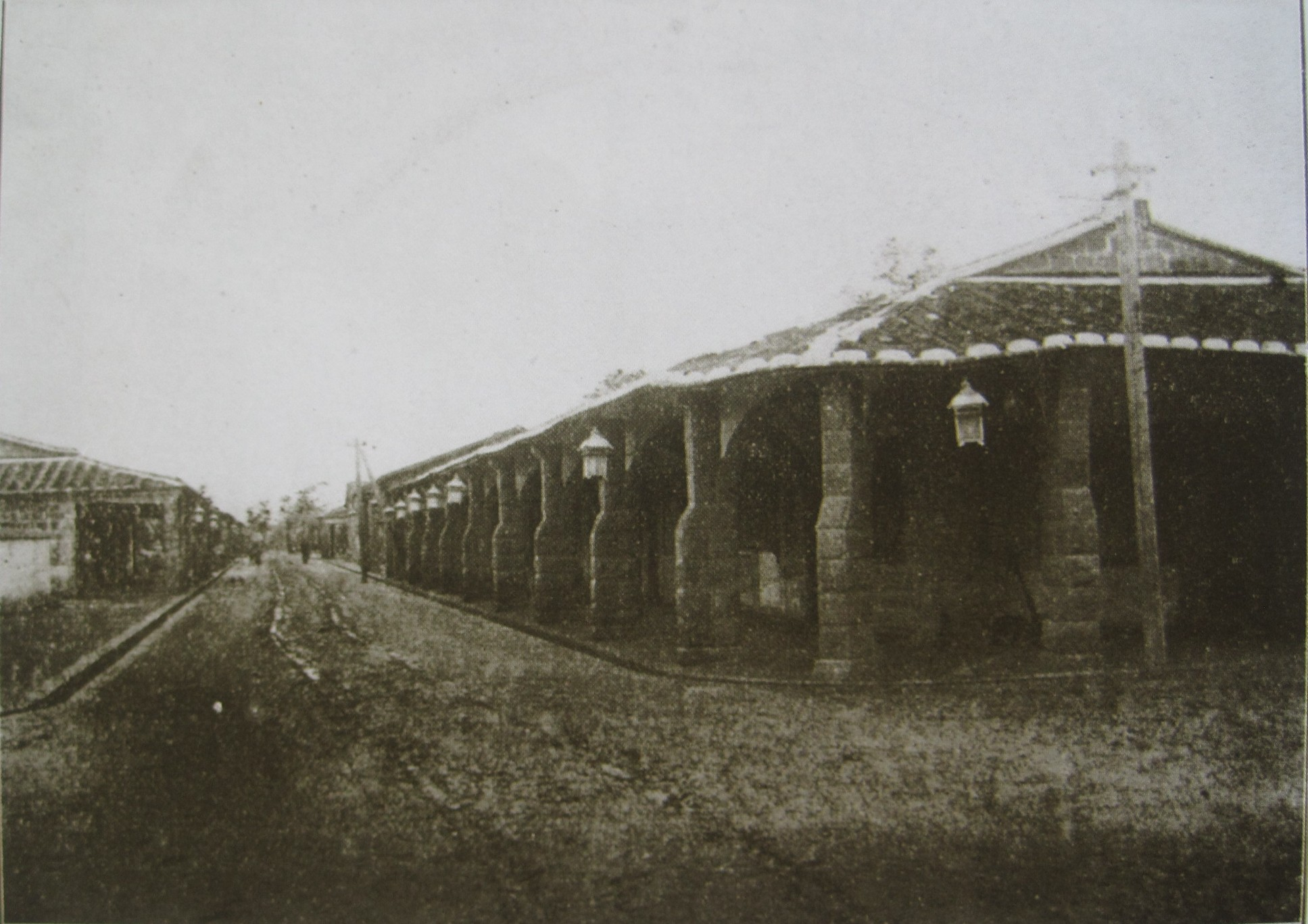
高雄旗山的亭仔腳
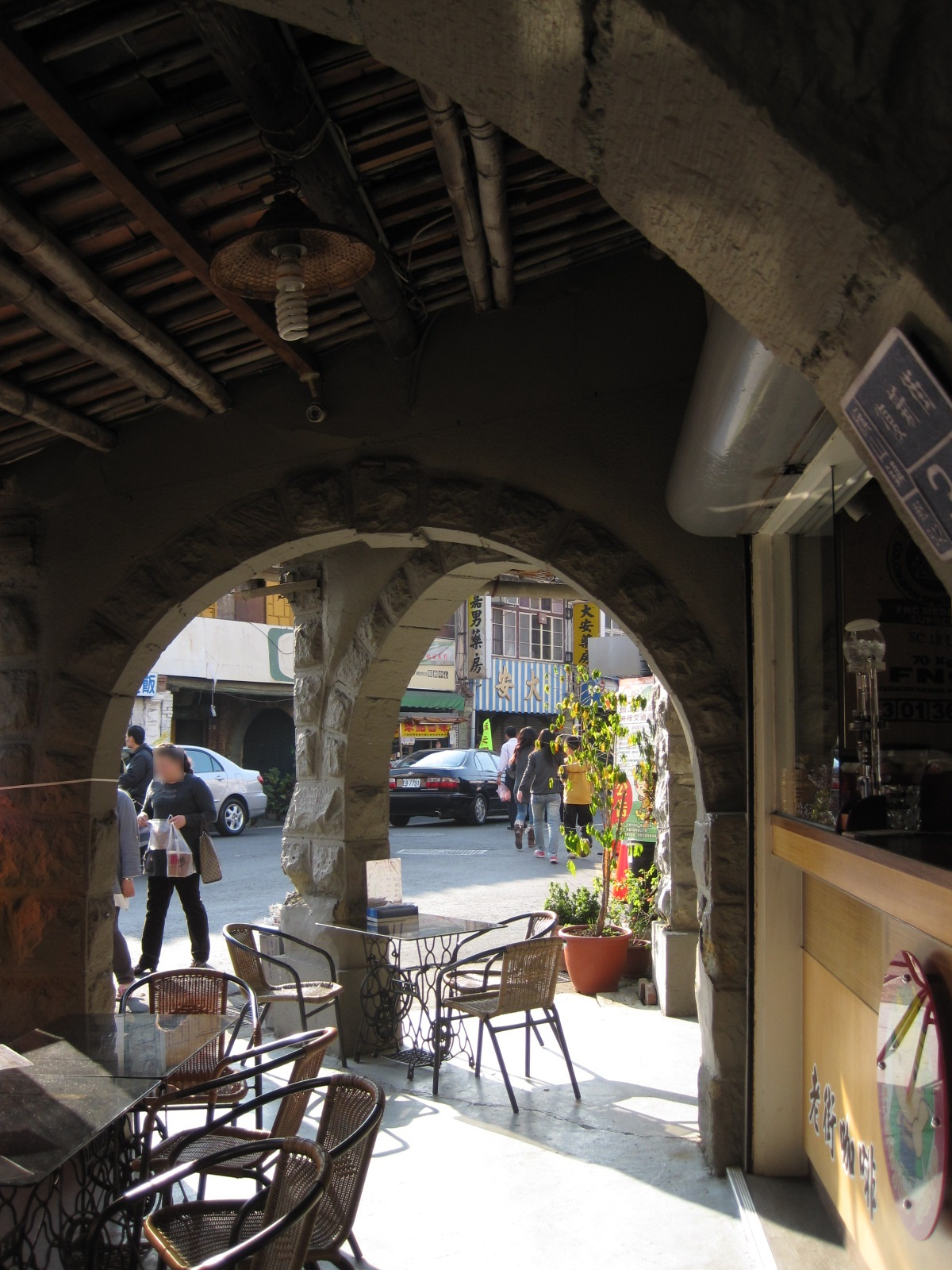
高雄旗山的亭仔腳
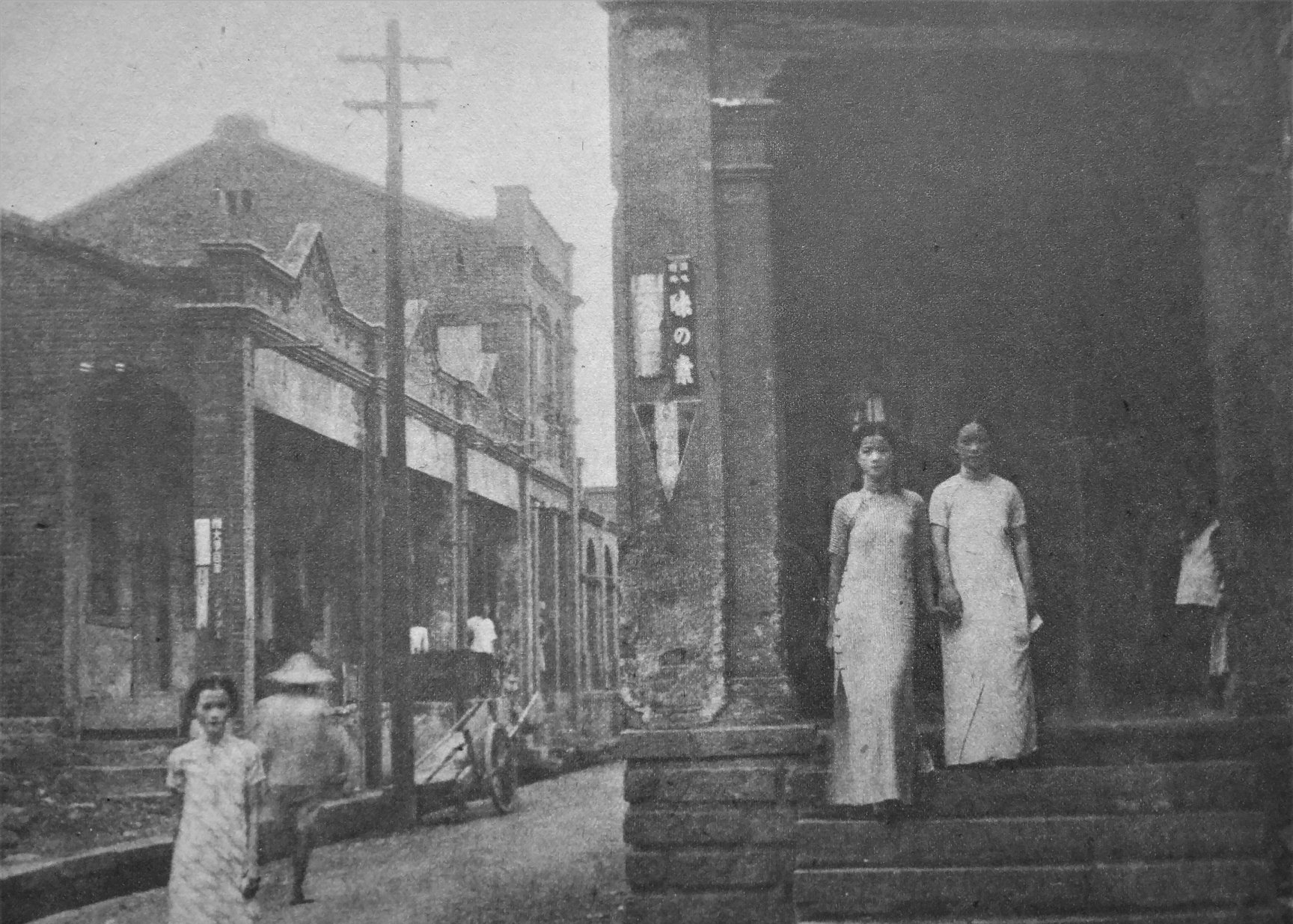
台北市大稻埕的街屋
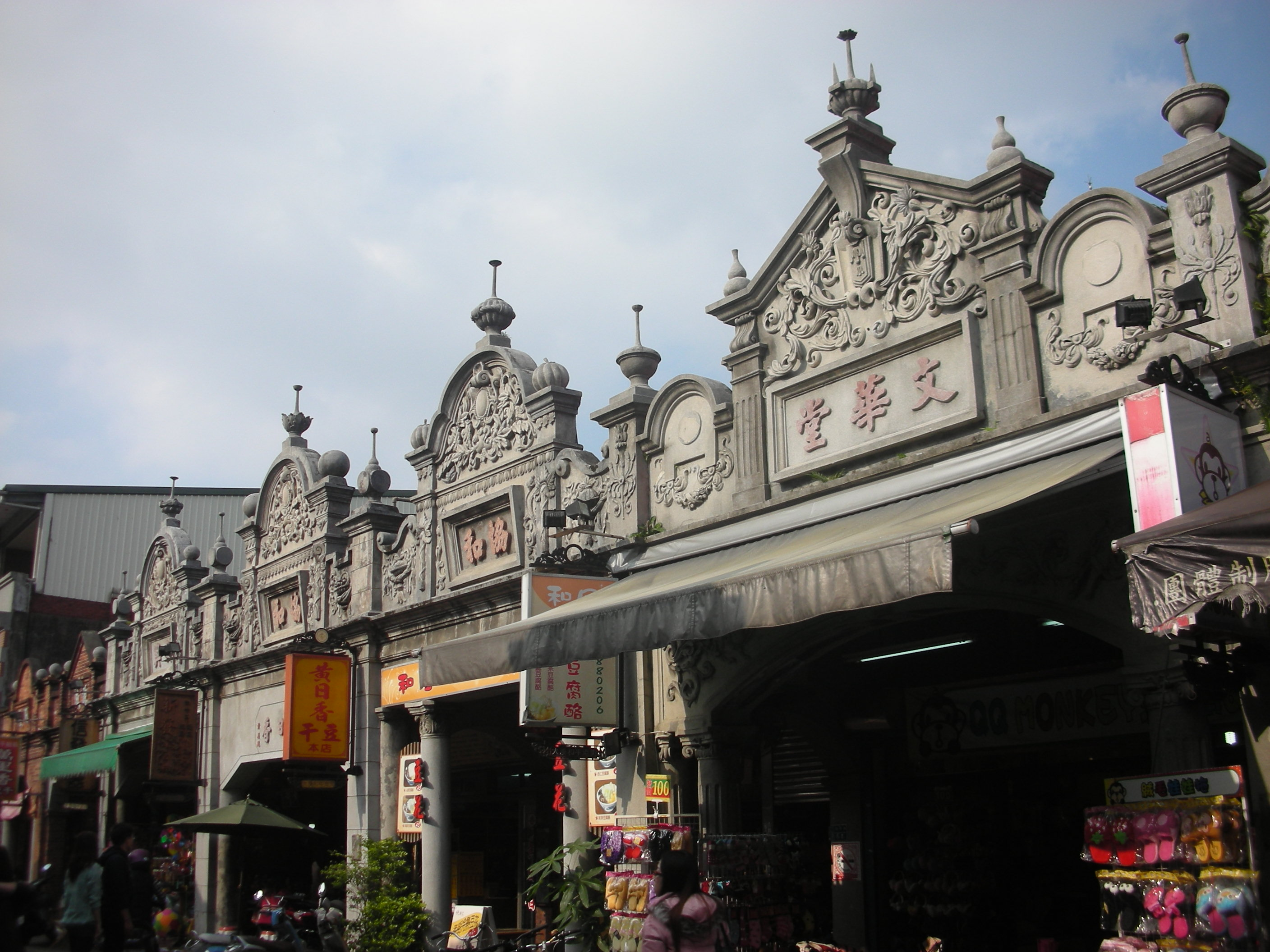
大溪的街屋
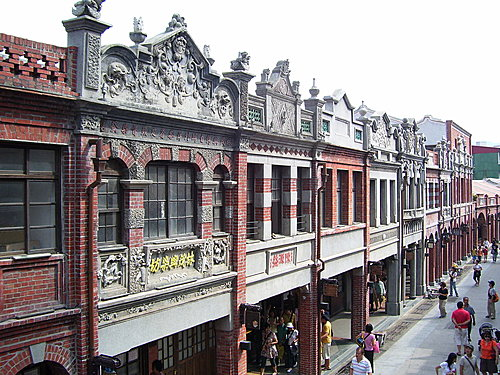
三峽老街的街屋
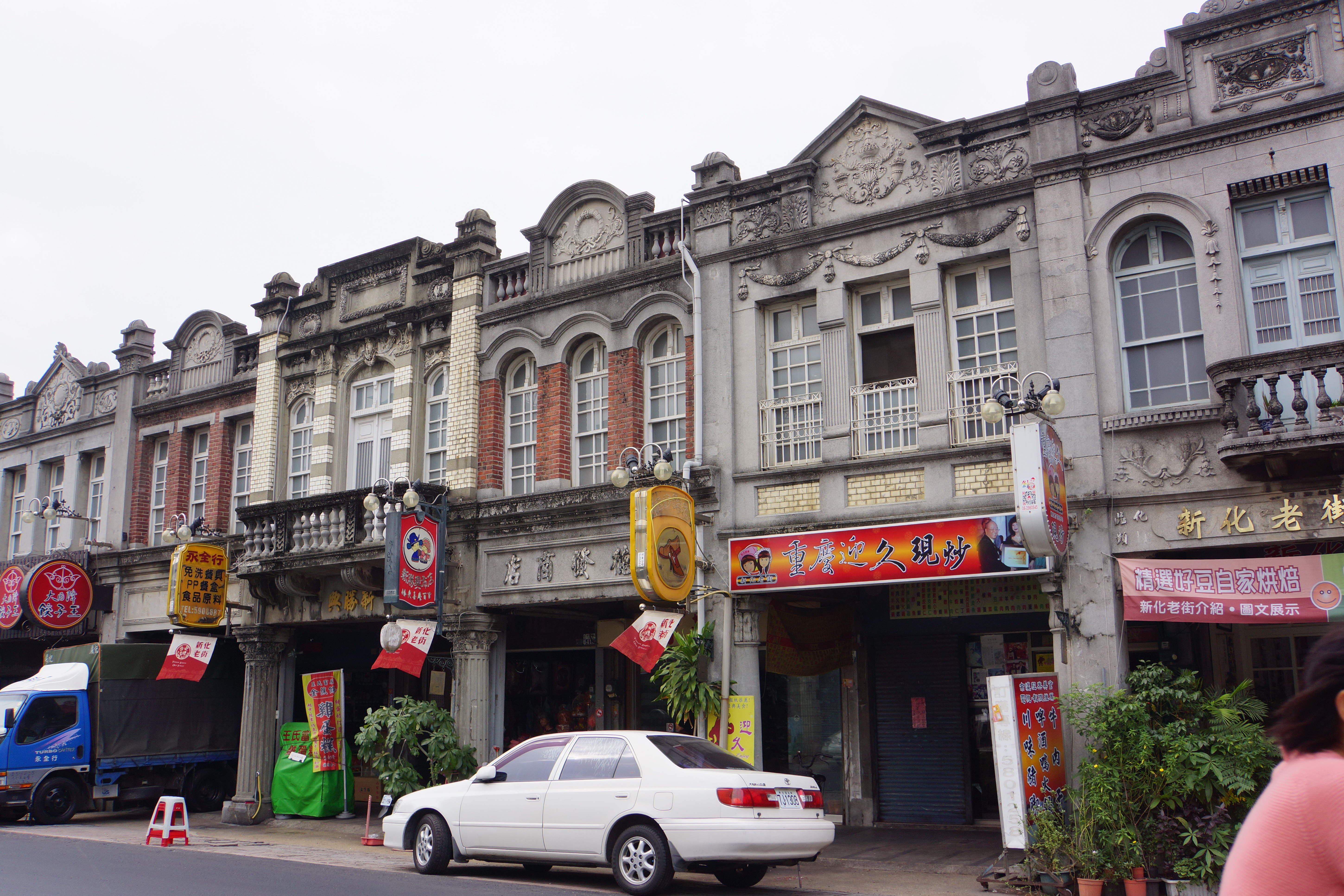
新化的街屋
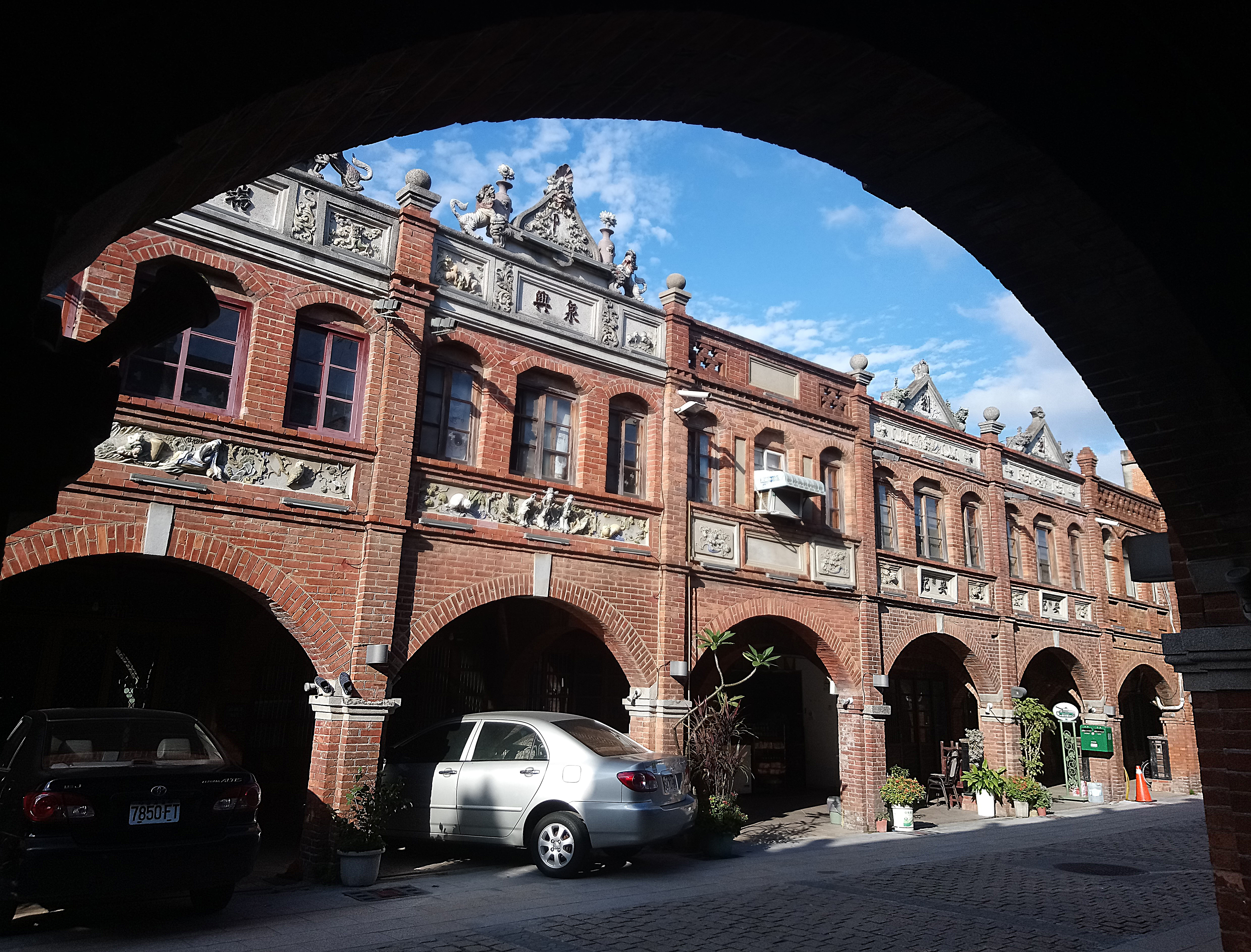
新竹湖口的街屋
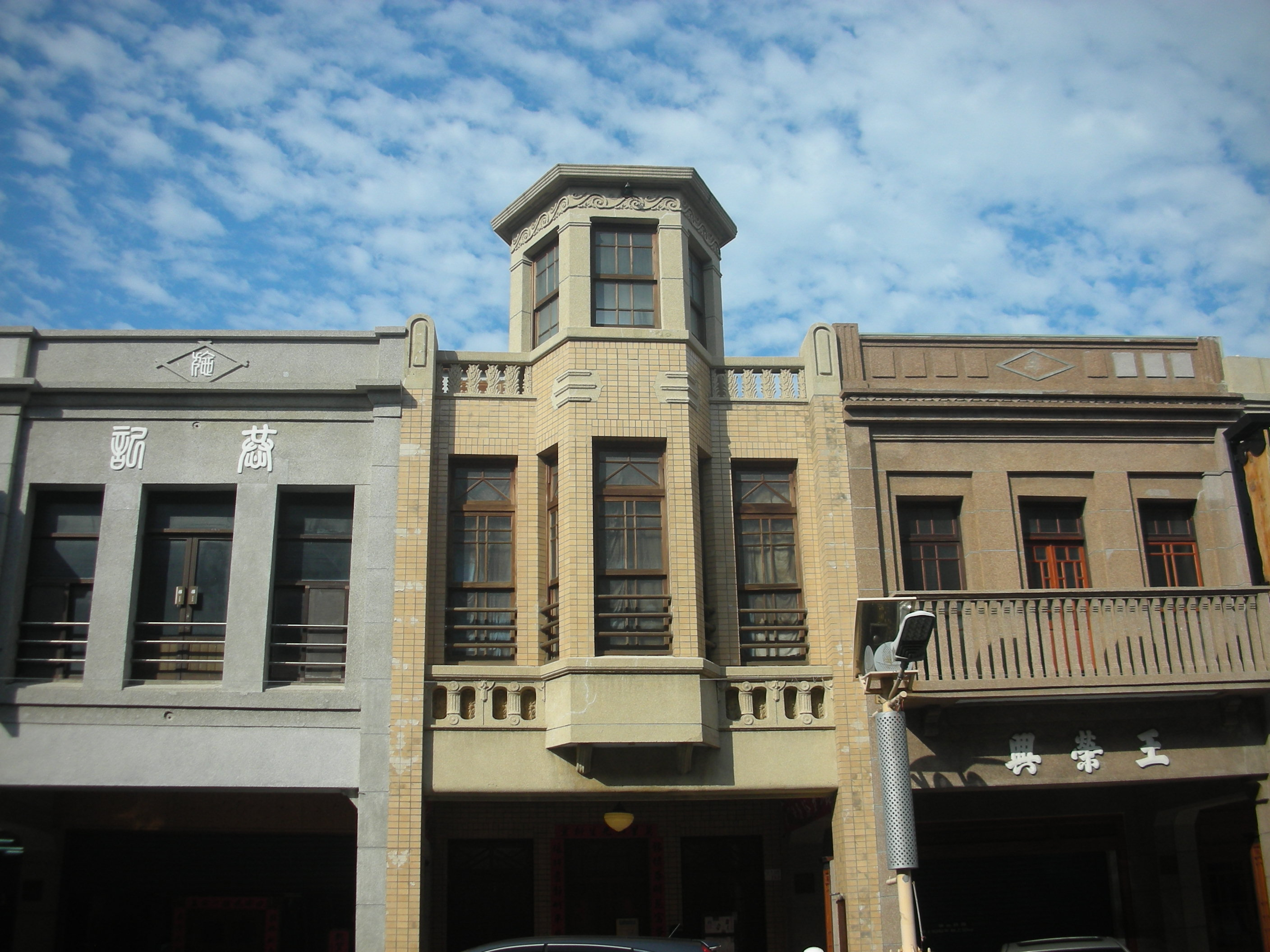
鹿港的街屋
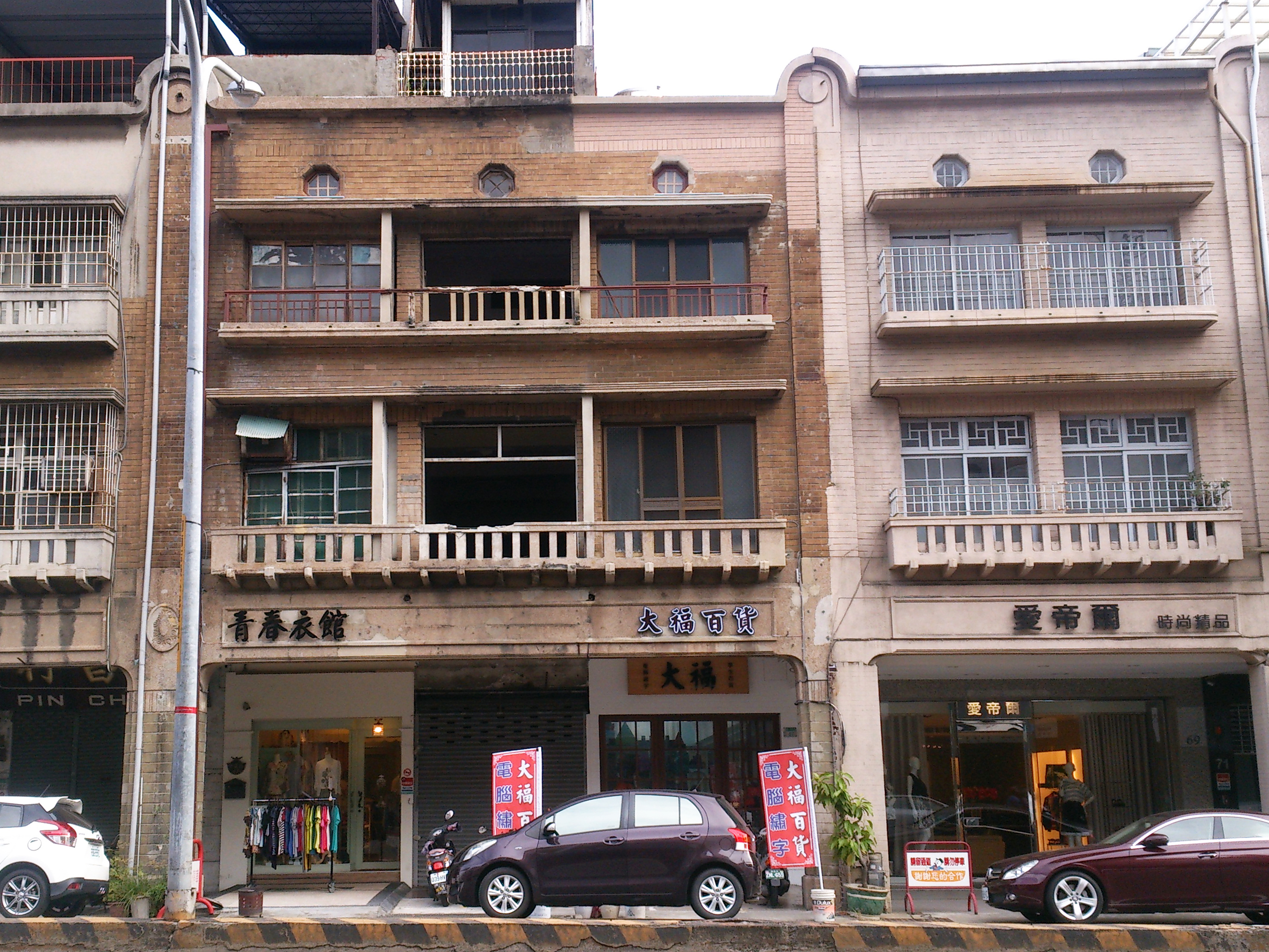
台南市中西區的街屋
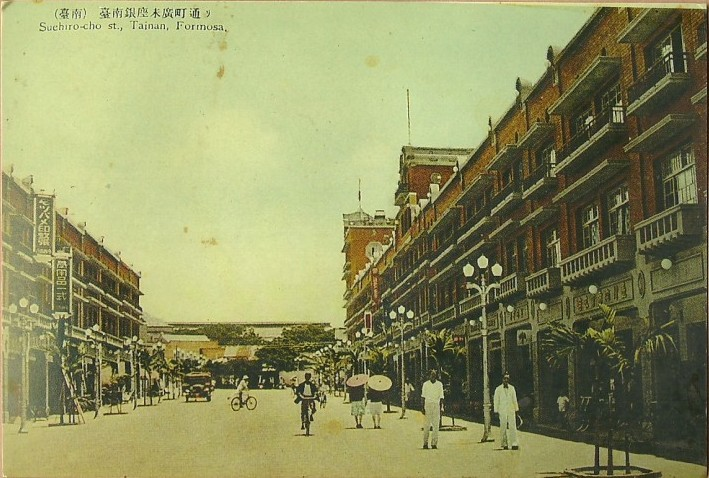
日治時期台南末廣町的街屋
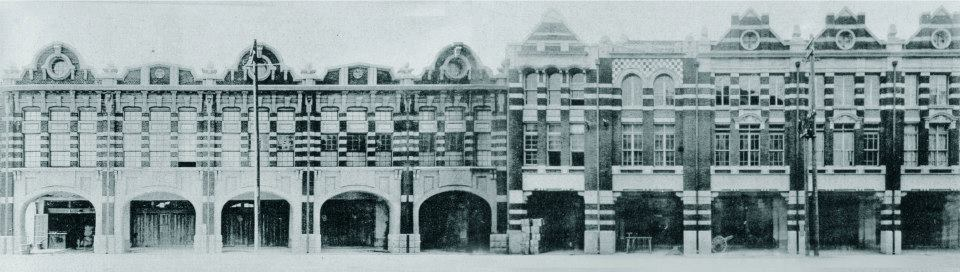
日治時期台北市的街屋
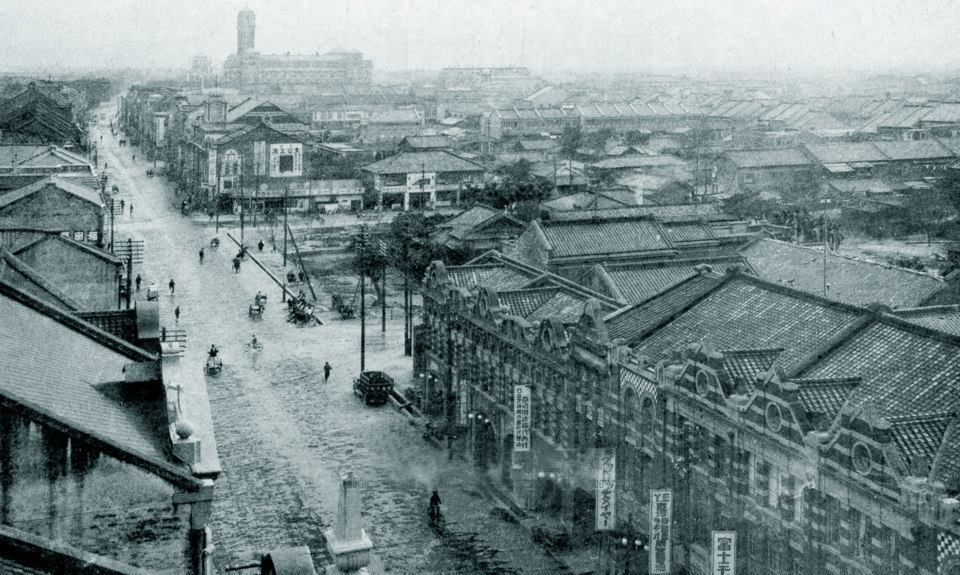
日治時期台北市的街屋
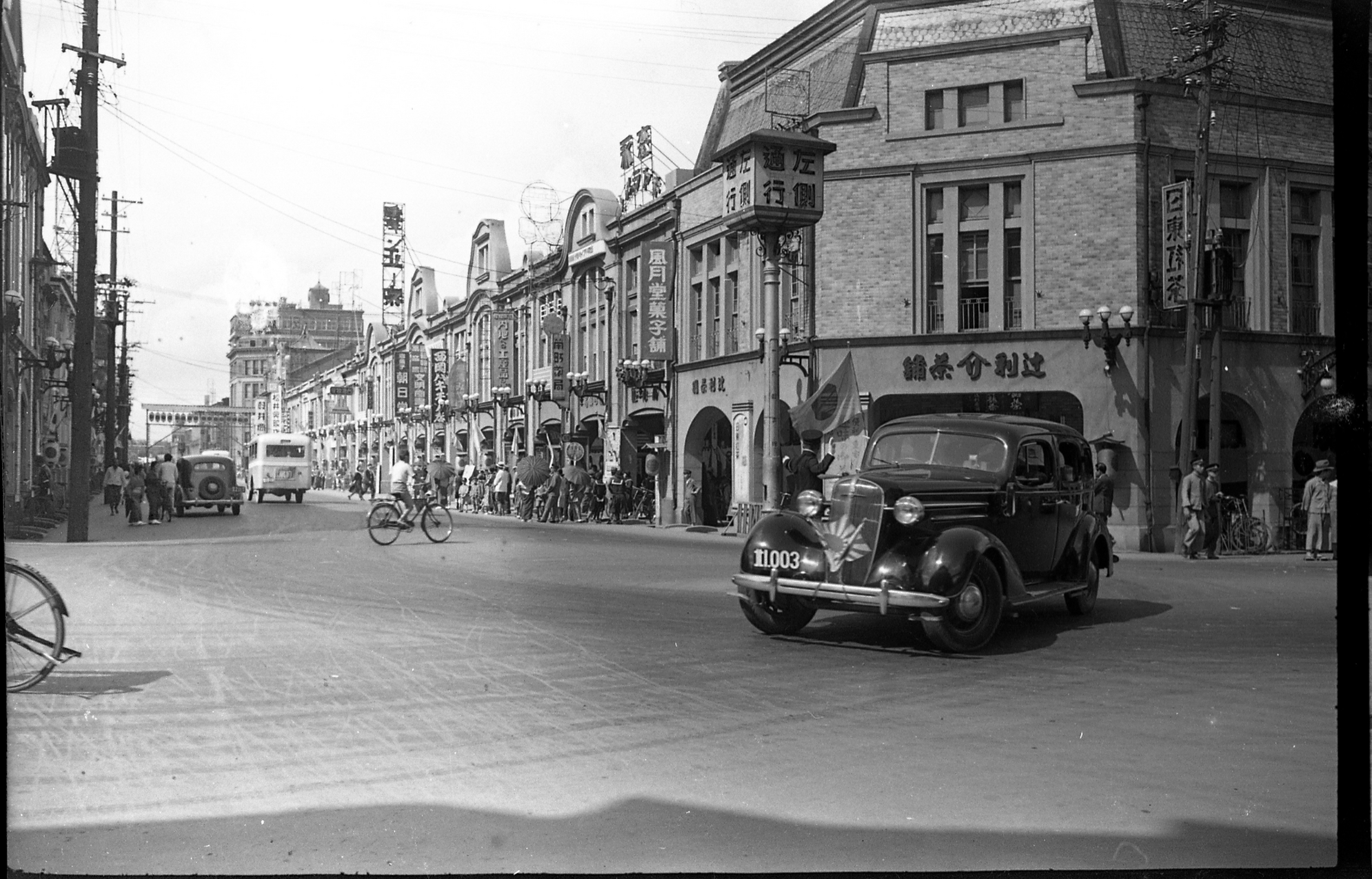
日治時期台北市榮町的街屋
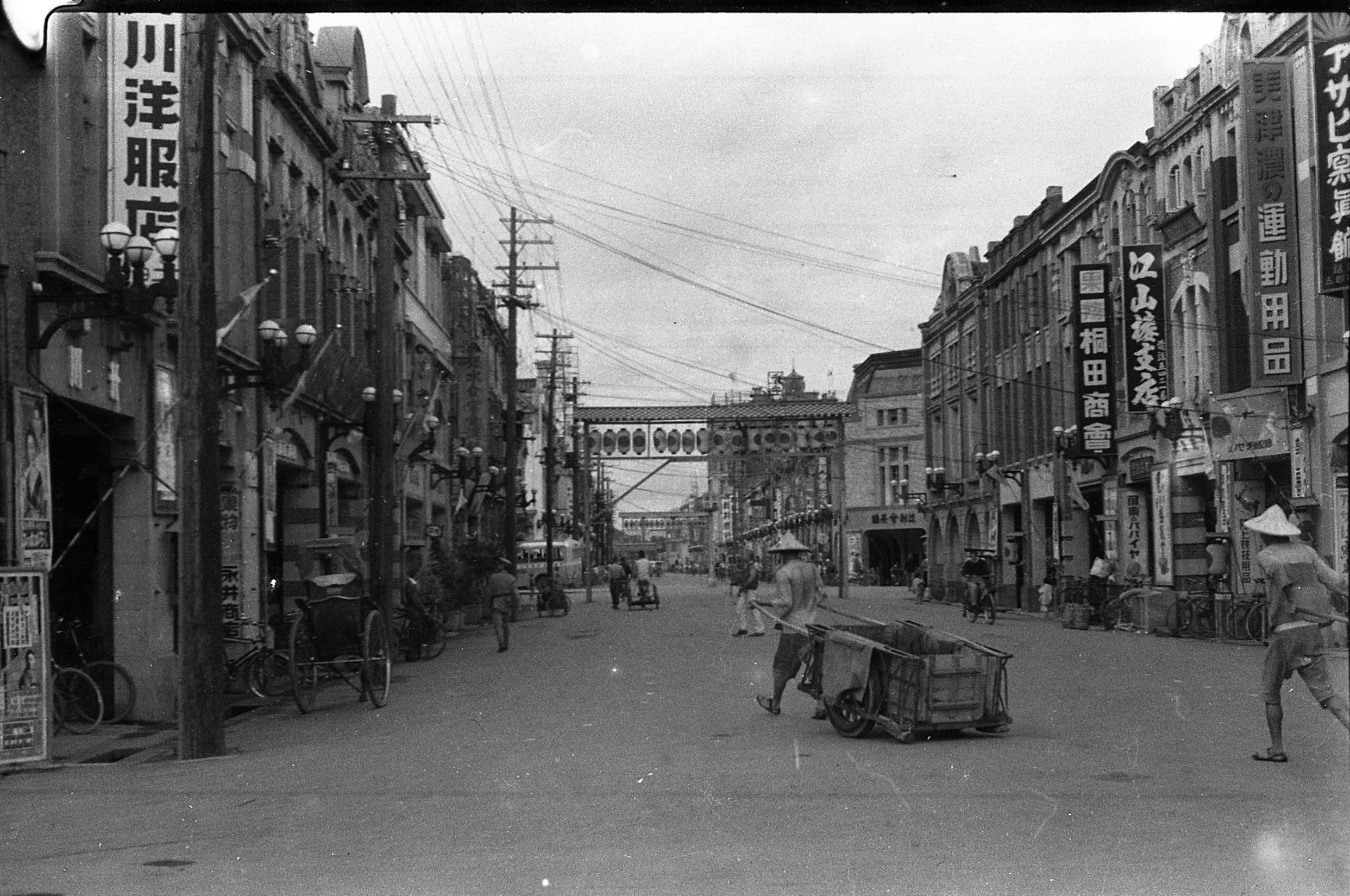
日治時期台北市榮町的街屋
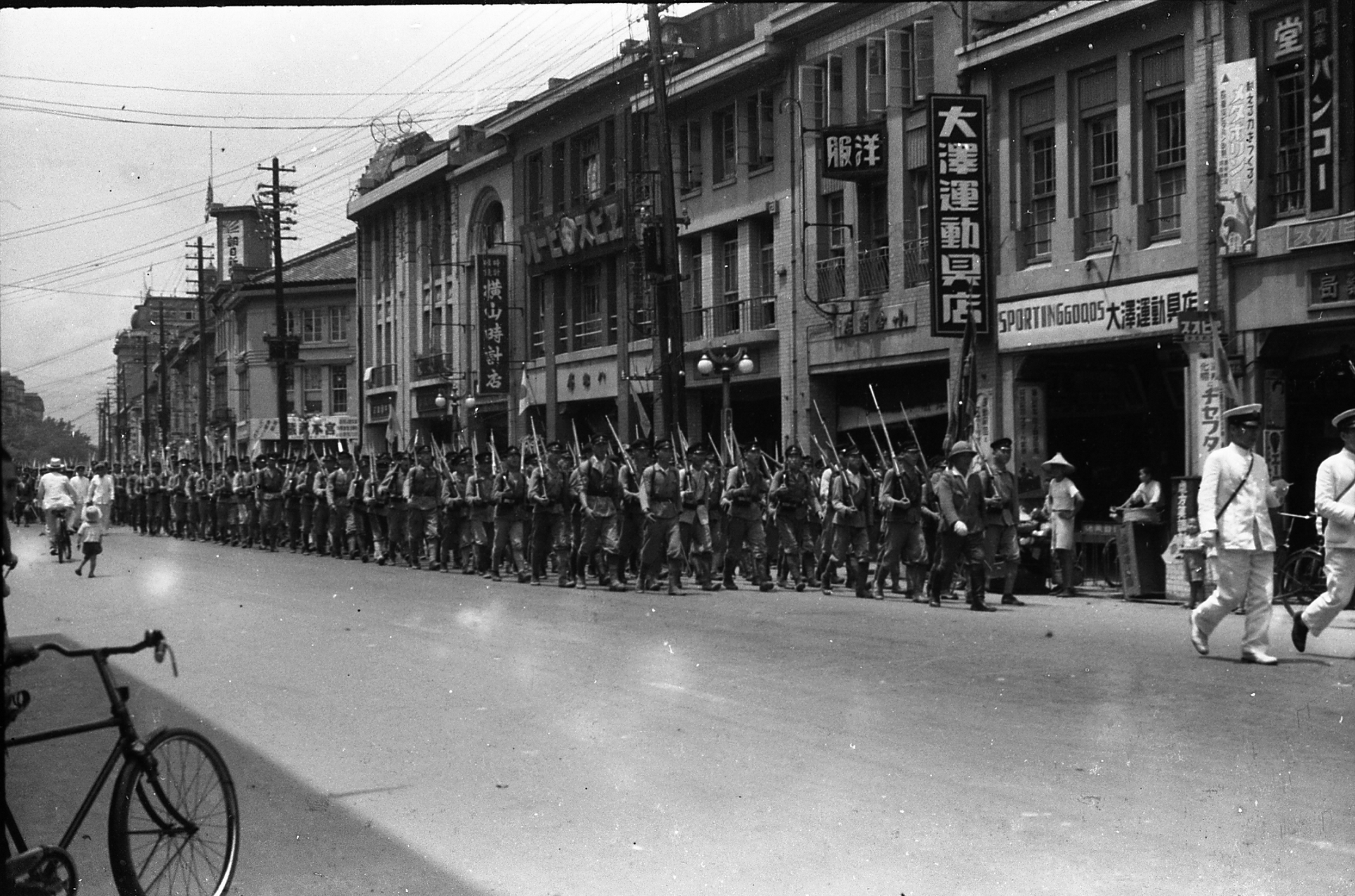
日治時期台北市京町的街屋
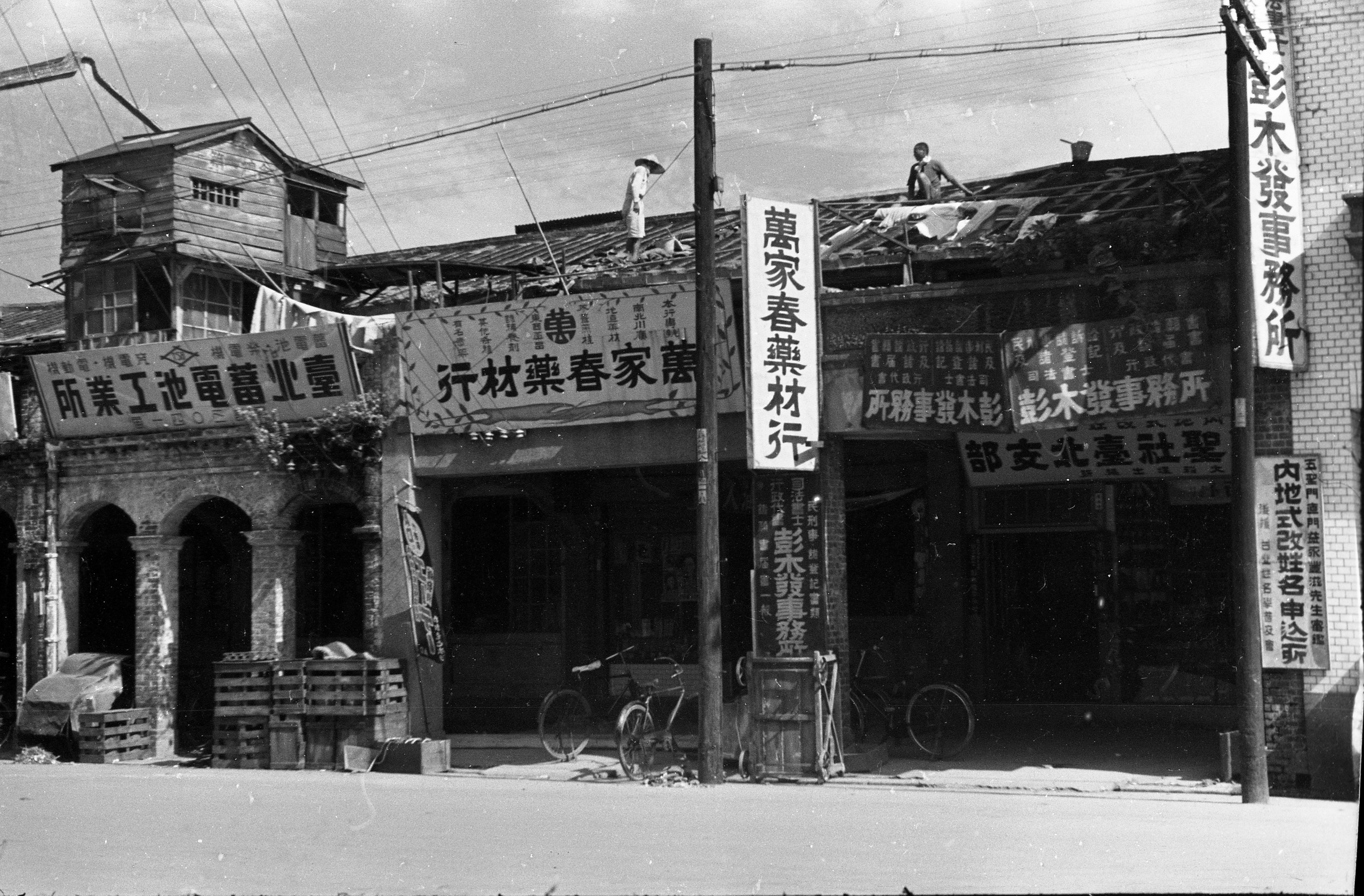
台北市建成町的街屋
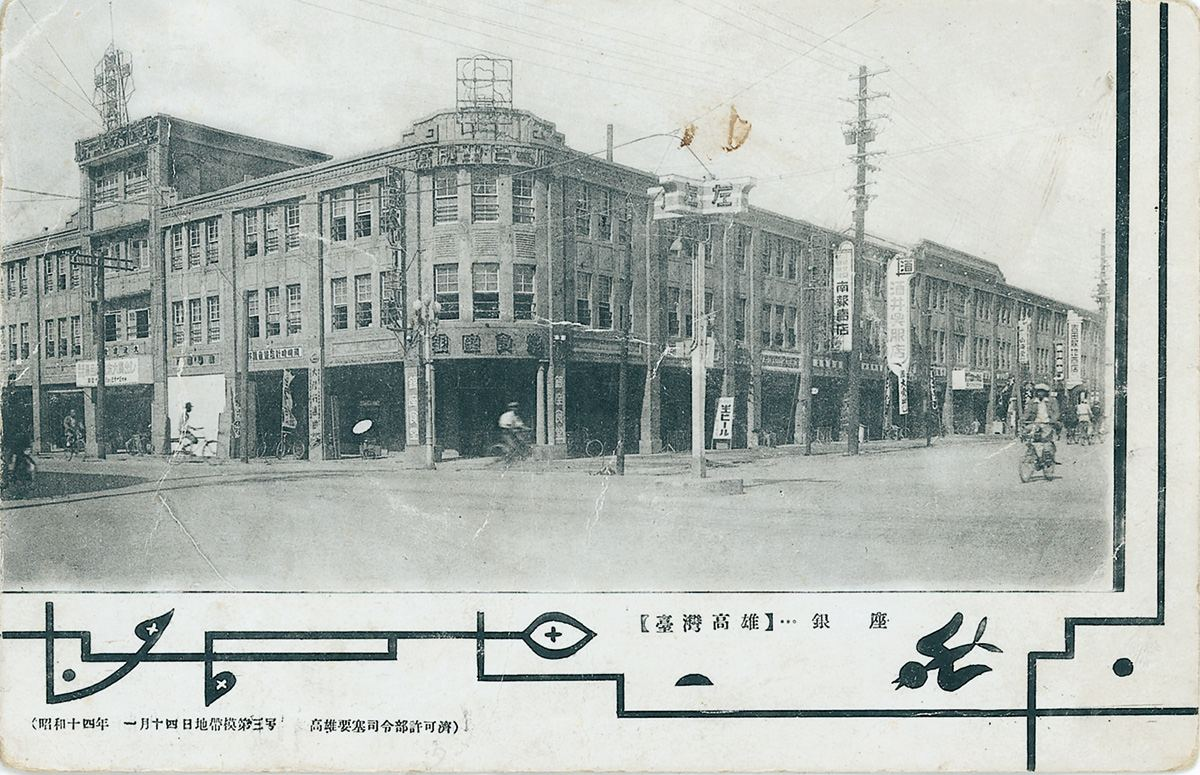
日治時期台北市鹽埕町的街屋(高雄銀座)

### その他の地区

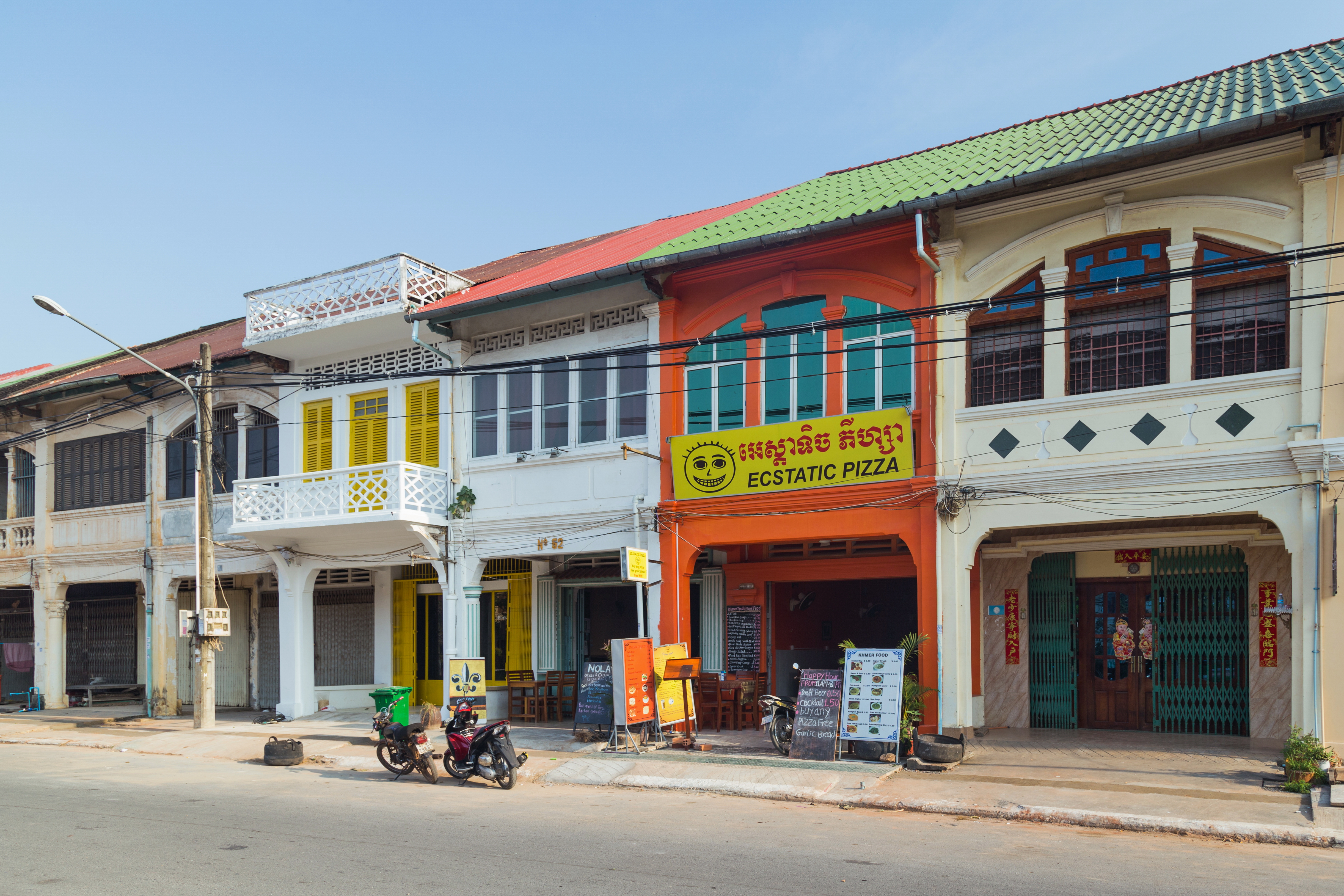
柬埔寨貢布的店屋
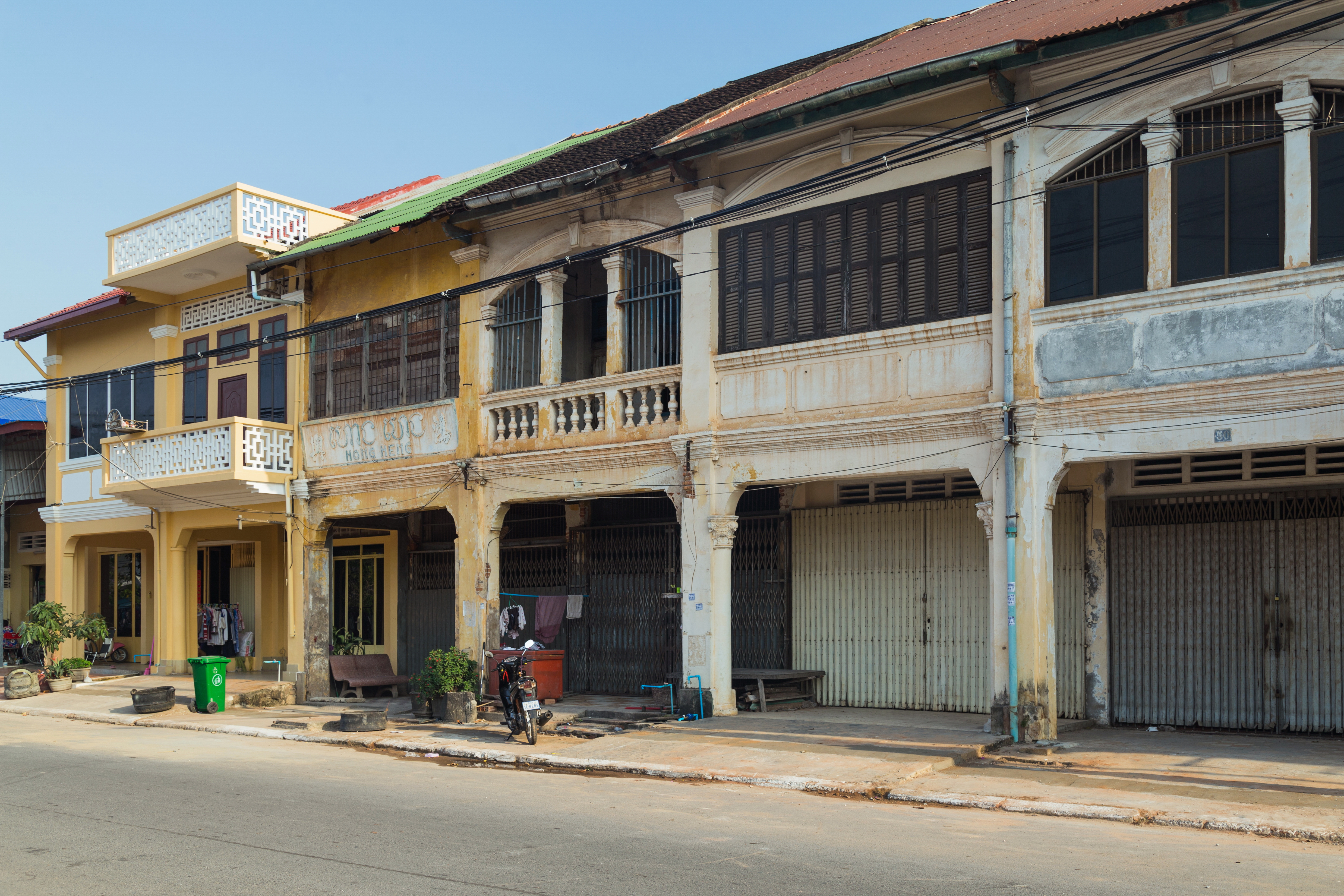
柬埔寨貢布的店屋
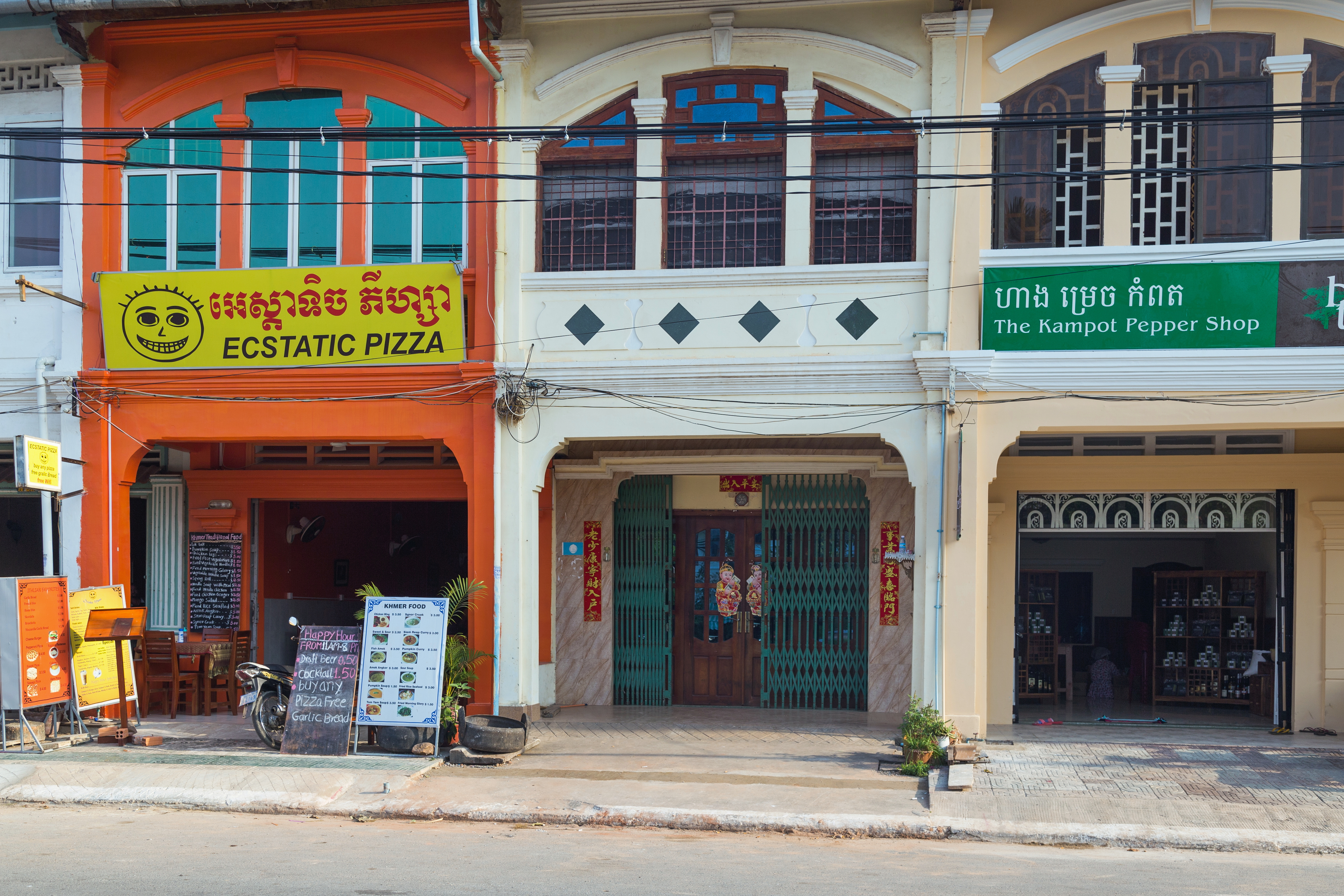
柬埔寨貢布的店屋
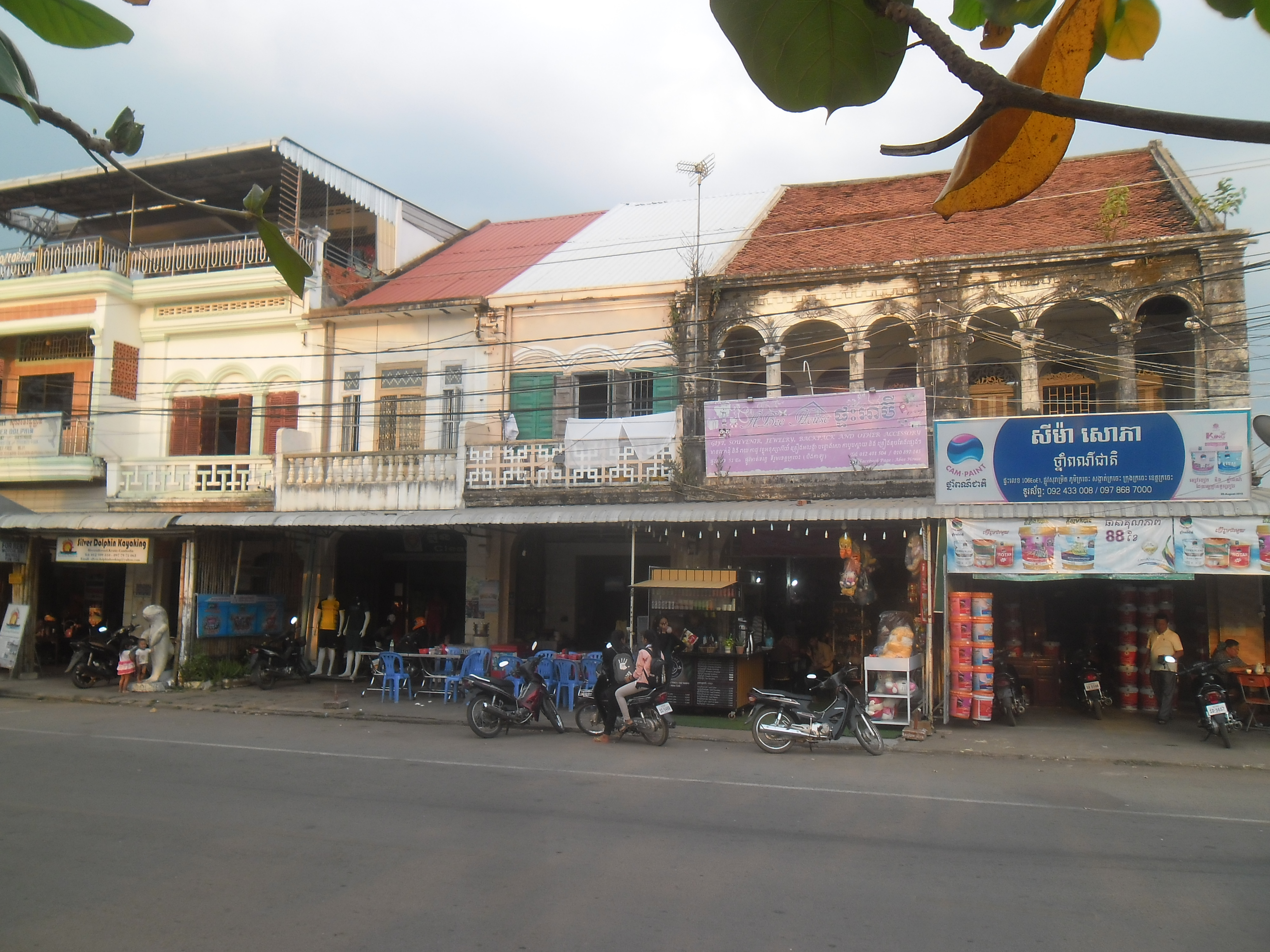
柬埔寨桔井市的店屋
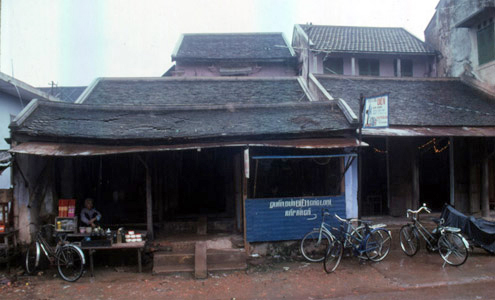
越南順化市的店屋
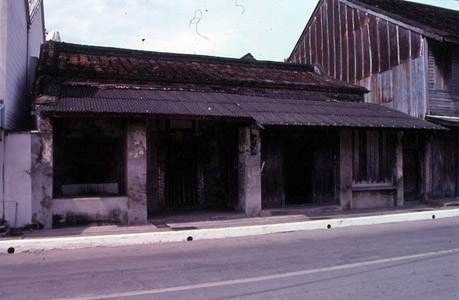
泰國北大年府的店屋
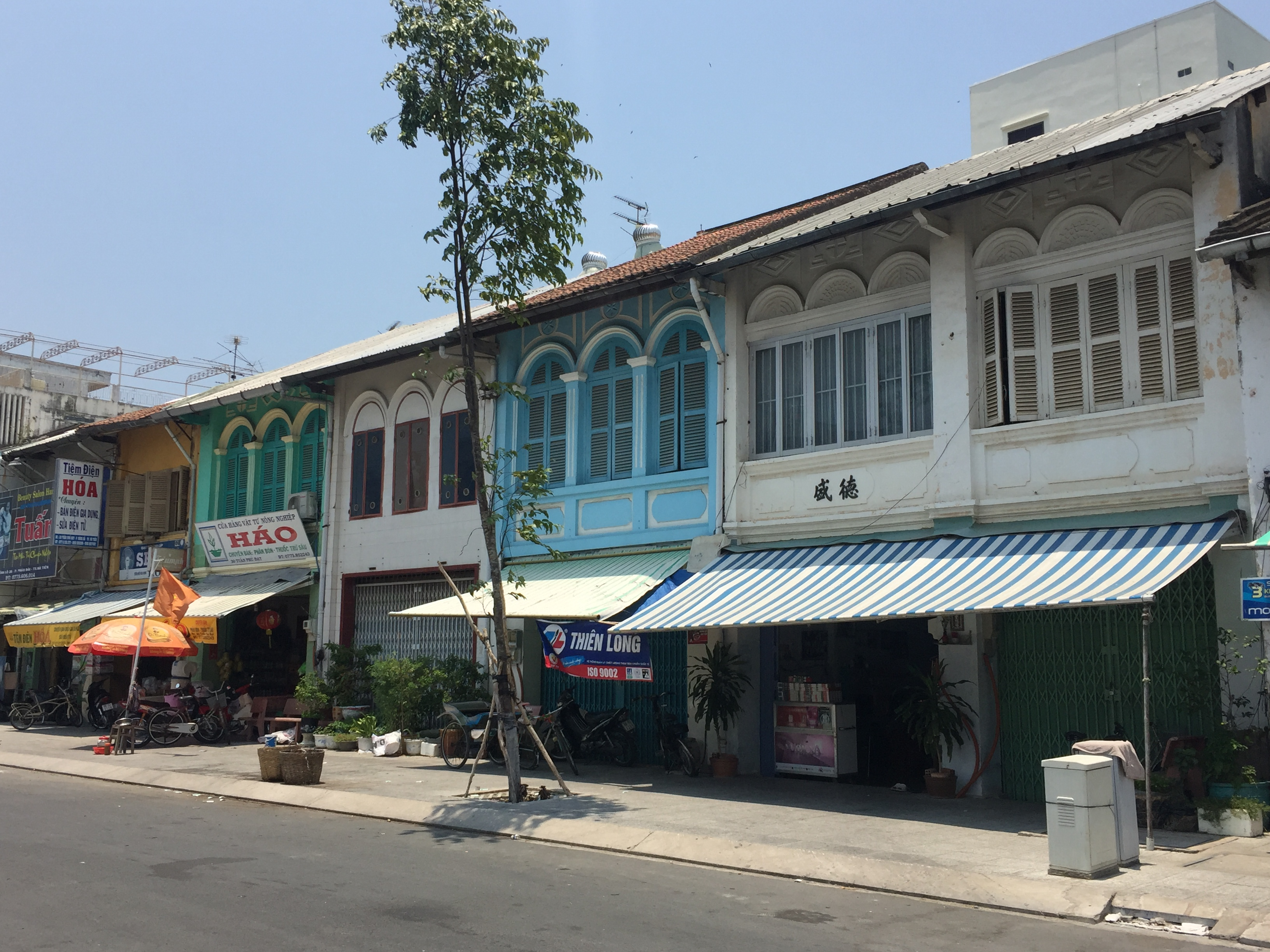
越南河仙市的店屋
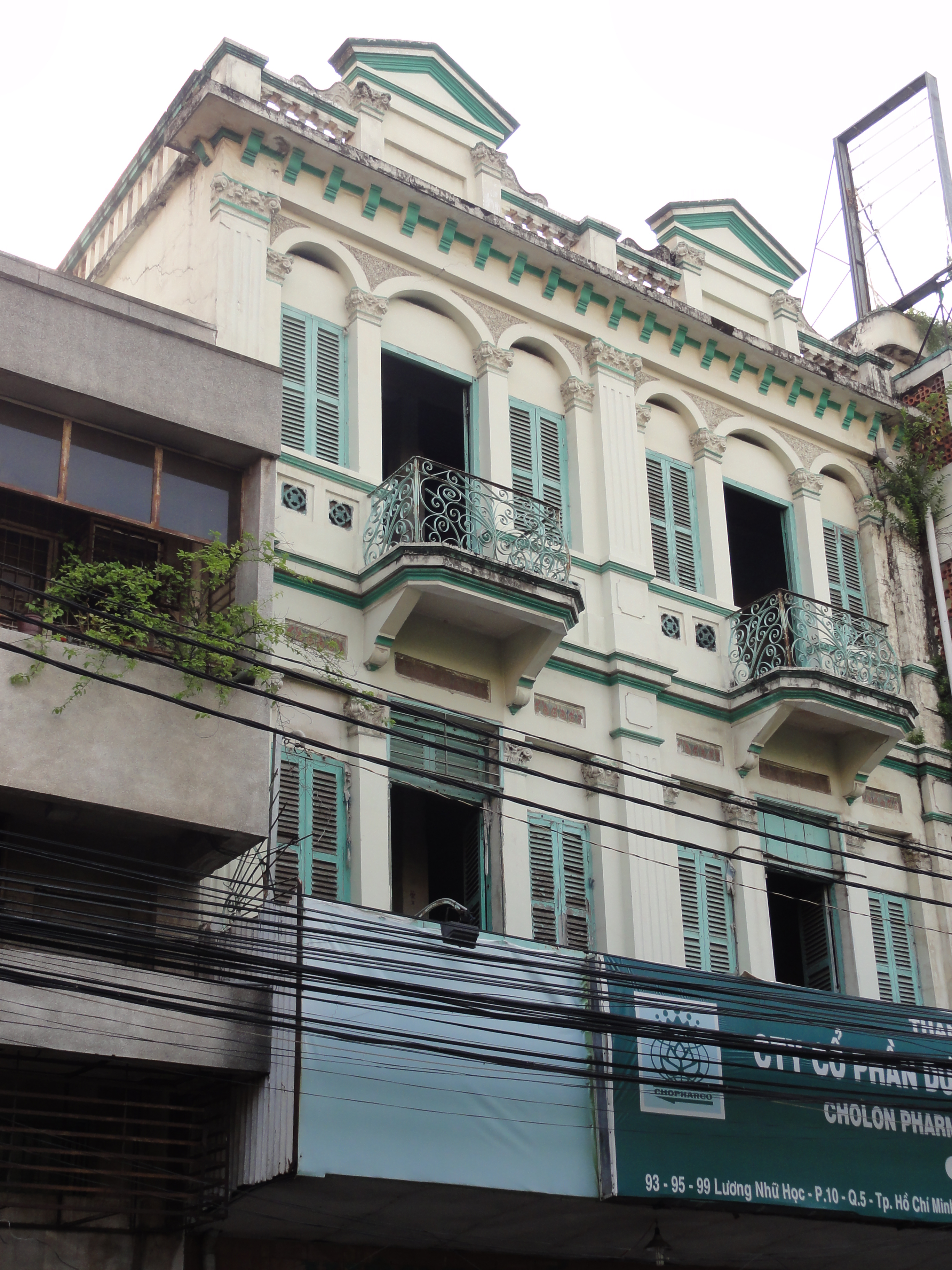
越南堤岸的店屋
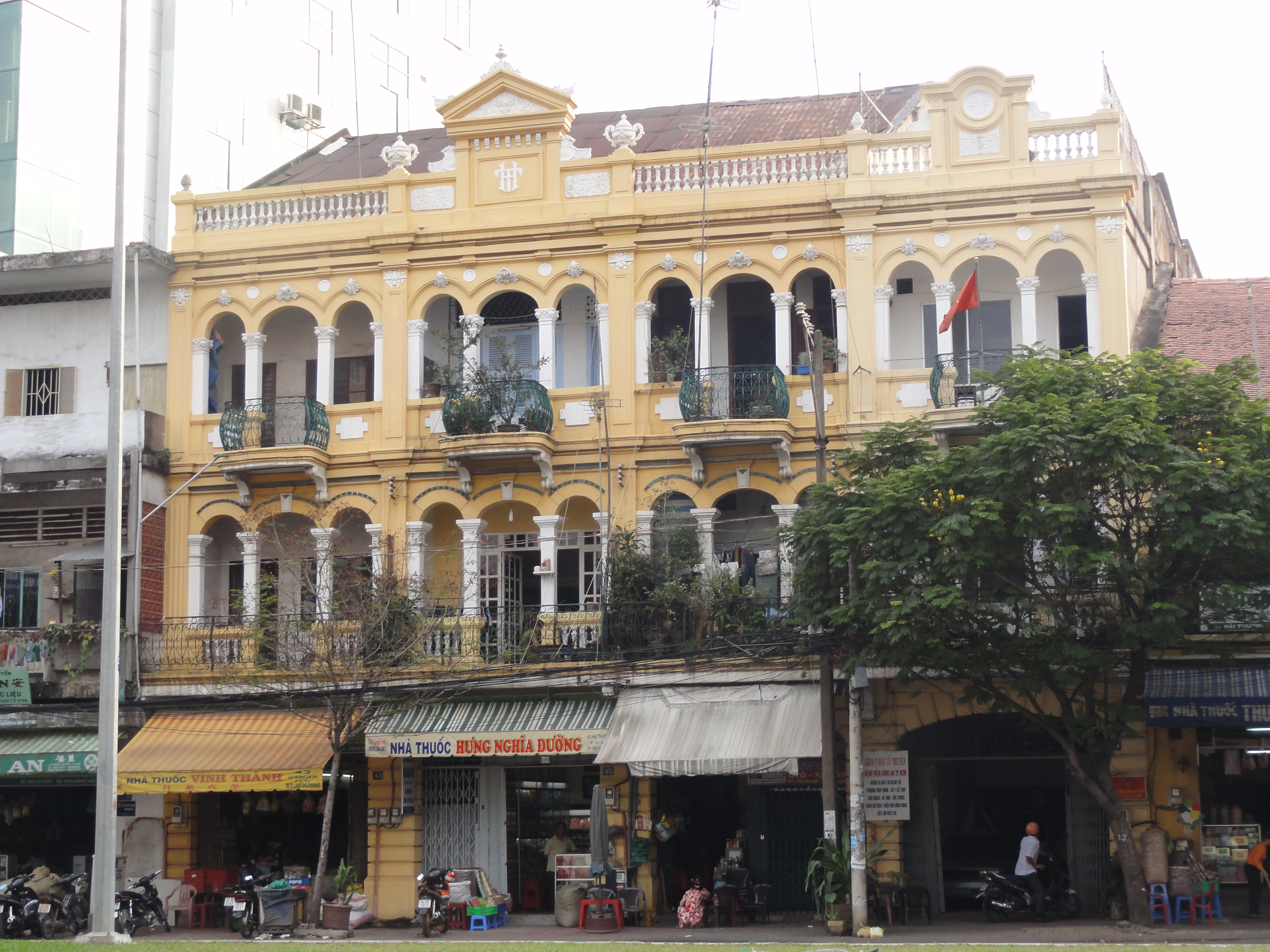
越南堤岸的店屋
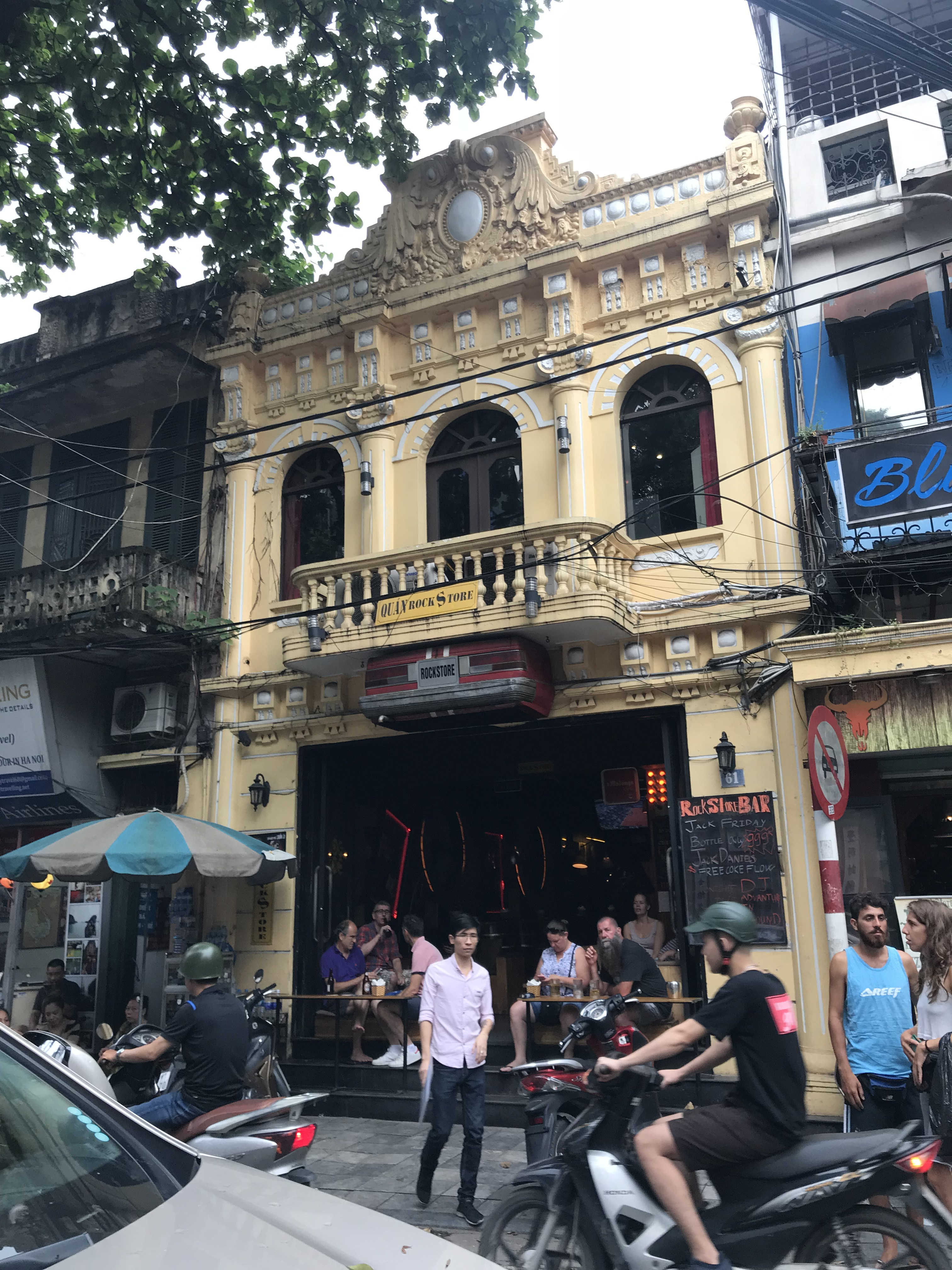
越南河內的店屋
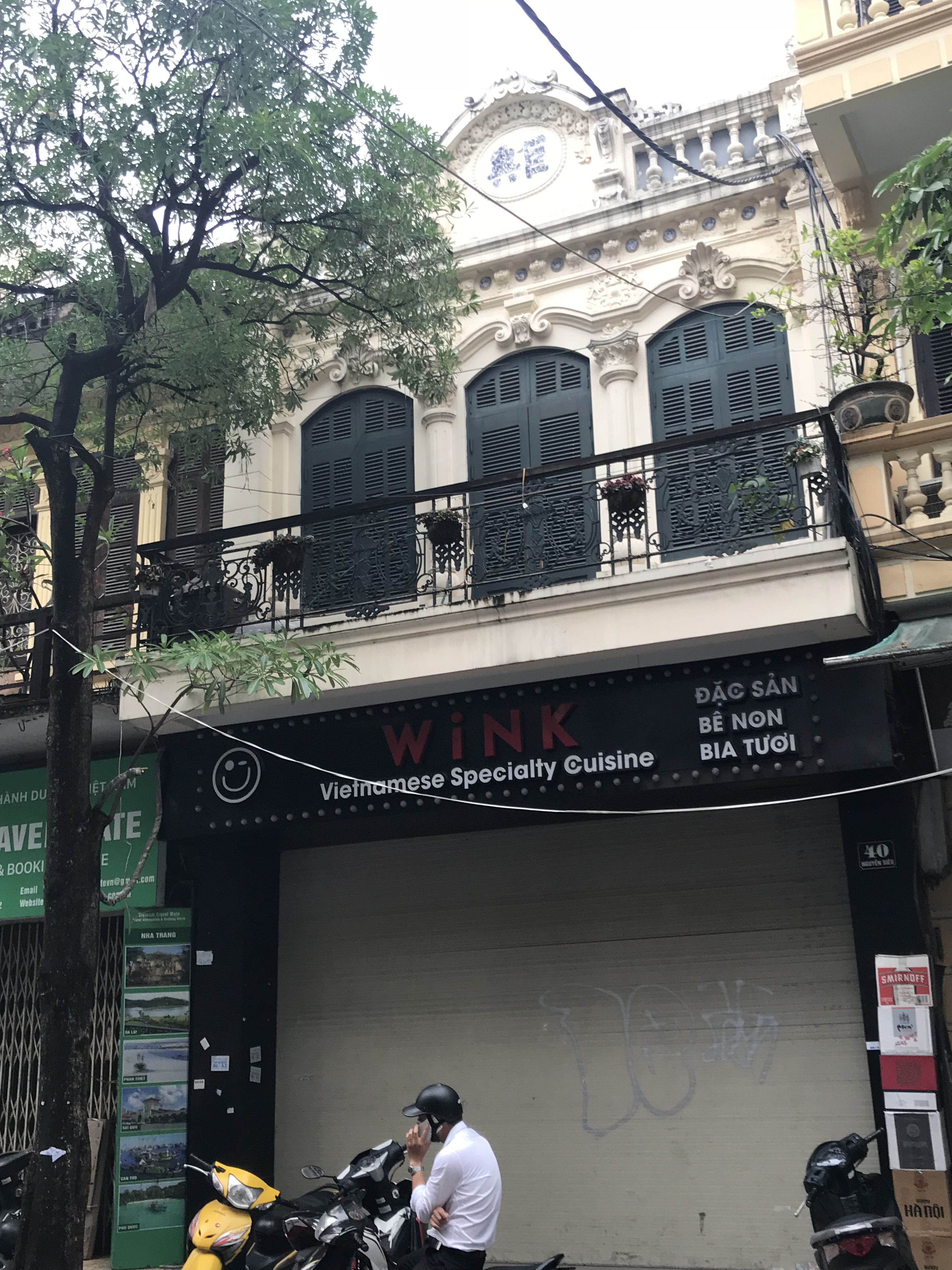
越南河內的店屋
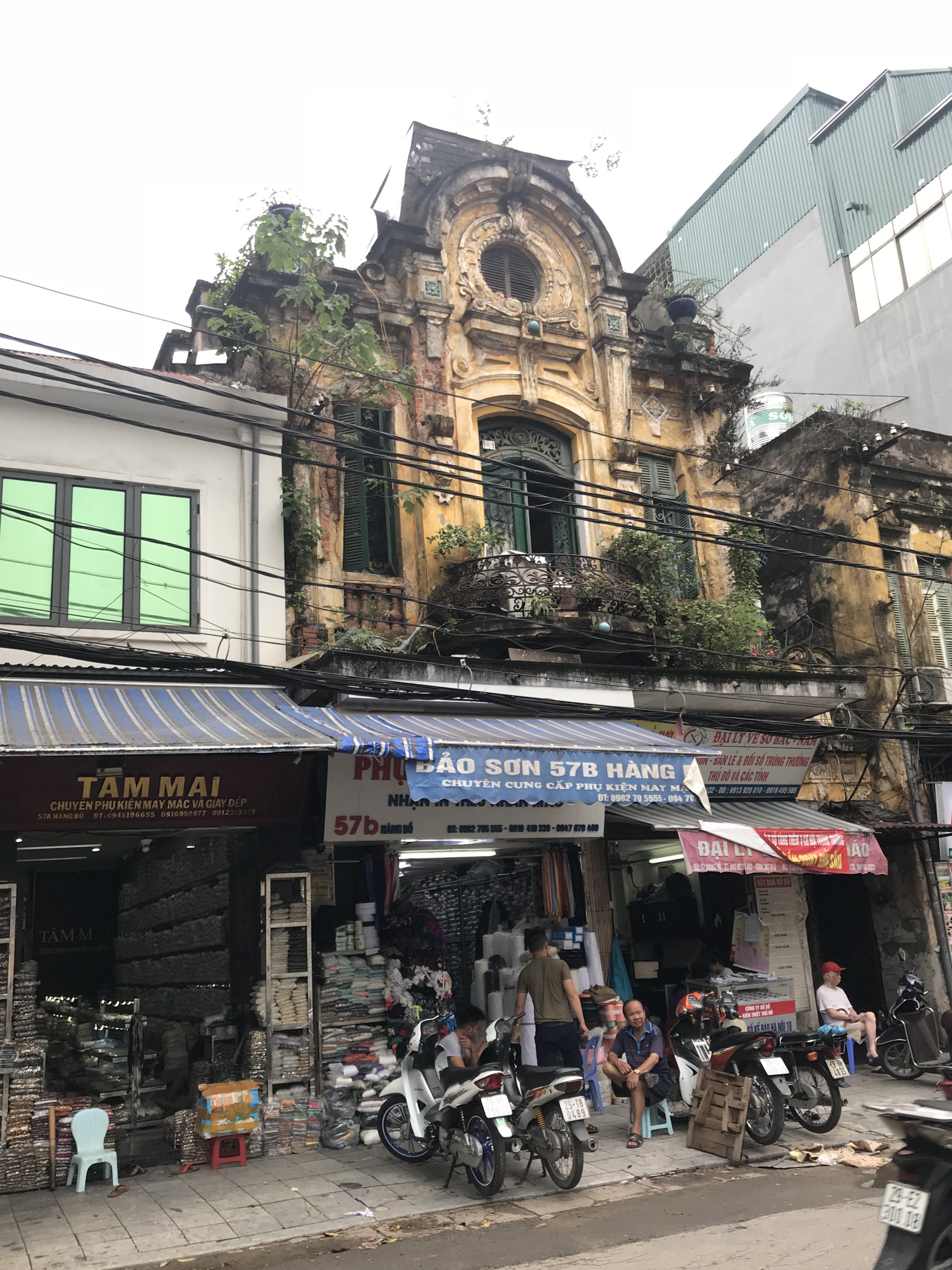
越南河內的店屋
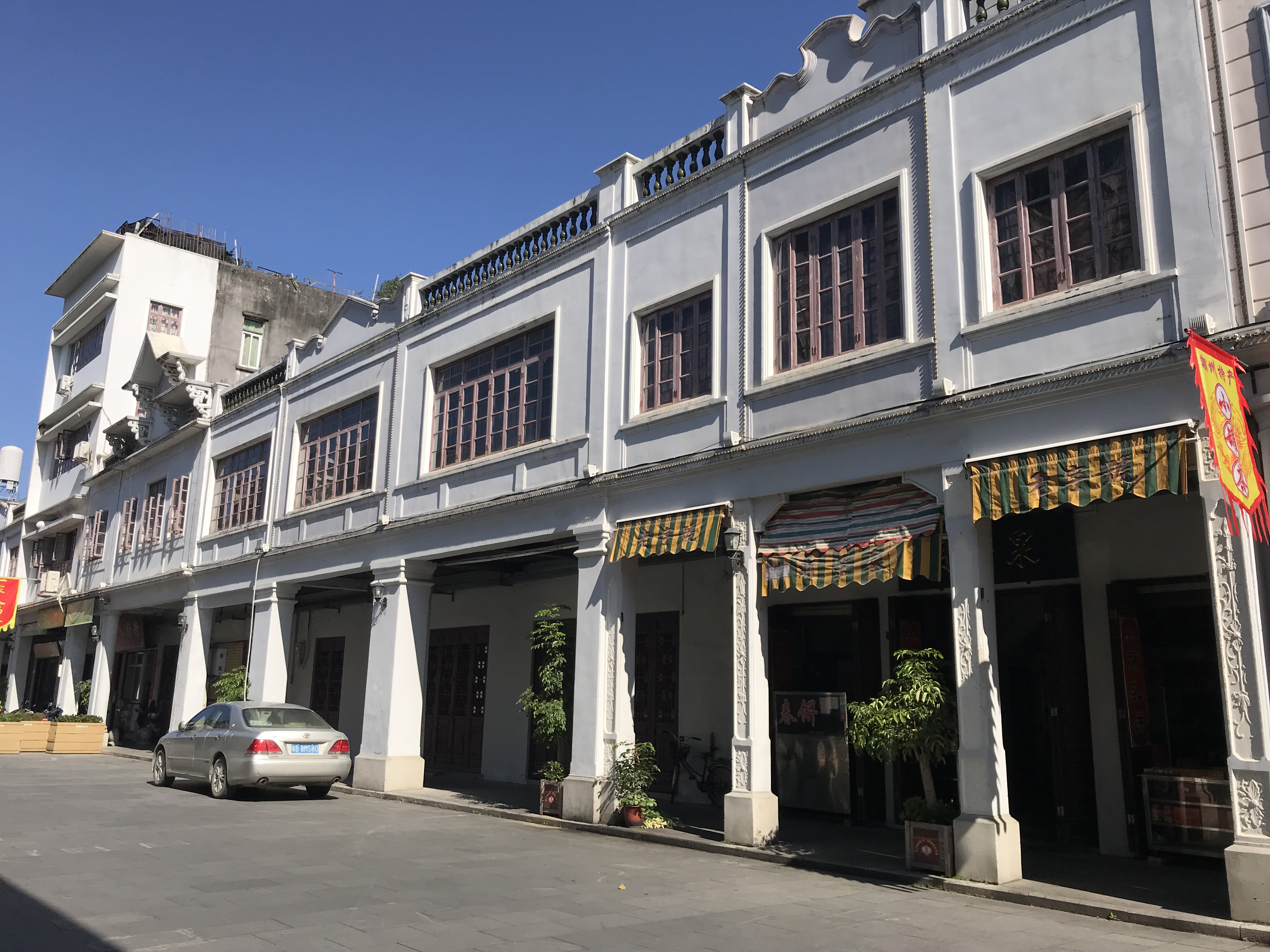
中國潮州市的街屋
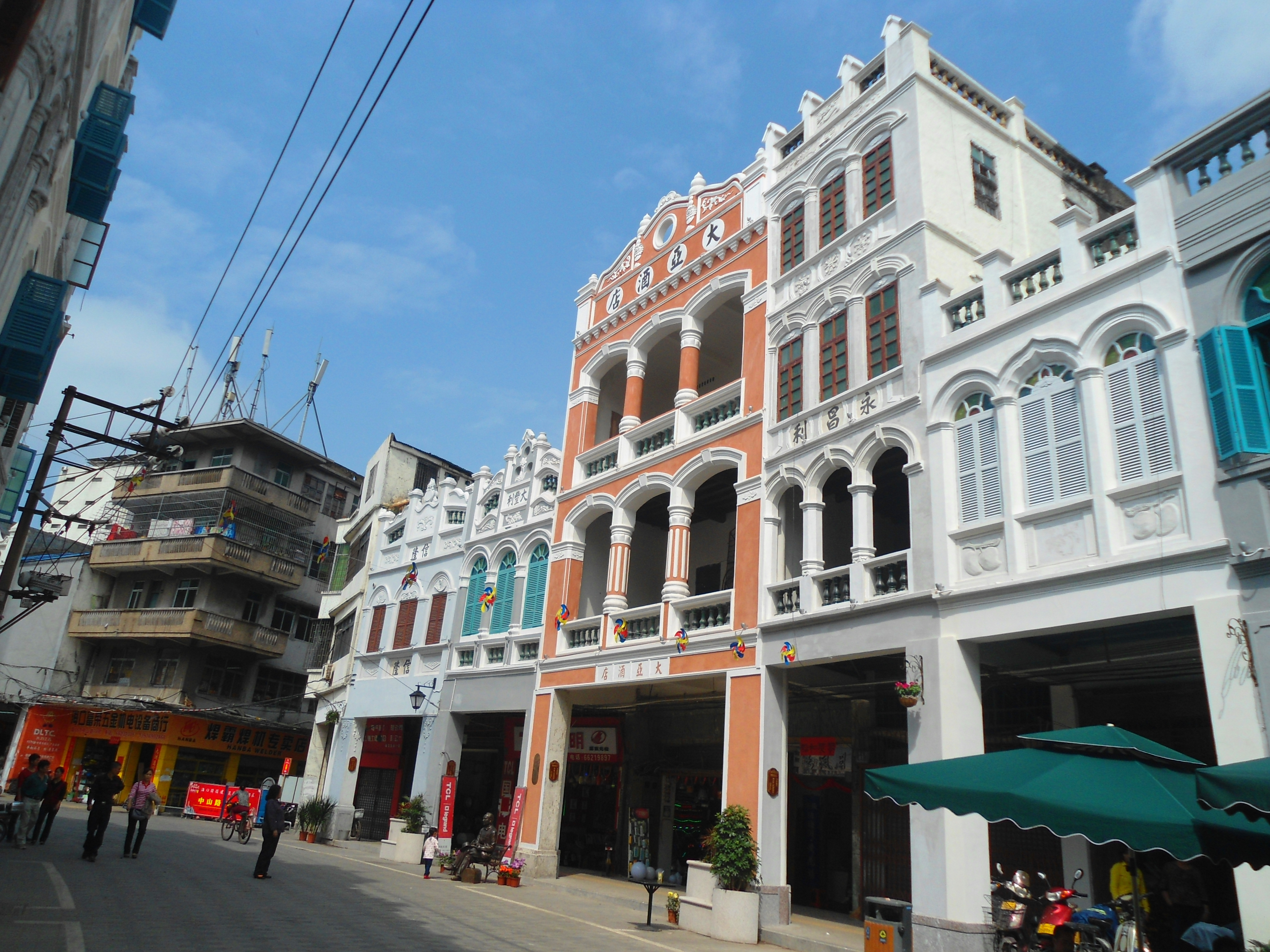
中國海口市的店屋
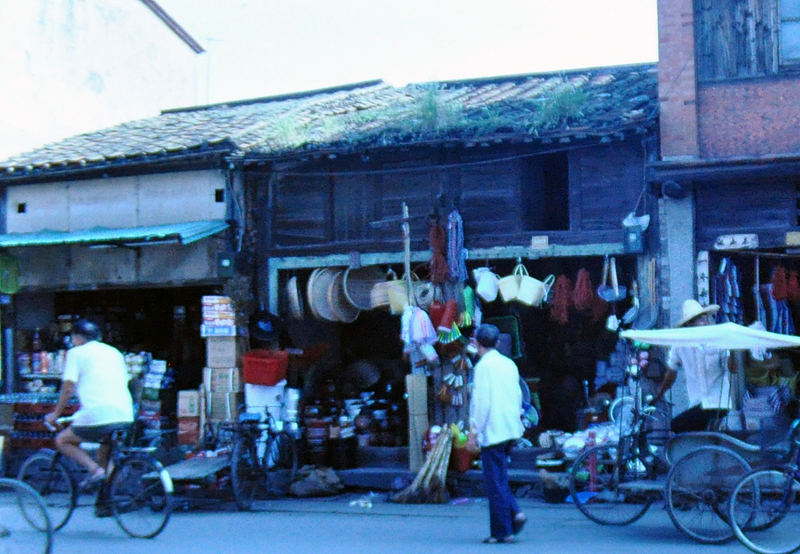
中國泉州市的店屋
菲律賓馬尼拉的店屋
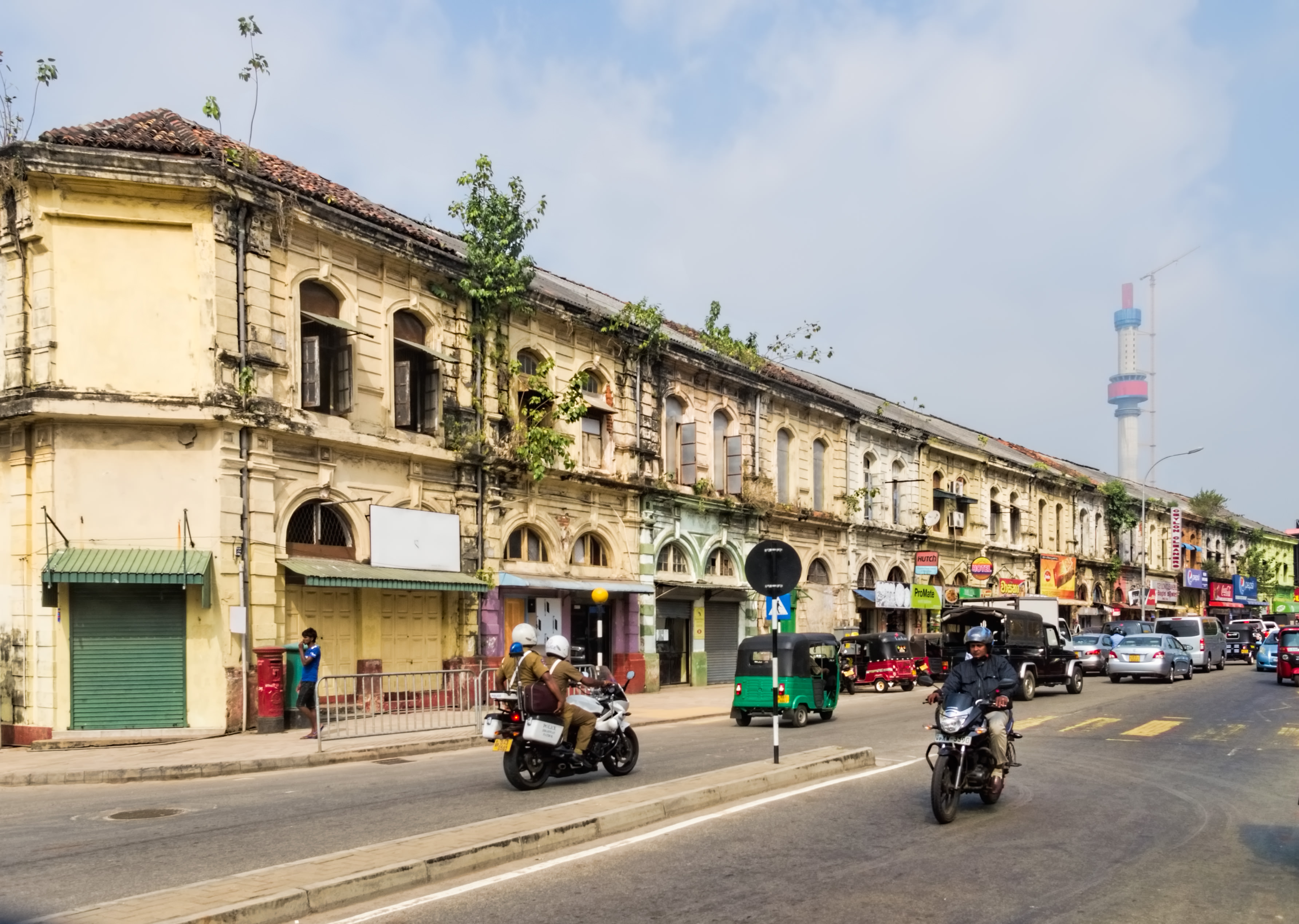
斯里蘭卡可倫坡的店屋

### 引用
1. ↑  Zhu, Jieming, Sim, Loo-Lee, Liu, Xuan, D., Place-Remaking under Property Rights Regimes: A Case Study of Niucheshui, Singapore アーカイブ 2014年10月27日 - ウェイバックマシン, IURD Working Paper Series, Institute of Urban and Regional Development, UC Berkeley, 2006,  p.13. Accessed 2012-3-30.
2. ↑  Chua, Beng Huat, and Edwards, Norman, Public space: design, use, and management アーカイブ 2016年2月8日 - ウェイバックマシン, National University of Singapore, Centre for Advanced Studies, Singapore University Press, 1992, p. 4-5. ISBN 9971-69-164-7
3. ↑  “台灣古蹟學習知識庫”. service.wordpedia.com. 2019年4月22日時点のオリジナルよりアーカイブ。2020年7月21日閲覧。
4. ↑  “李乾朗／台灣街屋構造街屋的空間秩序：由外轉內的裝修思維” (中国語). 財團法人空間母語文化藝術基金會. 2023年3月21日時点のオリジナルよりアーカイブ。2023年3月21日閲覧。
5. ↑  Lim, Jon S.H (1993). “The Shophouse Rafflesia: An Outline of its Malaysian Pedigree and its Subsequent Diffusion in Asia”. Journal of the Royal Asiatic Society LXVI (1):  47-66. ISSN 0126-7353. JSTOR 41486189.
6. 1 2  Charles Burton Buckley (1902). An anecdotal history of old times in Singapore. Singapore, Printed by Fraser & Neave, limited. p. 84
7. ↑  Mai-Lin Tjoa-Bonatz (1998). “Shophouses in Colonial Penang”. Journal of the Royal Asiatic Society LXXI Part 2 (2 (275)):  122–136. JSTOR 41493367.
8. 1 2  Lim, Jon S.H. (1993). “The Shophouse Rafflesia: An Outline of its Malaysian Pedigree and its Subsequent Diffusion in Asia”. Journal of the Royal Asiatic Society LXVI Part 1 (1 (264)):  47–66. ISSN 0126-7353. JSTOR 41486189.
9. ↑  Jun Zhang (2015). “Rise and Fall of the Qilou: Metamorphosis of Forms and Meanings in the Built Environment of Guangzhou”. Traditional Dwellings and Settlements Review 26 (2):  26–40.  オリジナルの18 October 2015時点におけるアーカイブ。.
10. ↑  Izumida, Hideo、Huang, Chu Min「Typology of Roofed Terraces and Covered Continuous Walkways: A study on Colonial Cities and Architecture of Southeast Asia Part 2」『Journal of Architecture and Planning (Transactions of AIJ)』1994年4月、145−153頁、doi:10.3130/aija.59.145_2。
11. ↑  Izumida, Hideo (May 2003). “Settlement Improvement in the Former Hong Kong Colony According to Reports by Osbert Chadwick: A Study on colonial cities and architecture in South-east Asia Part 3”. Journal of Architectural Institute of Japan:  179–186.
12. ↑  “Malaysia: shophouses of Georgetown, where East meets West”. Minorsights.com. 2017年1月5日時点のオリジナルよりアーカイブ。2016年8月13日閲覧。
13. ↑  Hashimah Wan Ismail (2005). Houses in Malaysia: Fusion of the East and the West. Penerbit UTM. p. 30. ISBN 9789835203626
14. ↑  Chua, Beng Huat; Edwards, Norman (1992). Public space: design, use, and management. Singapore University Press. pp. 4–5. ISBN 9971-69-164-7
15. ↑  Kaye, B. (1960). Upper Nankin Street, Singapore: A Sociological Study of Chinese Households Living in a Densely Populated Area. University of Malaya Press, Singapore & Oxford University Press
16. ↑  Han, Sun Sheng (2005). “Global city making in Singapore: A real estate perspective”. Progress in Planning (Elsevier) 64 (2):  77–83. doi:10.1016/j.progress.2005.01.001.  オリジナルの14 April 2016時点におけるアーカイブ。 2012年3月31日閲覧。.
17. ↑  “What is the law relating to the control of rent in West (Peninsular) Malaysia?”. Lawyerment.com (2001年5月31日). 2015年4月3日時点のオリジナルよりアーカイブ。2015年3月5日閲覧。
18. 1 2  “Why is the Control of Rent Act 1966 being repealed? Why is Control of Rent (Repeal) Act 1997 being introduced?”. Lawyerment.com (2001年5月31日). 2015年4月2日時点のオリジナルよりアーカイブ。2015年3月5日閲覧。 Retrieved 2015-3-6
19. ↑  Kuar, Manjir (2011年2月24日). “Unesco warns Penang on swiftlet breeding shophouses”. The Star (Malaysia).  オリジナルの2015年4月2日時点におけるアーカイブ。 2015年3月19日閲覧。
20. ↑  Property Guru (2012年3月27日). “Shophouses increasingly popular among investors”. Yahoo! News.  オリジナルの2015年4月4日時点におけるアーカイブ。 2012年3月31日閲覧。
21. ↑  Wong, Johnni (2012年3月21日). “Skyrocketing shophouses”. The Star.  オリジナルの2017年1月5日時点におけるアーカイブ。 2015年7月30日閲覧。